# MiG-21 (航空機)
MiG-21 / МиГ-21
クロアチア空軍及び防空軍のMiG-21bisD
- 用途：戦闘機
- 分類：戦闘機
- 設計者： ミグ設計局
- 製造者： ヒンドスタン航空機（FL, M, bis）
- 運用者：
 アンゴラ
 アゼルバイジャン
 クロアチア
 キューバ
 ギニア
 インド
 リビア
 モザンビーク
 朝鮮民主主義人民共和国
 スーダン
 シリア
 ウガンダ
 イエメン
- 初飛行：1955年6月14日
- 生産数：10,000機以上
- 運用開始：1959年
- 運用状況：朝鮮民主主義人民共和国やインド、アフリカ諸国で現役
- サブタイプ：J-7（F-7）

MiG-21（ミグ21；ロシア語: МиГ-21）は、ソ連のミグ設計局が開発した戦闘機。多くの機数が生産され、世界各国に輸出、配備された。
その翼形からソ連では他のデルタ翼機と同様に、愛称がバラライカと言われていた。北大西洋条約機構（NATO）の使用するNATOコードネームはフィッシュベッド（Fishbed：「魚の寝床」）。

## 概要

### 開発
ソ連で1950年代前半から開発された。開発に当たり、設計局では二つの系統の試作機を製作した。そのうち先に完成したYe-2（Е-2）は、MiG-15からMiG-17、MiG-19と受け継がれてきた後退翼を持った機体で、MiG-19から開発された後期の試作機とよく似た外見だった。一方、もうひとつの試作機Ye-4（Е-4）は、水平尾翼付き三角翼を持った新しい機体だった。このYe-4がMiG-21の原型である。
Ye-2とYe-4は、ともに1955年に初飛行を行い、同年中に展示飛行も済ませ公に姿を現した。このときスホーイ設計局で開発されていた2種類の機体も飛行を行っており、同じ年に四種類の試作機が産声を上げた。このうちスホーイの試作機は後退翼のSu-7と三角翼のSu-9に発展した。そしてMiG-19から正統的に発展した後退翼のYe-2は、改良型も製作されMiG-23（Tip 23）という名称で量産するという計画も出されたものの、結局は開発中止となった。

### 第1世代

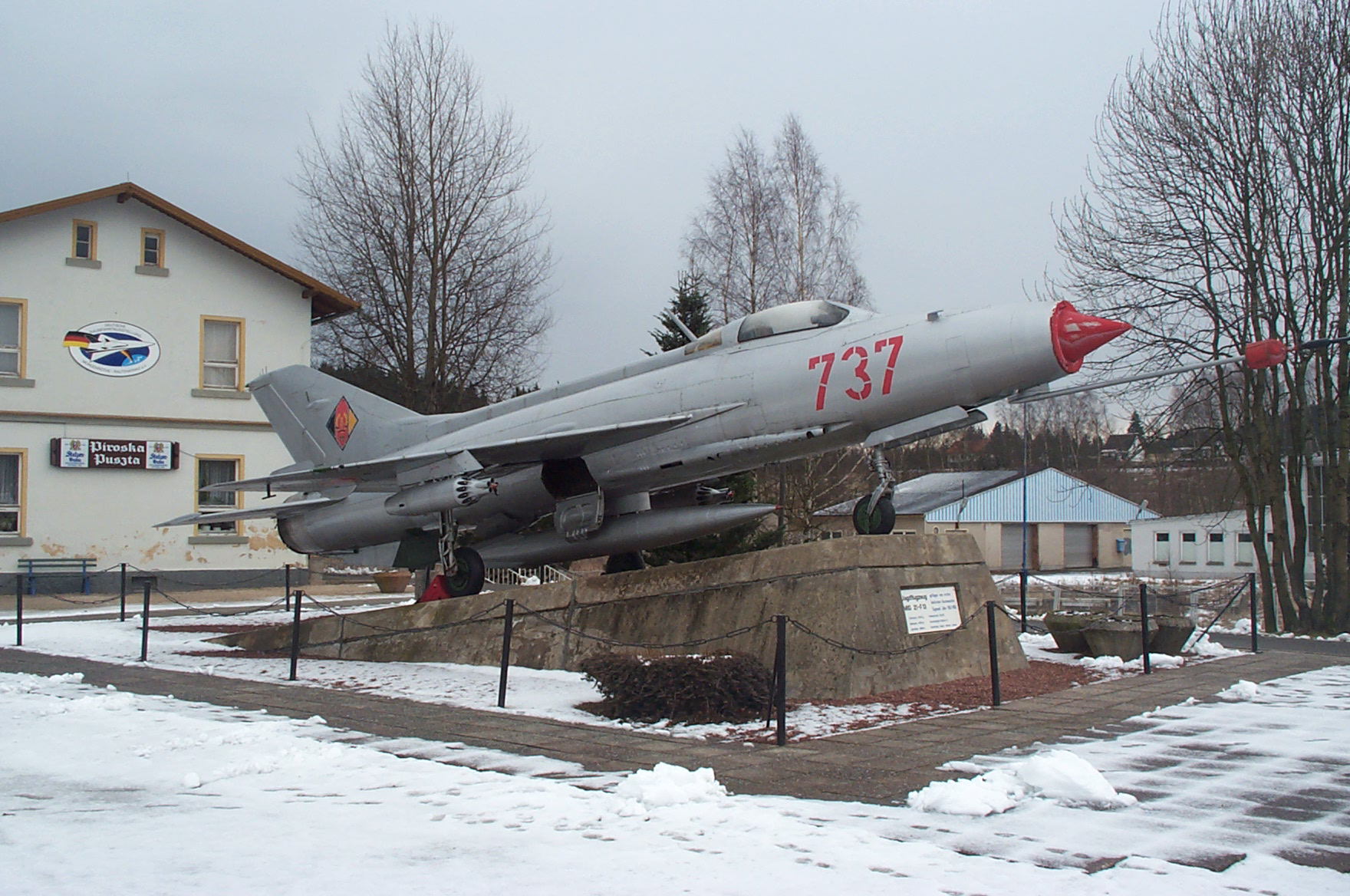
東ドイツ空軍のMiG-21F-13、かつてジークムント・イェーンの乗機だった

Ye-4の発展型であるYe-5（Е-5）は、1956年1月9日に初飛行を行い、その後MiG-21という量産機の名称が与えられた。次の改良型であるYe-6（Е-6）は、1958年5月20日に初飛行を行った。また、Ye-6の3号機は1959年10月31日に15/25kmコースにて2,388km/hという当時の世界速度記録を樹立した。その際の国際航空連盟への申請にはYe-66（Е-66）という名称が使用された。この3号機は、MiG-21シリーズの最初の生産型であるMiG-21F（МиГ-21Ф）となった。この機体の兵装は、基本的には2門の30mm機関砲とロケット砲である。
Ye-6の開発はさらに続けられ、1959年に初飛行を行ったYe-6T（Е-6Т）と呼ばれる機体は、新しいK-13赤外線誘導空対空ミサイル2発を搭載した。このK-13は、アメリカ合衆国製のAIM-9B赤外線誘導空対空ミサイルのコピーで、独自に発展し、のちには改良型のR-3Sやレーダー誘導型のR-3Rなどを生み出し長らく東側の標準的兵器となった。このK-13を搭載する機体はMiG-21F-13（МиГ-21Ф-13）として量産に入り、初の本格的な生産型となった。なお、MiG-21F-13はミサイルの搭載に伴い、従来本体両側に2門あった機関砲を、本体右側の1門のみに減らしている。
記録機として開発されたYe-66A（Е-66А）は、出力向上型のR11F2-300ターボジェットエンジンと、尾部のフェアリングにU-21ロケットブースターを搭載し、1961年4月28日に、ゲオルギー・モソロフは、34,714mという絶対到達高度の世界記録を樹立し、F-104スターファイターが記録した過去最高記録を更新した。

### 第2世代（全天候型）

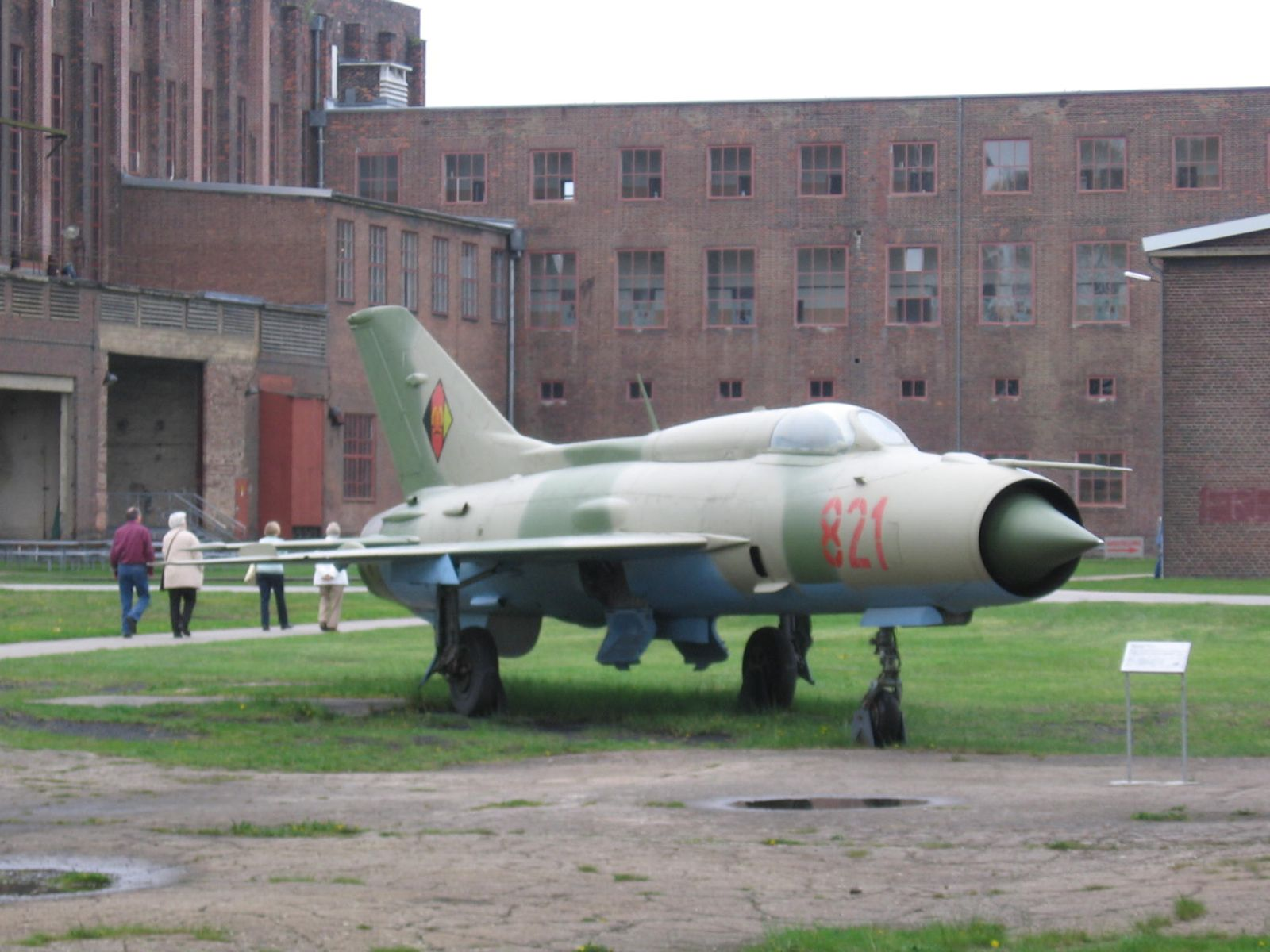
東ドイツ空軍のMiG-21PF

全天候戦闘能力が必須となってきた1950年代後半から1960年代にかけて、設計局ではMiG-21に本格的なレーダーを搭載する改良型を開発していた。ソ連ではそれまでMiG-17PF/PFUやMiG-19P/PMといった迎撃戦闘機を有していたが、これらはいずれも能力に限界のあるイズムルート・レーダーを搭載しており、MiG-21では新たな装備方法で全く新しい形式のレーダーを搭載する必要に迫られていた。この課題に対する試作機にはYe-7（Е-7）という名称が与えられた。その内始めに設計されたのはMiG-21F-13を改修したMiG-21P-13（МиГ-21П-13）で、最終的には操縦席後方に膨らみを設けて燃料搭載量を補ったMiG-21PF（МиГ-21ПФ）が初の量産型となった。MiG-21の開発は、これ以降レーダー搭載型が主となった。レーダー搭載に伴い、MiG-21P以降は、固定武装の機関砲が撤去され（胴体下ガンポッドはあり）、ミサイルのみの武装となった。
MiG-21P/PFの搭載したレーダーは、TsD-30TP（ЦД-30ТП、制式名はRP-21U（РП-21У）と呼ばれている。当時完成していた機材の中では最新型のもので、Su-9迎撃戦闘機に搭載されたTsD-30T（ЦД-30Т）あるいはRP-9U（РП-9У）と呼ばれるレーダーと基本的には同一のものである。指令誘導システムの追加により、MiG-21P/PFでは従来のK-13空対空ミサイルに加えコマンド誘導方式のRS-2US空対空ミサイルが搭載できるようになった。大型機のSu-9ではTsD-30レーダー・ステーションは比較的無理なく搭載されていたが、ずっと小型のMiG-21への搭載には困難が伴った。機体構造は大きく見直され、機首は大型レーダーの搭載に従い太いものに変更され、機器や燃料タンクなどの搭載場所の不足から背部の膨らみは大型化された。

### 第3世代

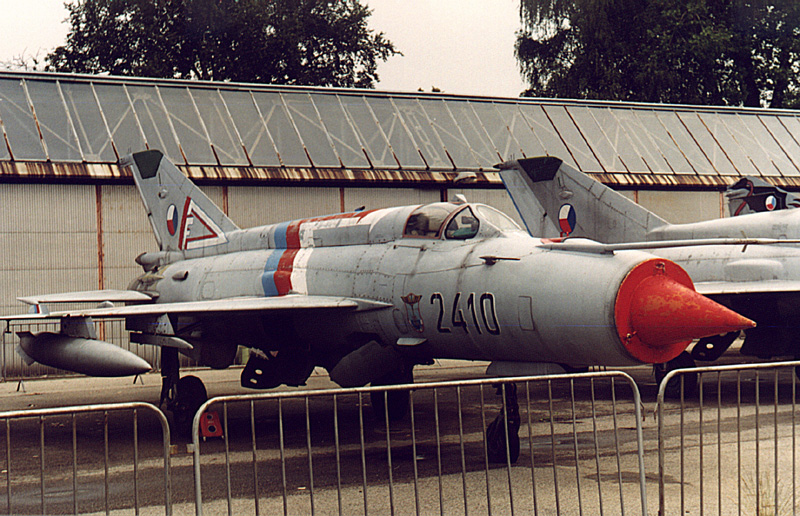
チェコ空軍のMiG-21MF

MiG-21PFはその後MiG-21PFS（МиГ-21ПФС）やMiG-21PFM（МиГ-21ПФМ）などへと進んでいった。
これら「第2世代機」と呼ばれるシリーズに対し、1960年代半ばには「第3世代」と呼ばれる機体が登場した。その初めの機体はMiG-21R（МиГ-21Р）である。これは当初はMiG-21PF型の機体に各種偵察コンテナを搭載する戦術偵察機で、主として生産されたのは背部の膨らみを大型化し主翼下パイロンも4箇所に増設した新しい機体である。偵察コンテナは作戦任務に応じて昼間・夜間・電波の3種類が用意されていた。
その後、この機体を基にMiG-21S（МиГ-21С）やMiG-21SM（МиГ-21СМ）といった1960年代後半から1970年代にかけてソ連の航空戦力の主力を担った戦闘機型が生み出された。また、MiG-21SMを基に輸出向けのグレードダウン型としてMiG-21M（МиГ-21М）が開発・生産された。その後、ソ連国内向けにより高性能なMiG-21bisが開発されると、ソ連型MiG-21SMと同等の能力を持ったMiG-21MF（МиГ-21МФ）や改良型のMiG-21MF-75（МиГ-21МФ-75）などが開発され、輸出されるようになった。

### 第4世代

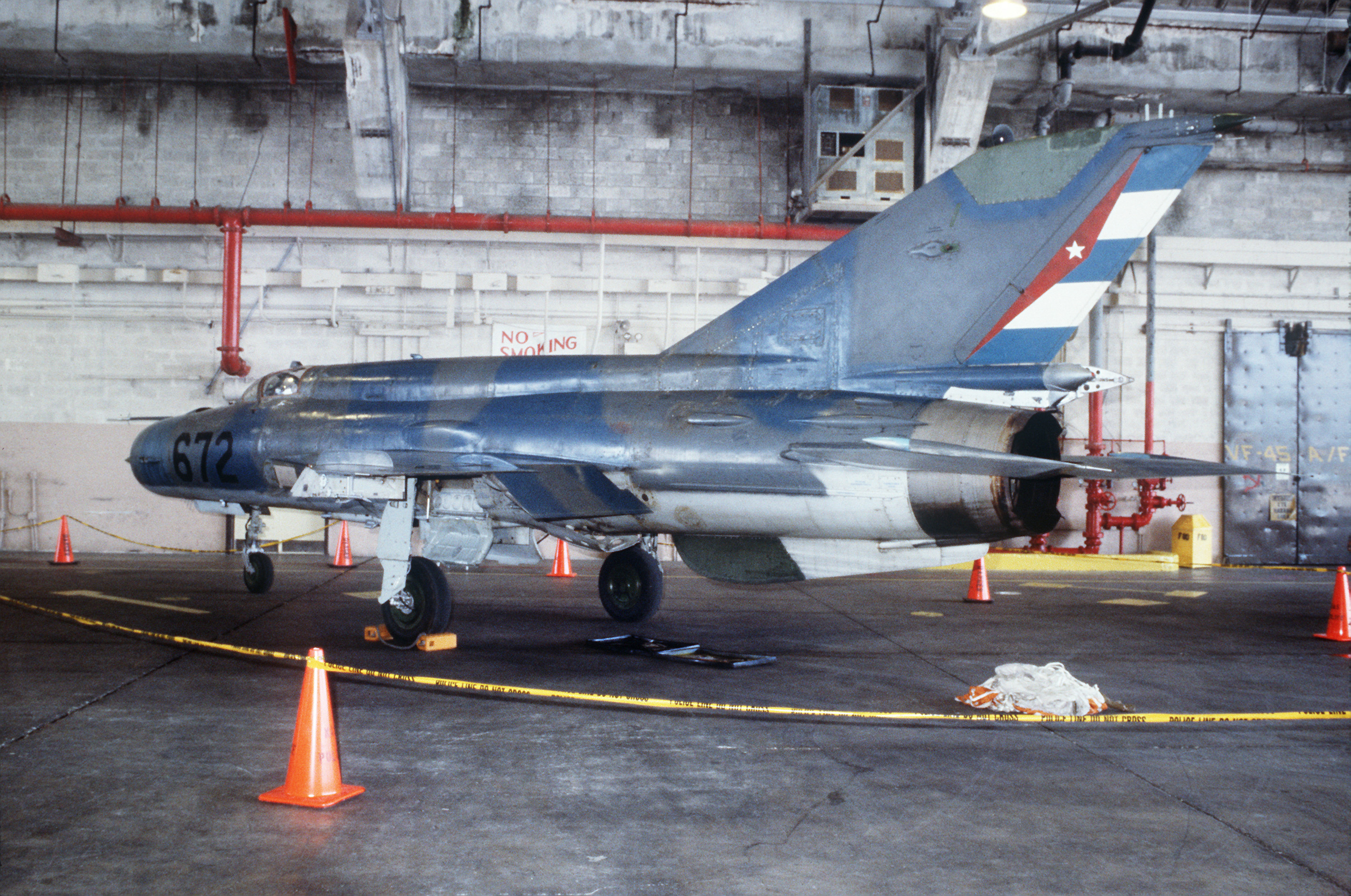
キューバ空軍のMiG-21bis LAZUR

1971年に初飛行したのが、MiG-21シリーズのひとつの完成型となった「第4世代機」MiG-21bis（МиГ-21бис）である。これはさらに大型化した背部の膨らみを持ち、MiG-21としては最も高い能力を付与されていた。また、ソ連のアフガニスタン侵攻では、主力戦闘爆撃機として多数が投入された。

### 複座型
MiG-21には各世代に対応する複座の高等練習機として使用される教育訓練戦闘機（Учебно-тренировочный истребитель）型が製作された。この複座型はレーダーや兵装を取り外した純粋な訓練機であるため（胴体下にガンポッドを装備することは可能）、機首は最後まで細いままである。主翼下のパイロンも2箇所のまま増設されなかった。主なものとしては、MiG-21U（МиГ-21У）、MiG-21US（МиГ-21УС）、MiG-21UM（МиГ-21УМ）などがある。これらは戦闘機型のMiG-21の退役後も各種試験に用いられ、また専用の高等練習機として使用が続けられている場合がしばしばある。なお、NATOコードネームは戦闘機型と異なりモンゴル（Mongol）である。

### ソ連以外の発展型
MiG-21シリーズは、ソ連をはじめ東欧、中東、アジア、アフリカを中心に世界各国に配備された。生産はソ連の他、チェコスロバキア（S-106という名称でMiG-21F-13の改修型をライセンス生産）、インド（MiG-21FL/M/bisをライセンス生産）、中国（MiG-21F-13を殲撃7型としてライセンス生産、また、その各種発展型を開発）、独立後のジョージア（独立後の生産はMiG-21UMを2機のみ）でもなされ、とくに中国では21世紀に入ってもしばらく生産が続いていた。
また中国では、殲撃7型即ち同国製MiG-21の発展型である第4世代戦闘機であるJF-17やJL-9が開発されている。

### 弱点
ソ連時代のバリエーション機はレーダーの探知距離が短く目標追尾機能を持たないので、射程の長いセミアクティブ・レーダー誘導ミサイルを装備できない。また、機首の狭いスペースに収容するためアンテナの作動範囲も狭い。これは、地上の管制システムに迎撃や航法の指示を受けるという前提の下、レーダーなどは簡略でよいとされたためである。性能面では機動性能が優れているが操縦性は悪く、特に低空で操縦性が悪化する他、1秒あたり90度以上のロールを与えると回転が止まらなくなるというほど操縦が非常に困難な機体とされている。これは、後期の機体でも完全には改善されなかった。

### 運用
MiG-21は、ソ連製だけでも各型合わせて1万機以上という、超音速機としては他に例を見ない数の機体が生産されており、戦後世界で最も成功した戦闘機のひとつである。改良を重ねながら、これほどまでに長期に亘って生産された理由としては、後継機たるMiG-23がMiG-21を全面的には凌駕できなかった点も挙げられる。実際、MiG-19譲りのMiG-21の格闘性能は非常に高く、これを全面的に凌ぐ機体はアメリカのF-16、そしてMiG-29の登場を待たねばならなかった。
2024年現在でも世界各国の空軍に配備されており、近代化改修を行った機体をはじめとして、今後も多数が運用され続けられると見られている。また、MiG-21は超音速戦闘機としては他に類を見ないほど構造が簡単で維持しやすいため、より大型で近代的ながらも維持の難しいMiG-23やMiG-29などの新世代機をあえて退役させてMiG-21に統合した国もある。これは、冷戦後の軍縮の一つの典型といえよう。MiG-29やMiG-23MFを退役させてMiG-21ランサーを残したルーマニアや、MiG-23MLDなどを退役させてMiG-21bis SAUを残したブルガリアなどがこれに当てはまる。
一方、MiG-21は機体の規格がまちまちで、その点では整備に支障をきたしやすい欠点があるとされている。ルーマニアでMiG-21を近代化改修する際、「部品・規格等の統一」が最重要改修点のひとつに挙げられていた。
またアメリカやヨーロッパといった西側諸国の一部の国でも、兵器類を取り外して払い下げられた機体や練習型など非武装タイプの機材を個人が所有し、娯楽目的で飛行させているケースもある。
軍事ジャーナリストの竹内修は、航空自衛隊の元将官から聞いた話として、1980年代にイスラエルが日本に対し、中東戦争などで鹵獲したMiG-21を仮想敵機用に売り込んできたと述べている。価格は「高級なメルセデス・ベンツ数台分くらい」とのことだったが、大蔵省に購入予算が認められなかったことでお流れとなった。

### 実戦

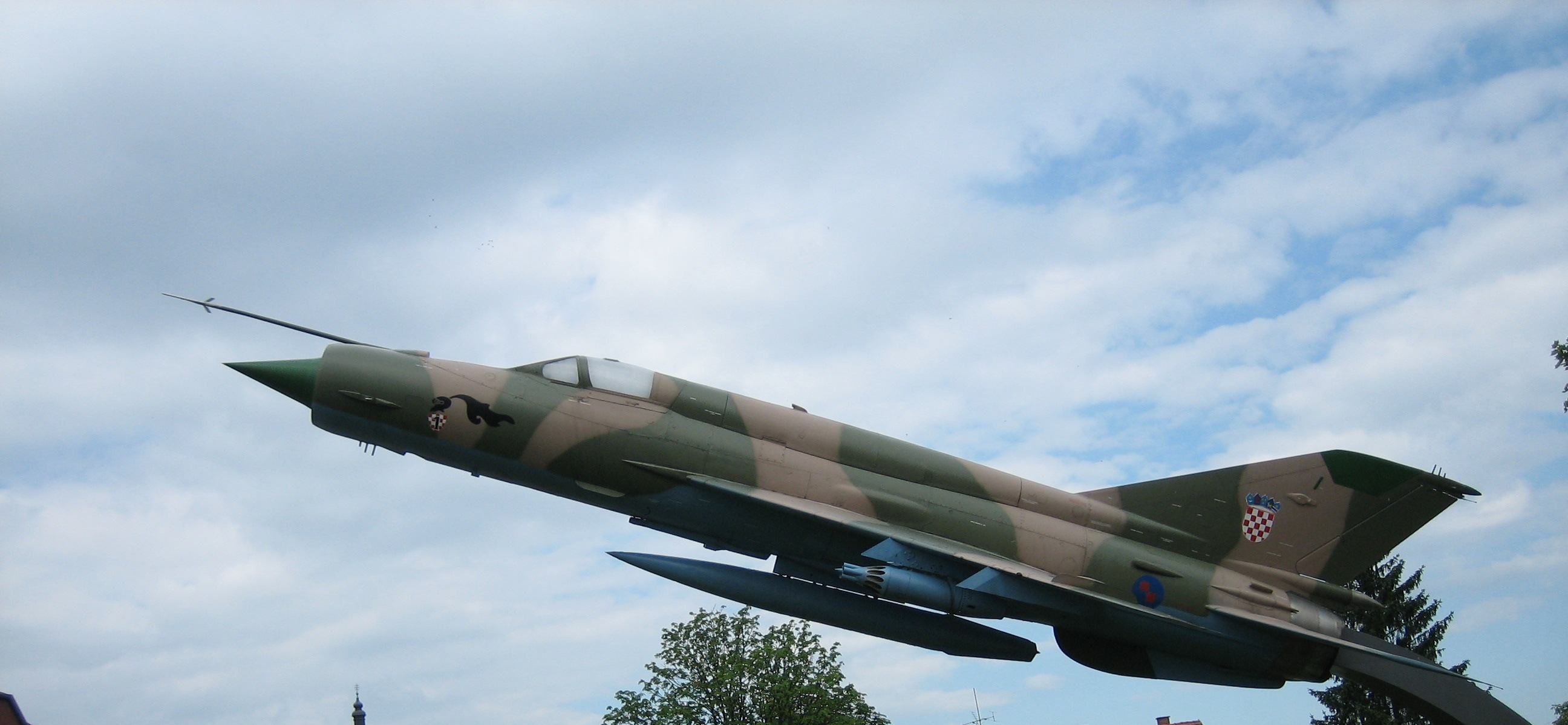
独立戦争の記念碑となっているクロアチア空軍及び防空軍のMiG-21bis LAZUR

MiG-21の使用された主な事件は以下の通り。
- 1960年代：ベトナム戦争
- 1960年代以降：アフリカ各地での紛争
- 1960年代-1980年代：各次中東戦争及び同地域におけるその他の武力衝突
- 1965年：第二次印パ戦争
- 1968年：プラハの春
- 1969年：珍宝島事件
- 1970年代以降：インドシナ方面での紛争
- 1971年：第三次印パ戦争
- 1978年以降：カンボジア・ベトナム戦争
- 1979年：中越戦争
- 1979年-1989年：ソ連のアフガニスタン侵攻
- 1980年-1988年：イラン・イラク戦争
- 1991年：湾岸戦争
- 1990年代：ユーゴスラビア紛争、コソボ紛争など旧ユーゴスラビア地域での内戦や戦争
- 1990年代後半：エチオピア・エリトリア国境紛争

特にベトナム戦争では、優れた速度や上昇力、そして小型で敵に視認されにくいことを活かした奇襲攻撃で、度々アメリカ軍の戦闘機を撃墜している。
MiG-21はその運用国が多いため、この他にも多くの紛争や内戦に使用されている。

### 近代化改修

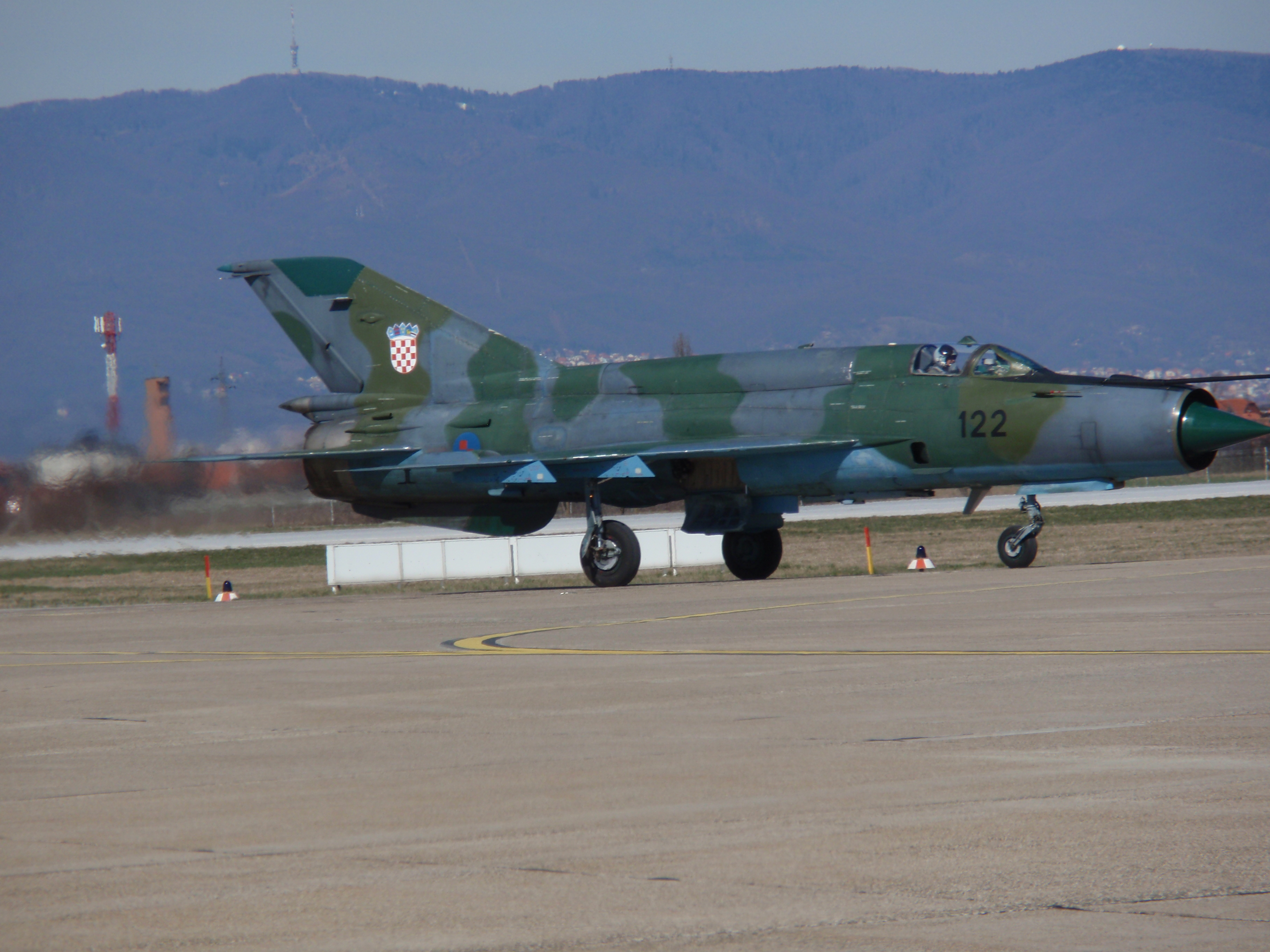
クロアチア空軍及び防空軍のMiG-21bisD

近代化改修案は各国から出されており、ロシアのMiG-21-93（別名MiG-21UPG；МиГ-21УПГ）やMiG-21-93I（МиГ-21-93И）、MiG-21-98、MiG-21K（МиГ-21К）、ルーマニアのランサーI/II/III（Lancer I/II/III）、イスラエルのMiG-21-2000などがある。中国では中ソ対立下でMiG-21を独自改造した機体を多く生産していた。チェコは運用する自国のMiG-21MFをNATO標準に合わせたMiG-21MFNに改修している。チェコではより高度な近代化改修を行う計画もあったが、結局スウェーデン製のグリペンを導入してMiG-21を代替することとし、MiG-21MFには最低限の改修しか施されなかった。また、ウクライナでも近代化改修機が開発されている。同国では海外の運用国の機体の改修や定期点検も受け持っている。

## 主な派生型
«»は製品番号

### ソ連/ロシア/ウクライナ/グルジア/インド/ドイツ/ブルガリア

#### 試作機
Ye-2
MiG-19から発展した後退翼機。エンジンは予定したAM-11（RD-11、のちR-11）が間に合わなかったためMiG-19シリーズが2基搭載していたAM-9B（RD-9B）を1基搭載し、1954年12月25日に完成、翌1955年2月14日に初飛行を行った。
Ye-2A
AM-11を搭載した2号機で、主翼上の境界層板を大型化していた。MiG-23（Tip 23）として生産に入る計画もあり1957年に7機が製作されたが、結局は採用されなかった。
Ye-4
三角翼機の1号機。主翼下面に大型の境界層板をつけていた。エンジンは当初はRD-9Bと同推力のRD-9Yeで、のちに若干推力の向上したRD-9Iに換装された。なお、エンジンの換装以外にも機体は徐々に改修され、主翼下面の大型の境界層板を廃し、かわりに3枚の小型の境界層板を主翼上面から下面にかけて装備するなどした。1955年6月16日に初飛行を行った。
Ye-50
Ye-2の発展型で、AM-9Yeジェットエンジンに加えS-155ロケットエンジンを追加した混合動力機。3号機は機首が延長されていた。
Ye-50A
燃料消費量の大きなロケットエンジンのため、機体下面に大型の燃料タンクを装備する機体として設計されたが、実際には製作されなかった。
Ye-5
Ye-4の発展型。1956年1月9日に初飛行し、同年末にこの機体を基にして新型前線戦闘機MiG-21が量産されることが決定された。H-5、I-500とも呼ばれた。
Ye-6
Ye-5の発展型で、信頼性に乏しかったRD-11エンジンをR-11F-300に換装するなどの改修を行った。1号機は1958年5月20日に初飛行を行ったが、28日には墜落して失われた。
2号機は境界層板を外側1枚のみに減じ、機首側面に機体の横滑り時のエンジンの失速防止用の空気取り入れ口を設けた。1960年には主翼端への空対空ミサイル搭載の試験機に改造されたが、高速飛行時にミサイルが振動を起こし発射後の弾道が安定しなかったため正式採用には至らなかった。
3号機はエンジンのストール防止用の空気取り入れ口を増設した。1959年10月31日には15/25kmコースにて2,388km/hという当時の世界速度記録を樹立した。なお、その際の国際航空連盟への申請名はYe-66である。この3号機を基に初めの生産型MiG-21Fが製作された。
Ye-6T/3
カナードを装備する機体。のちにはR-3ミサイルの搭載試験に用いられ、その成果は初の本格的生産型MiG-21F-13に生かされた。
Ye-6V
MiG-21F-13に不整地での短距離離着陸性能を付加するために改造された試験機。
Ye-7
レーダー搭載型の一連の開発機名称。
Ye-8
1962年に初飛行したMiG-21PFの大幅な改設計型。R-21F-300エンジン1基を搭載した。2機のみ製作されたが、1号機（#81）が事故で失われるなどし、機体の欠陥の改善される見通しも立たなかったため開発は中止された。
MiG-21P
TsD-30T全天候レーダーを搭載する迎撃戦闘機（全天候戦闘機のこと）型の最初の型だが、生産されなかった。R-11F-300エンジンを搭載する最初の試作機Ye-7/1は10機が製作され、1958年8月に初飛行を行った。試作機はYe-7/2、Ye-7/3と作られ、Ye-7/3はこのシリーズの最初の量産型迎撃戦闘機であるMiG-21PFの直接的な基礎となった。
Ye-6U
複座型の原型機。MiG-21F-13をベースに開発され、1960年10月17日に初飛行した。後席を増設した代わりに機関砲を取り外し燃料タンクのスペースに充てている。
Ye-66A
1961年4月28日に34,714mという絶対到達高度の世界記録を樹立した機体。出力向上型のR-11F2-300とロケットエンジンを搭載していた。
23-31 (Ye-7PD/MiG-21PD)
1967年に初飛行したMiG-21PFMの改設計型で、2機のリフトエンジンを搭載する短距離離着陸機の研究機として用いられた。PDはリフトエンジンを意味する。主脚は収納できず固定式である。これを基に23-01短距離離着陸戦闘機が製作されたが、こちらも量産には結びつかなかった。
MiG-21Iアナローク (A-144)
1968年に初飛行した、Tu-144開発の為の無尾翼オージー翼採用型試験機。MiG-21Sの胴体を利用して製作された。
MiG-21K
新しい空対空ミサイルであるR-27RやR-73を運用可能とするなどした、ロシアによるMiG-21SMの近代化改修機。MiG-21M/MFを運用する国やMiG-21bisを運用する国へ提案されたが受注には失敗し、計画は破棄された。

#### 生産型
MiG-21F «72»
初期型。NR-30機関砲を2門搭載する。R-11F-300エンジンを搭載し、1959年に初飛行を行った。翌1959年秋から1960年半ばにかけて99機が生産された。なお、MiG-21Fは設計局内ではYe-6Tと呼称された。後には、MiG-21F-13同様の垂直尾翼の増積や、R-3ミサイルの運用のための改修が行われた機体もある。
MiG-21F-13 «74»
本格的に生産の始められた昼間戦闘機型で、R-3S（機体名称の-13はR-3Sの試作名称K-13に由来）ミサイルを運用可能としたかわりにNR-30を1門に減らしている。R-11F-300エンジンを搭載し、1959年に初飛行を行った。
MiG-21PF «76»
量産・配備された最初の全天候戦闘機型。MiG-21の第2世代機。固定武装は廃されている。搭載レーダーはTsD-30TP（RP-21）である。新型のR-11F2-300エンジンを搭載するYe-7/4が直接の原型機となった。なお、試作機はMiG-21Pからの連番であるが、特に区別するとすればYe-7/3とYe-7/4がMiG-21PFの試作機といえる。
MiG-21PF-31
輸出型、面積の拡大した垂直尾翼と新しいベントラルフィンをもち、ツマンスキーR-11-300エンジンを搭載した機体。パラシュートブレーキハウジングは、ラダー基部に設けられている。
MiG-21PFS «94»
R-11F2S-300エンジンを搭載し、1962年に初飛行を行った。最大の改修点は主翼に吹き出しフラップ（SPS）を採用したことで、離着陸性能が向上し、これ以降の機体はこのシステムを備えることとなった。試作機はYe-7SPSと呼ばれた。比較的少数が生産されたに留まったが、一部は輸出もなされた。

MiG-21PFM «94A»
TsD-30TP（RP-21）レーダーを搭載したMiG-21PFSの輸出型。試作機はYe-7Mと呼ばれた。比較的少数が生産されたに留まった。風防はMiG-21PF同様のワンピース型。異なるIFF システムを装備し、S-24空対地ロケット弾やZB-62ナパーム弾を搭載する能力はなく純粋な迎撃戦闘機として用いられた。
MiG-21PFM «94H»
吹き出しフラップを備えた初期のMiG-21の主要生産型となった。射出座席を新しいKM-1に変更するなどの変更が行われていた。また、機関砲コンテナの搭載能力も付加されていた。なお、射出座席の変更に伴い風防はそれまでの前開きのワンピース型から横開きのツーピース型に変更されたが、ワンピース型同様に上方へやや膨らみをもった形状のものと上辺が直線的でリアビューミラーを装備したものとがある。風防の型は、MiG-21S/SM/M辺りまで同様に2種類のものが見られた。

MiG-21R «94R/03»
戦術偵察機型。Ye-7Rとして1965年に初飛行を行った。外見上は第3世代機の最初の機体として数えられるが、実際は第2世代機の背部燃料タンクを大型化し主翼下パイロンを増設しただけの機体である。また、Ye-7Rや初期のごく少数の量産機はMiG-21PF同様の機体を使用していた。ソ連空軍の他、各国で使用されたが、機体製作年が早かったため他の第3世代機よりも先に退役している。その場合はMiG-21MFを改修したMiG-21MFRなどがMiG-21Rの後継機として運用される場合もあった。
MiG-21RF
MiG-21Rの輸出型として開発された。MiG-21Rとは装備などが若干異なる。なお、MiG-21RFは主力型とはならず、MiG-21Rの方が多く輸出された。
MiG-21S «95»
第3世代機。新型のサプフィール22（RP-22）レーダーを搭載した。新型のR-11F2S-300エンジンを搭載し、1963年に初飛行を行った。なお、冷戦時代には西側諸国からは「MiG-21PFMA」であると誤認されていた。
MiG-21SM «15»
MiG-21SにGSh-23L連装機関砲を固定装備した機体で、一時はソ連の空軍戦力の主力となった。R-13-300エンジンを搭載し、1969年に初飛行を行った。MiG-21シリーズの中で最も多くの機体が製作されたとされる。MiG-23などが主力戦闘機となった後は、戦闘爆撃機として使用された。
MiG-21M «96»
MiG-21SMの輸出向けダウングレード型で、一世代前のRP-21MLレーダーを搭載していた。エンジンもMiG-21PFMと同じR-11F2S-300を搭載し、1968年に初飛行を行った。生産はMMZ「ズナーミャ・トルダー（労働の旗）」工場で1968年から1971年まで行われた。インドでは1971年よりライセンス生産が行われ、1973年よりインド空軍に配備された。

MiG-21MF «96F»
サプフィール22（RP-22）レーダーを搭載するなどMiG-21SMと同程度の能力を持った輸出型。R-13-300エンジンを搭載し、1970年に初飛行を行った。MMZ「ズナーミャ・トルダー」工場で1970年から1974年まで生産された。輸出型の主力となった機体。ワルシャワ条約機構各国で主力機となった。冷戦終結後は、MiG-21bisより以前に旧式のMiG-21MFは多くが退役したが、チェコ、スロバキア、ルーマニアのようにMiG-21bisを運用しなかった国では後継機種の選定まで長らく運用が続けられた。その他の国では、MiG-21bisの配備後は主として戦闘爆撃や偵察に用いられた。
MiG-21MF-75 «63»
1975年以降に製造されたMiG-21MFの改良型で、システムが若干近代化された。ブルガリア、東ドイツ、ルーマニア、チェコスロバキアで使用。

M-21
1967年に初飛行した無人航空機型で、MiG-21PFやMiG-21PFMから改修されていた。ソ連時代後期、標的機や各種試験機として多数が試験や訓練に使用された。
MiG-21SMT «50»
大型の背部燃料タンクを装備する機体として開発されたが、機体バランスが崩れ、重心が機体後部に偏り、失敗作といわれた。1971年に初飛行。一部の機体は、MiG-21STに改修された。
MiG-21ST
失敗に終わったMiG-21SMTを改修した機体。
MiG-21MT «96T»
R-13F-300エンジンを搭載するMiG-21Mの発展型として開発された。装備などはMiG-21MFと同様で、1971年よりMMZ「ズナーミャ・トルダー」工場で生産が始められたが、15機しか製作されなかった。
MiG-21bis LAZUR «75A»
第4世代機。大幅な改良型で、1970年代から1980年代にかけてソ連の主力機となった。R-25-300エンジンを搭載し、1971年に初飛行を行った。
MiG-21bis SAU «75B»
ソ連での生産機としては最終型となった。改良された電子機器を搭載した。なお、«75A»と«75B»は、正式名称はどちらも単に「MiG-21bis」と称されることが普通である。また、資料によってはMiG-21bis-Kと表記しているものもある。なお、通常では「"B"規格」はワルシャワ条約機構外への大幅なダウングレード輸出型であることを意味しているが、この場合はその意味ではない。

MiH-21bis
ウクライナで開発された海外向けの近代化改修型。オデッサで開発が行われた。なお、ウクライナではエジプトやイエメン、リビアといった外国のMiG-21のオーバーホールやメンテナンスを行っている。
MiG-21U-400 «66»
最初に生産された複座型。高等練習機としての運用の他、様々な試験用途にも使用された。
MiG-21U-600 «67»
複座型。垂直尾翼が大型化されるなどしている。«66»と«67»はどちらも単に「MiG-21U」と称されることも多い。
MiG-21US «68»
1966年から製造に入った複座型。電波受信部などが変更されたほか、MiG-21PFM以降の単座型同様、吹き出しフラップとKM-1射出座席を装備している。生産半ばから後席に前方視界確保のためのペリスコープが追加された。
MiG-21UM «69»
ВВС Българии МиГ-21УМ #27
複座型の最終型で、1971年から製造された。機体フレームや電子機器、エンジンをMiG-21MF相当としている。なお、グルジアではソ連からの独立後も生産が続けられ、1990年代後半に2機だけ製作されている。また、同国では改修型も開発されており、一部MiG-21運用国で採用されている。
MiG-21UPG / MiG-21-93
ロシアで開発された近代化改修機。R-25-300エンジンを搭載し、1994年に初飛行した。インドに採用されたのち、一時はイエメン共和国、ブルガリア、クロアチアなどにも採用される可能性があるとされていた。高性能の小型レーダーであるコピヨー21l（槍）を搭載し、これによりR-73やR-77のような空対空ミサイルのほか、Kh-31などの空対地ミサイルが搭載可能となり、戦闘能力が大幅に向上したとされている。また、ESW-21レーダー警報受信機、チャフ・フレア・ディスペンサ、リングレーザージャイロ式の慣性航法装置の搭載などの改良が行われている。しかし、エンジンはMiG-21bisのままであるためその欠点はそのまま受け継いでいる。
MiG-21BISON
MiG-21-93のインドでの採用名称。
MiG-21-93I
MiG-21-93の派生型。
MiG-21-98
MiG-21-93の派生型。

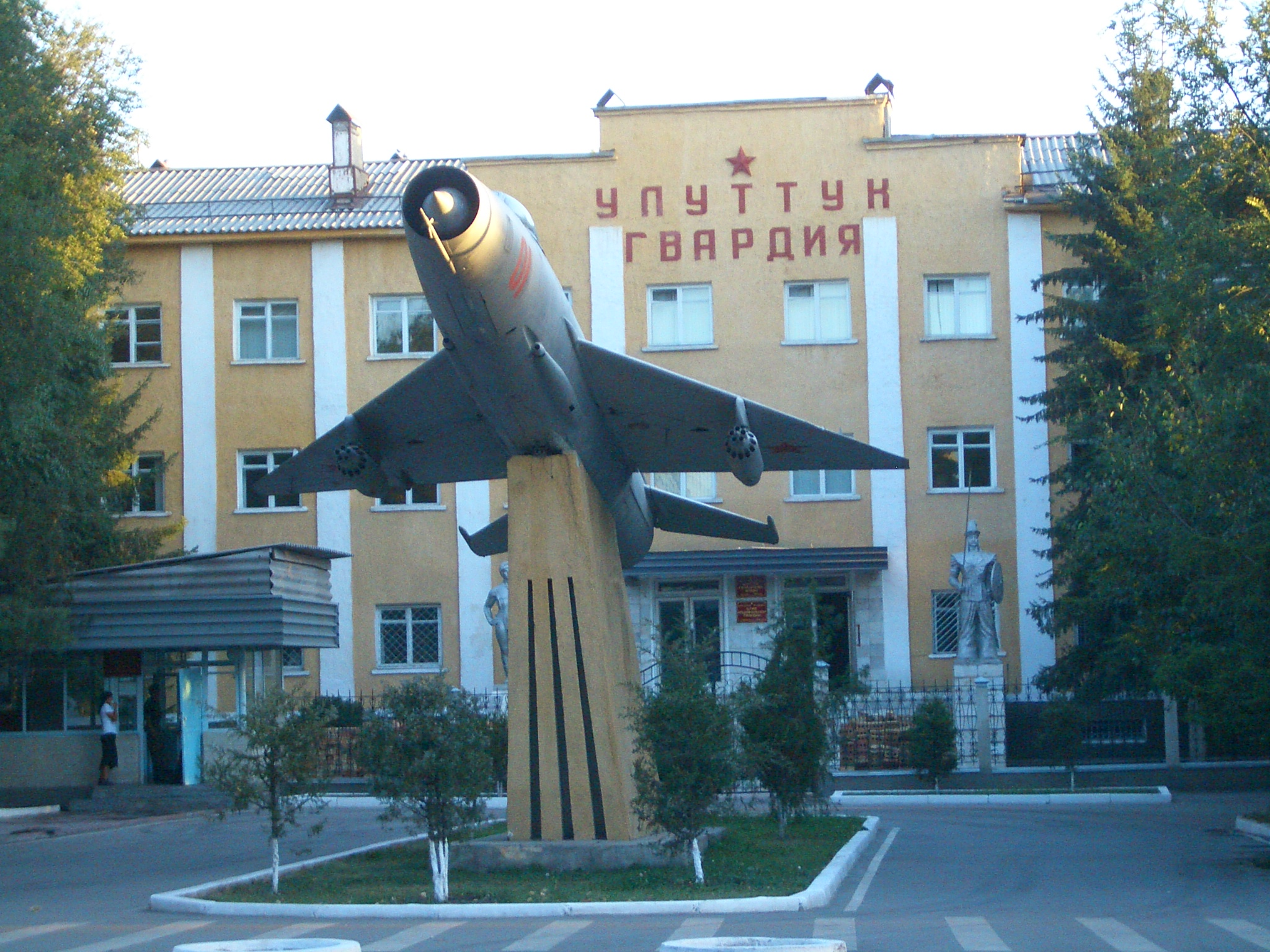
MiG-21F
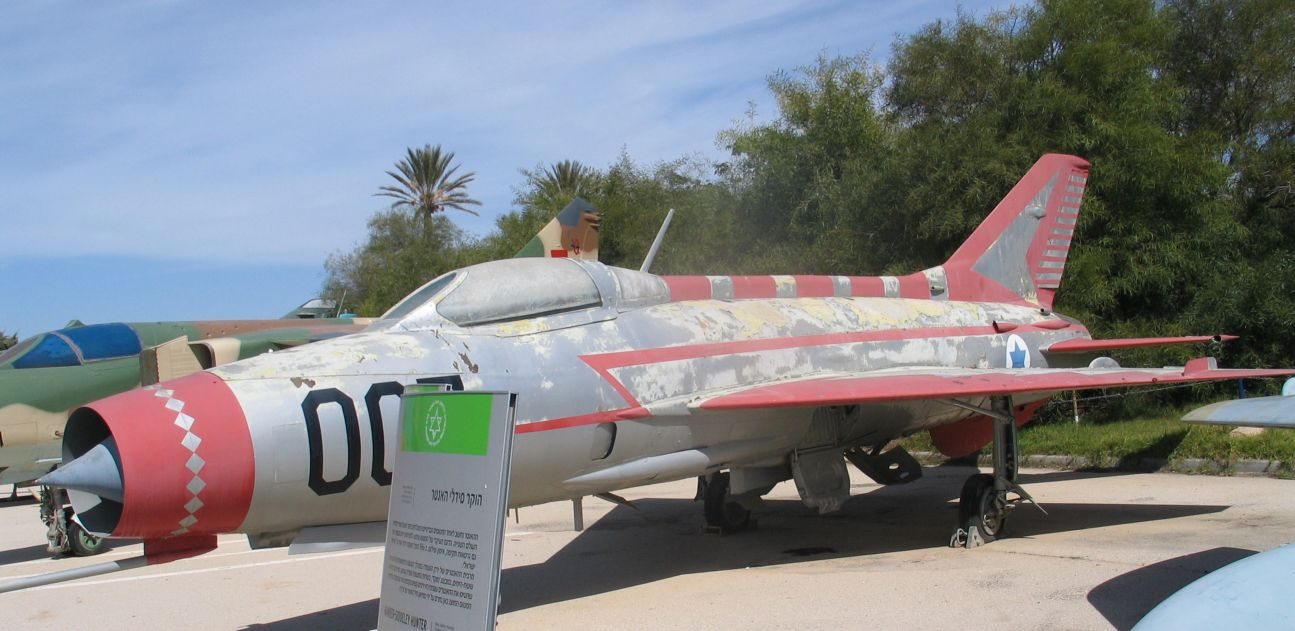
MiG-21F-13
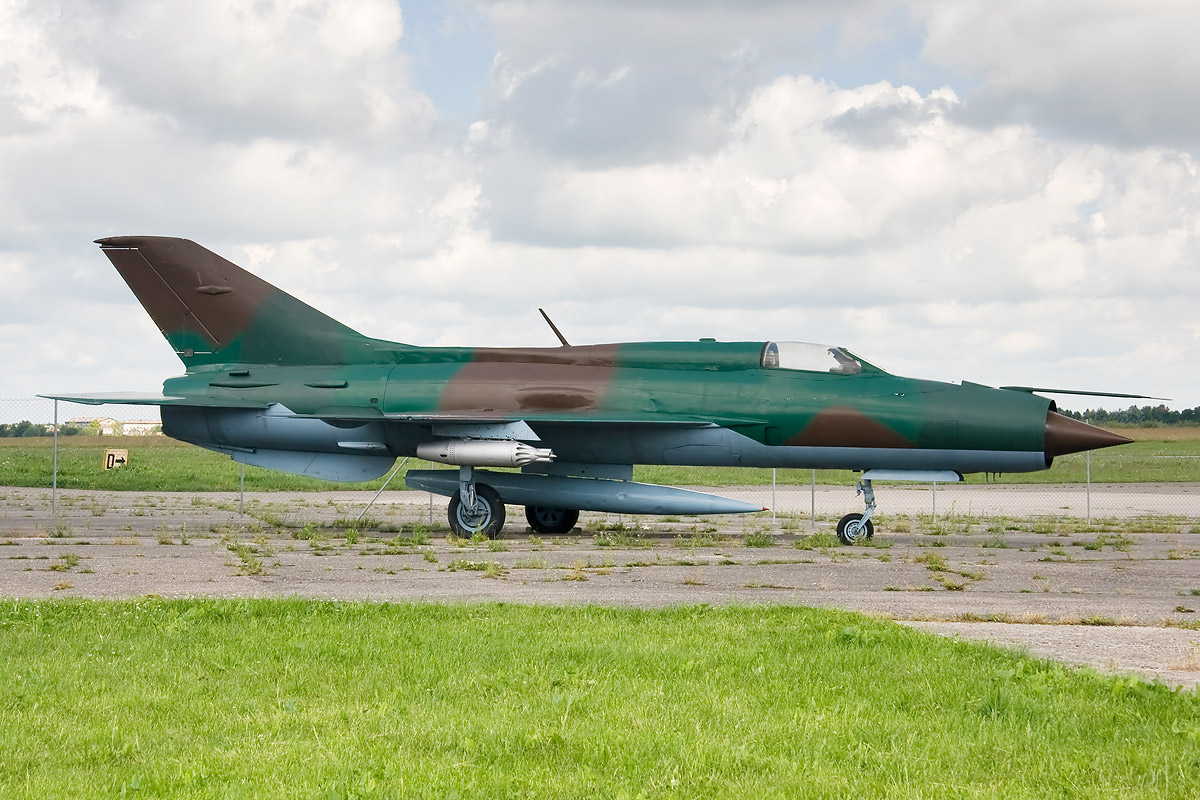
MiG-21PF
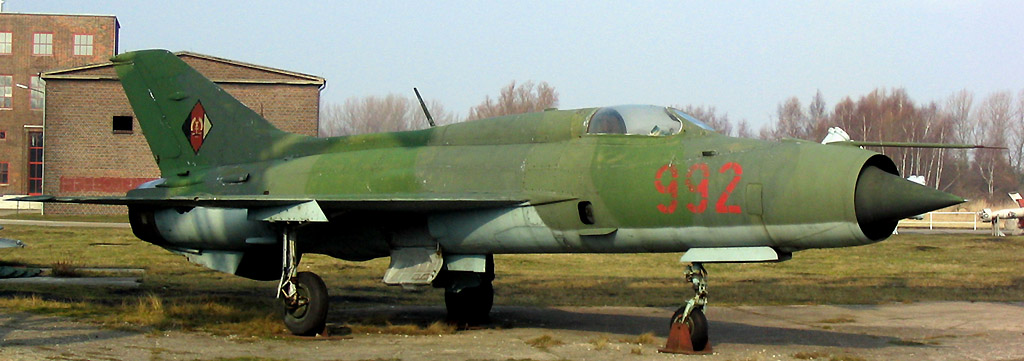
MiG-21PF
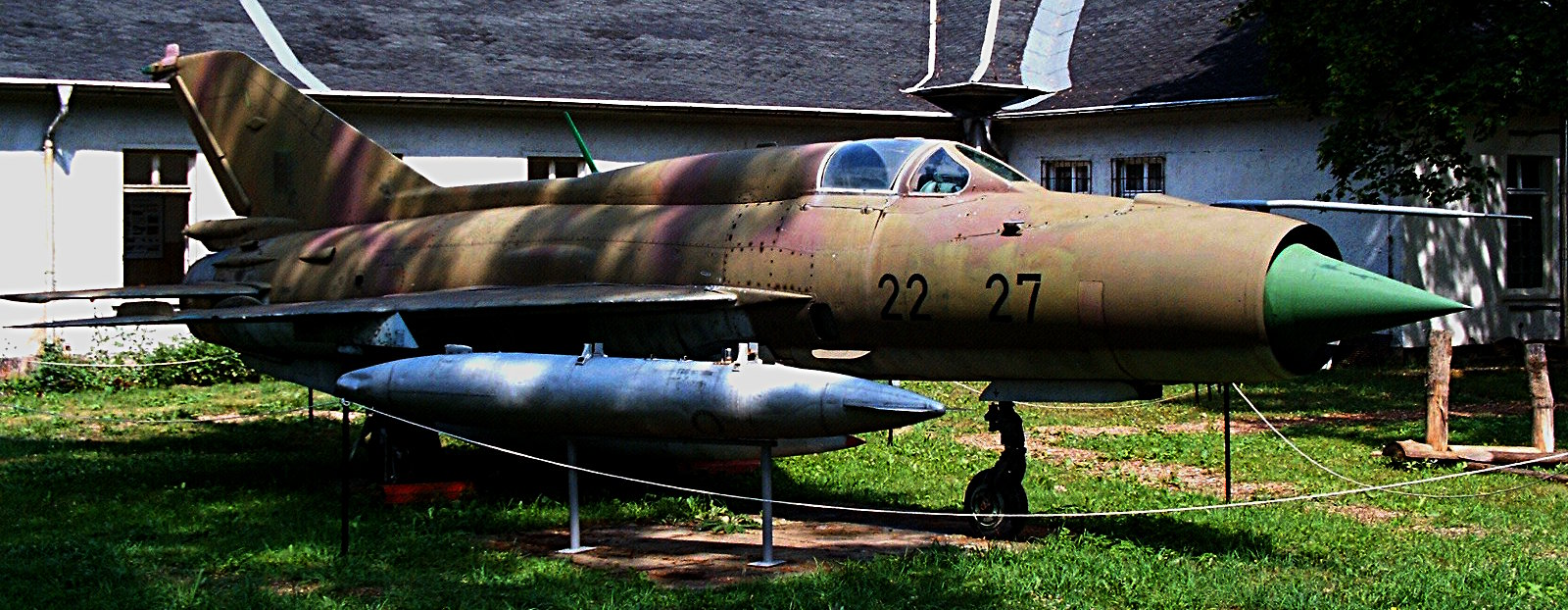
MiG-21SPS-K
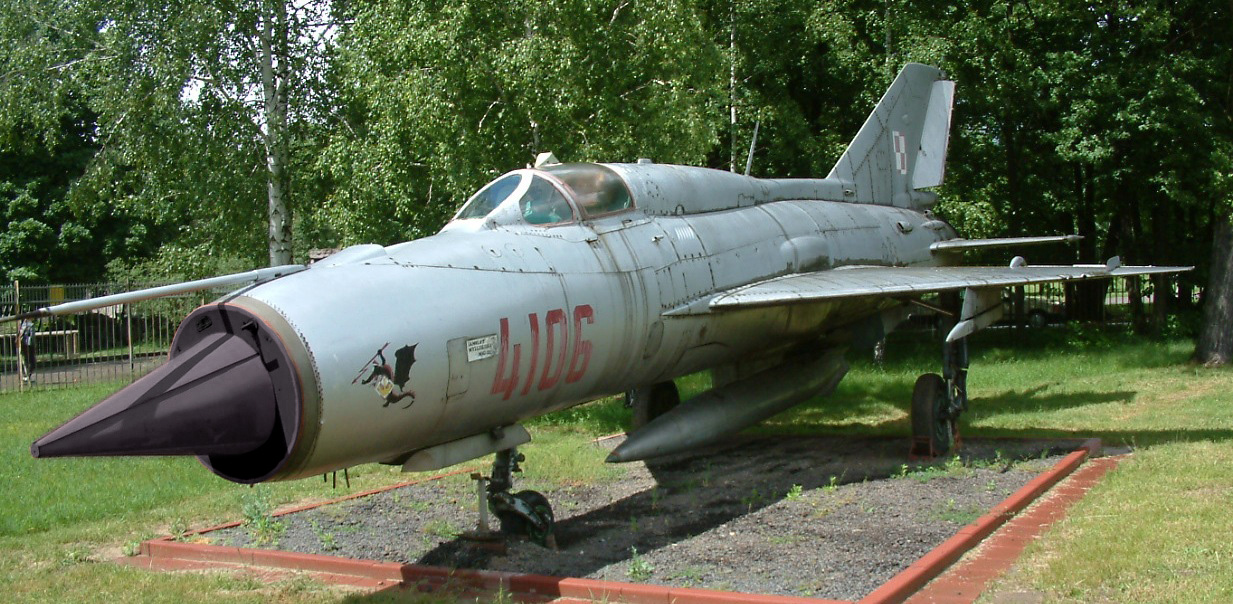
MiG-21PFM（製品94N）
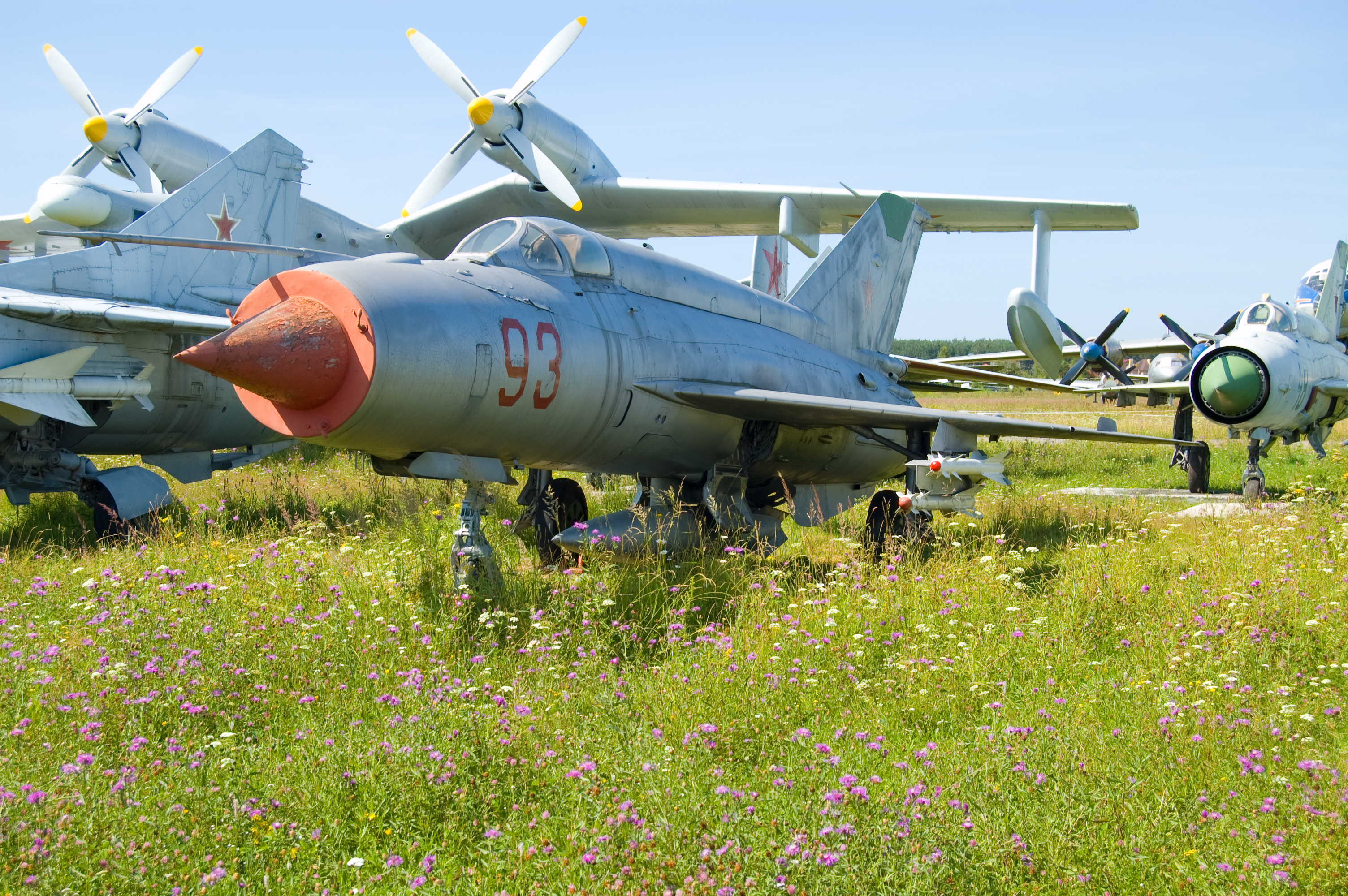
MiG-21S
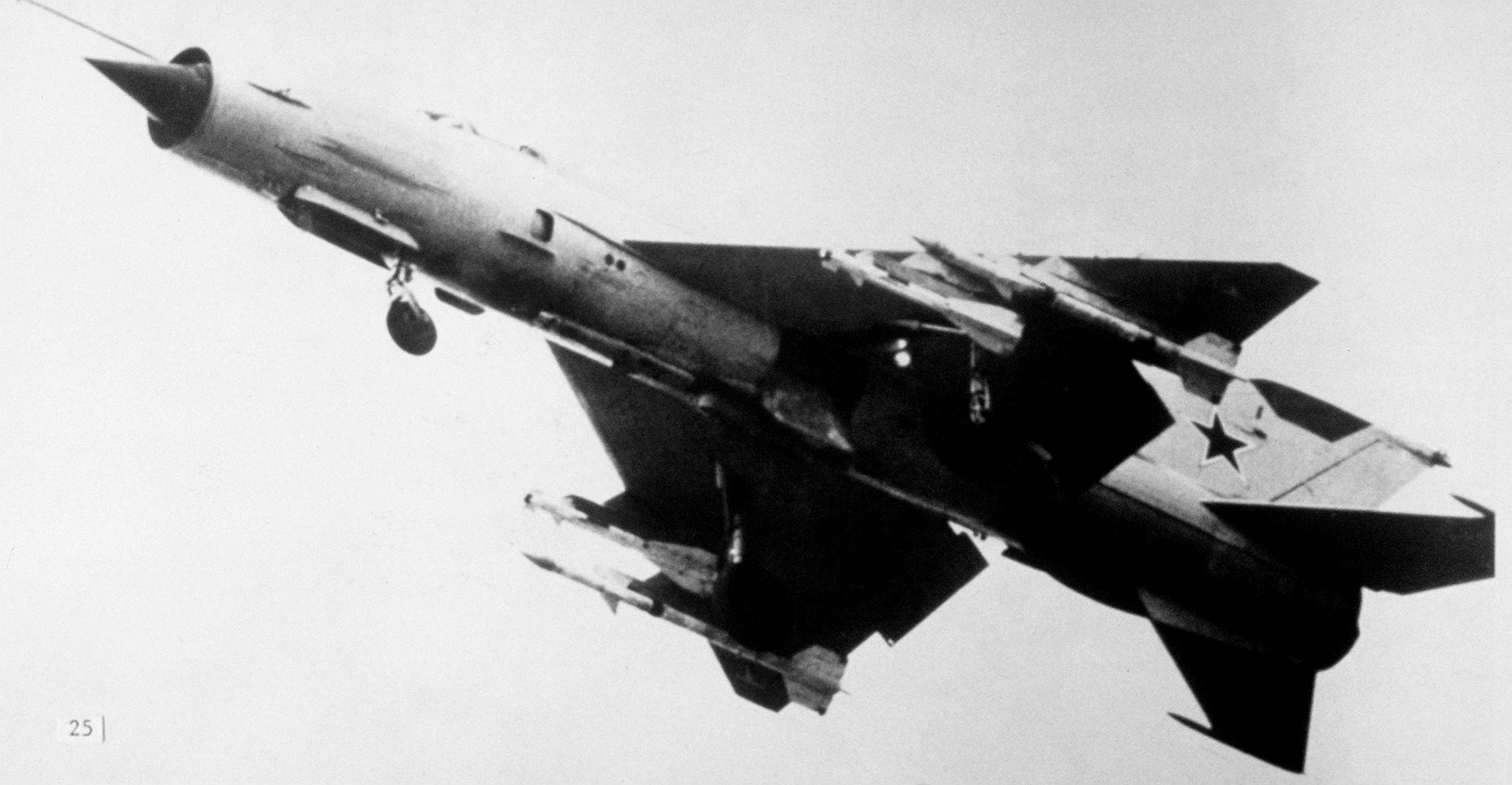
MiG-21SM
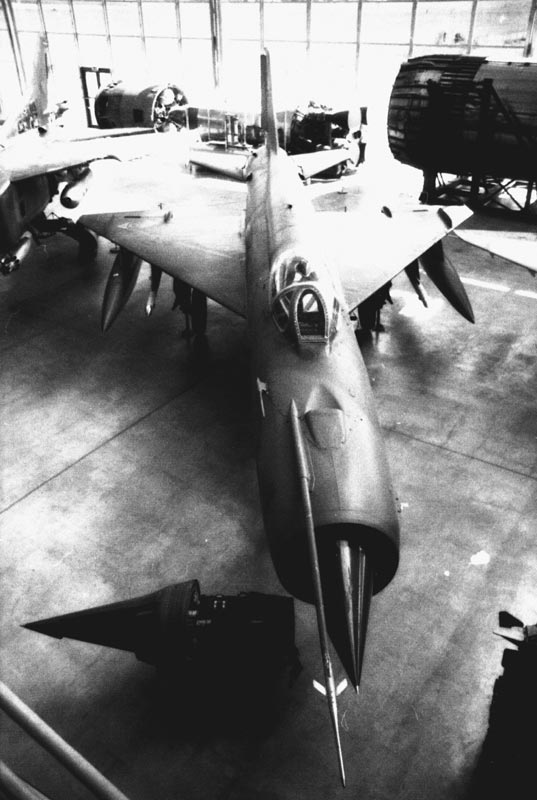
MiG-21M
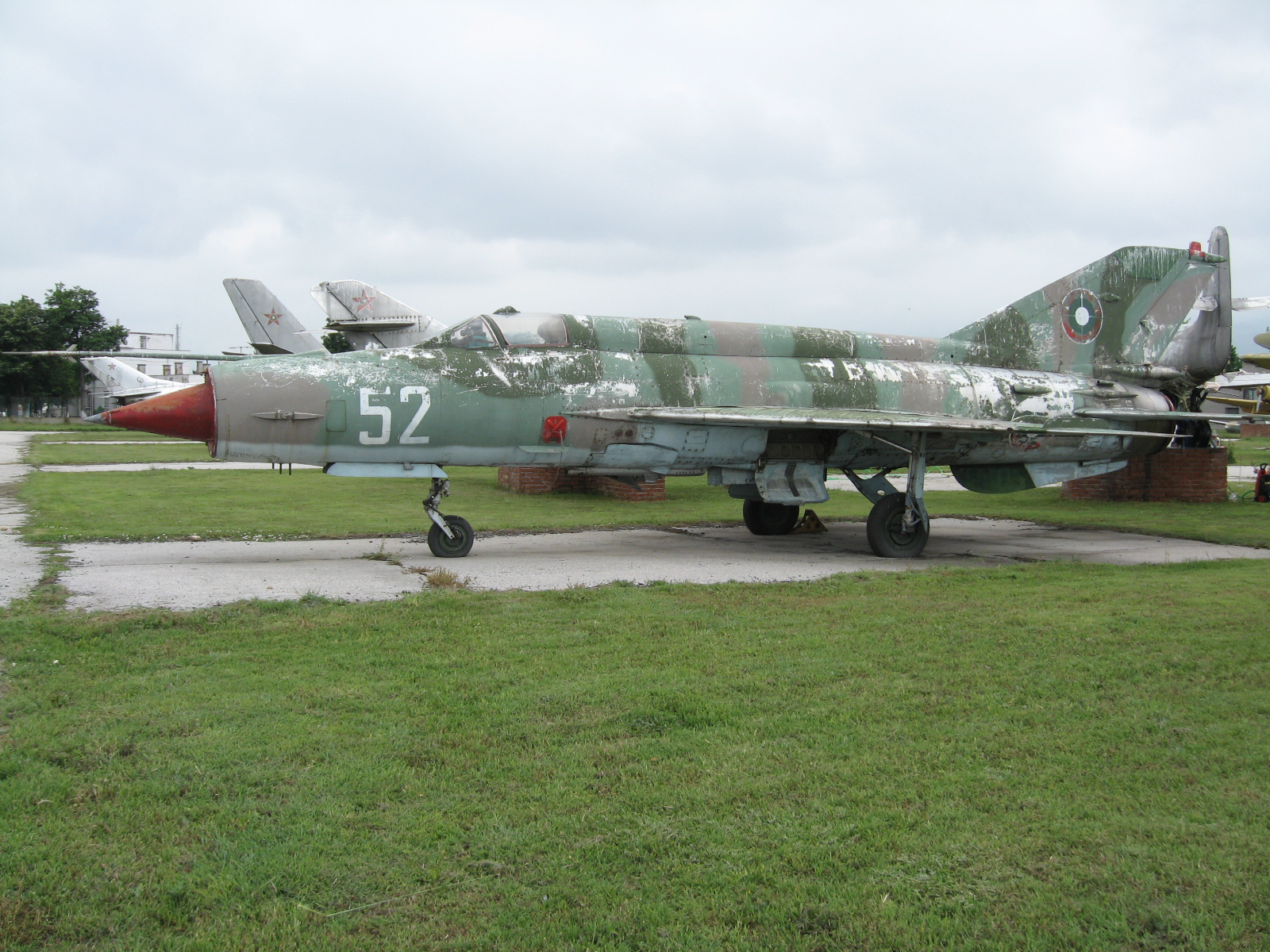
MiG-21MF
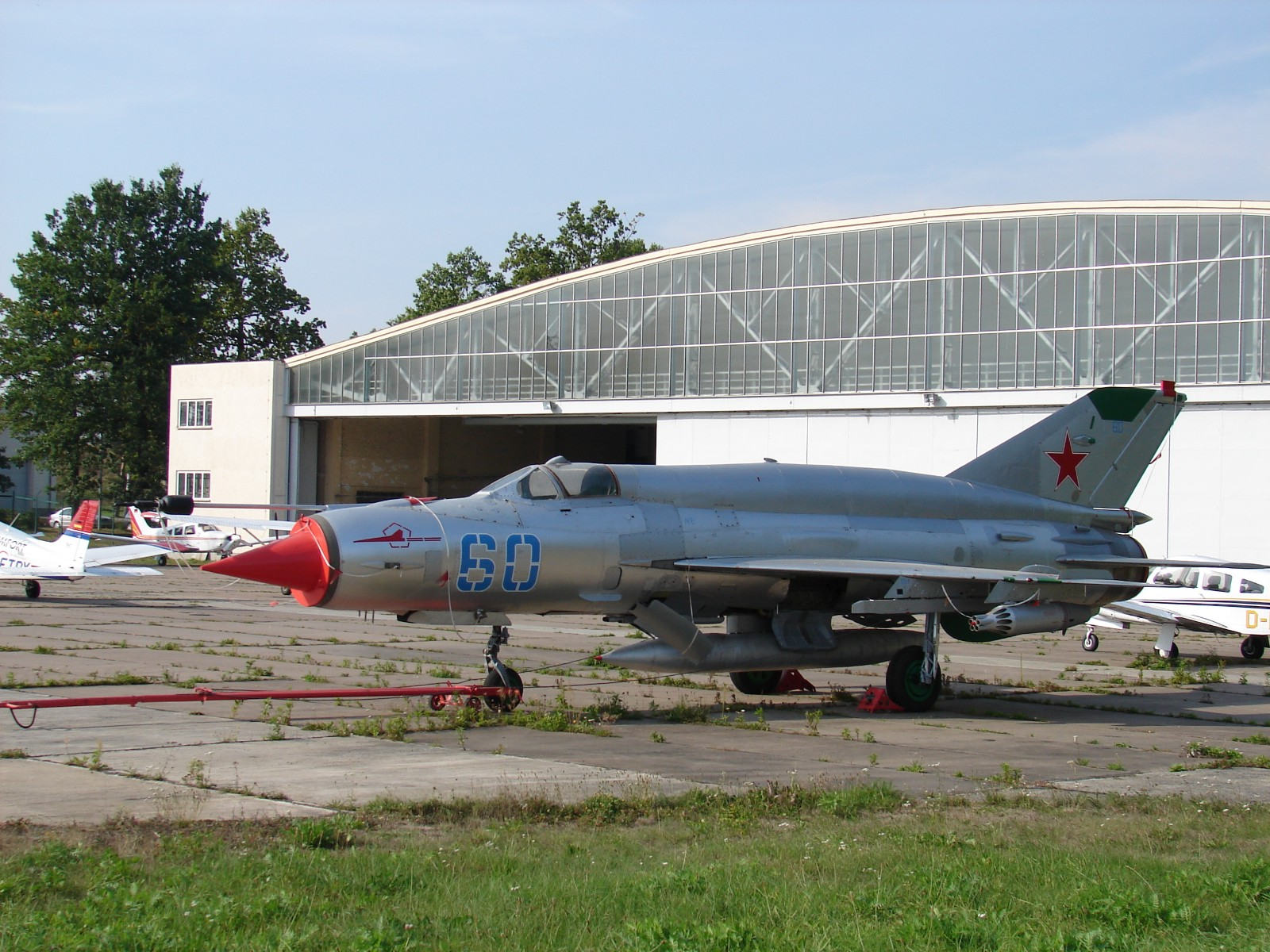
MiG-21SMT
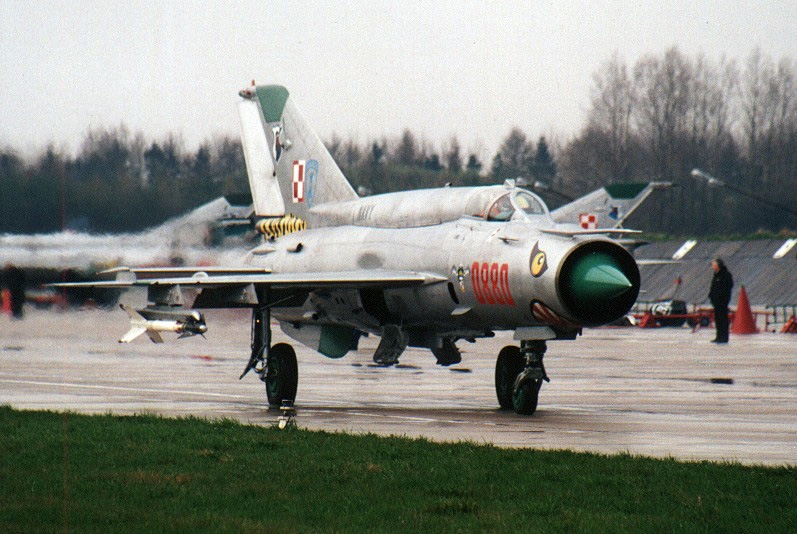
MiG-21bis LAZUR
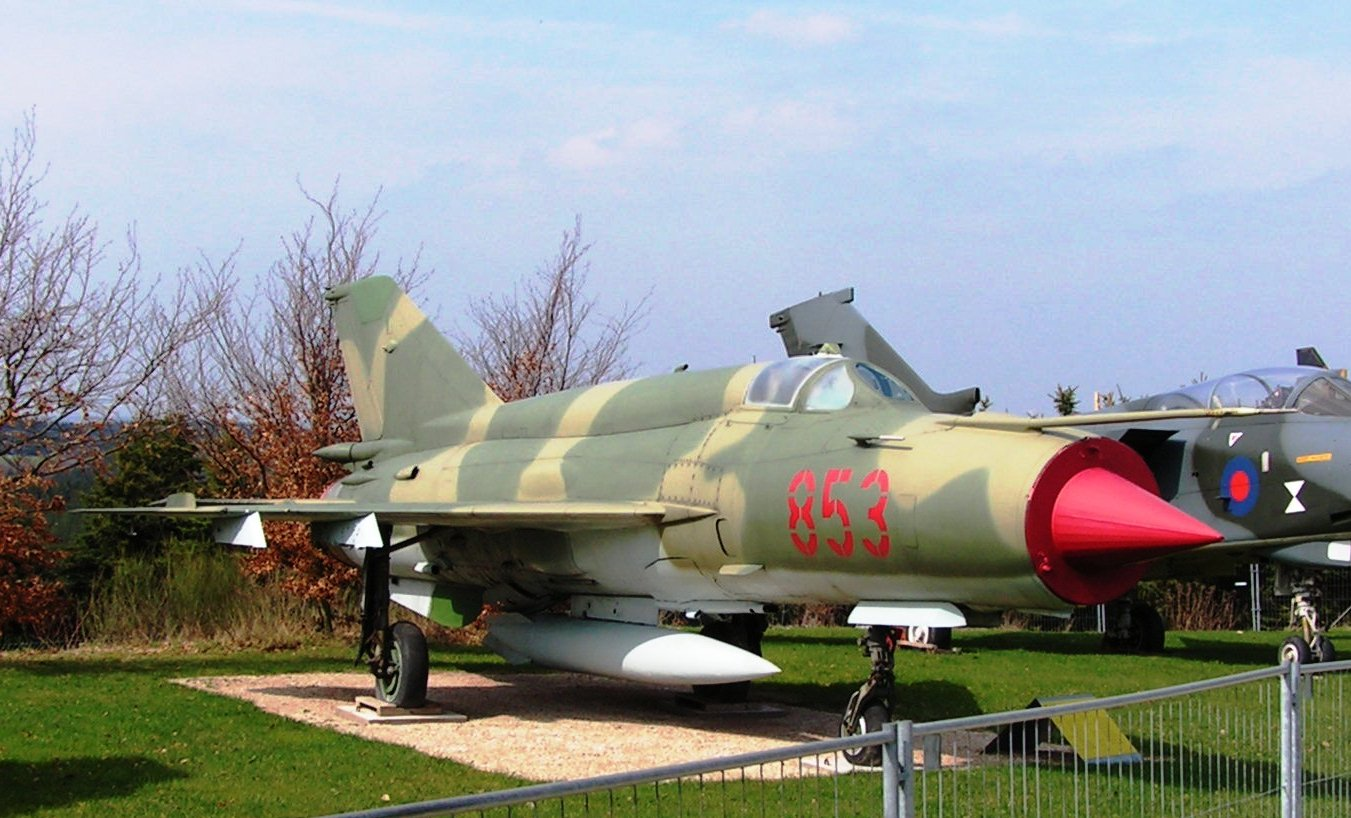
MiG-21bis SAU
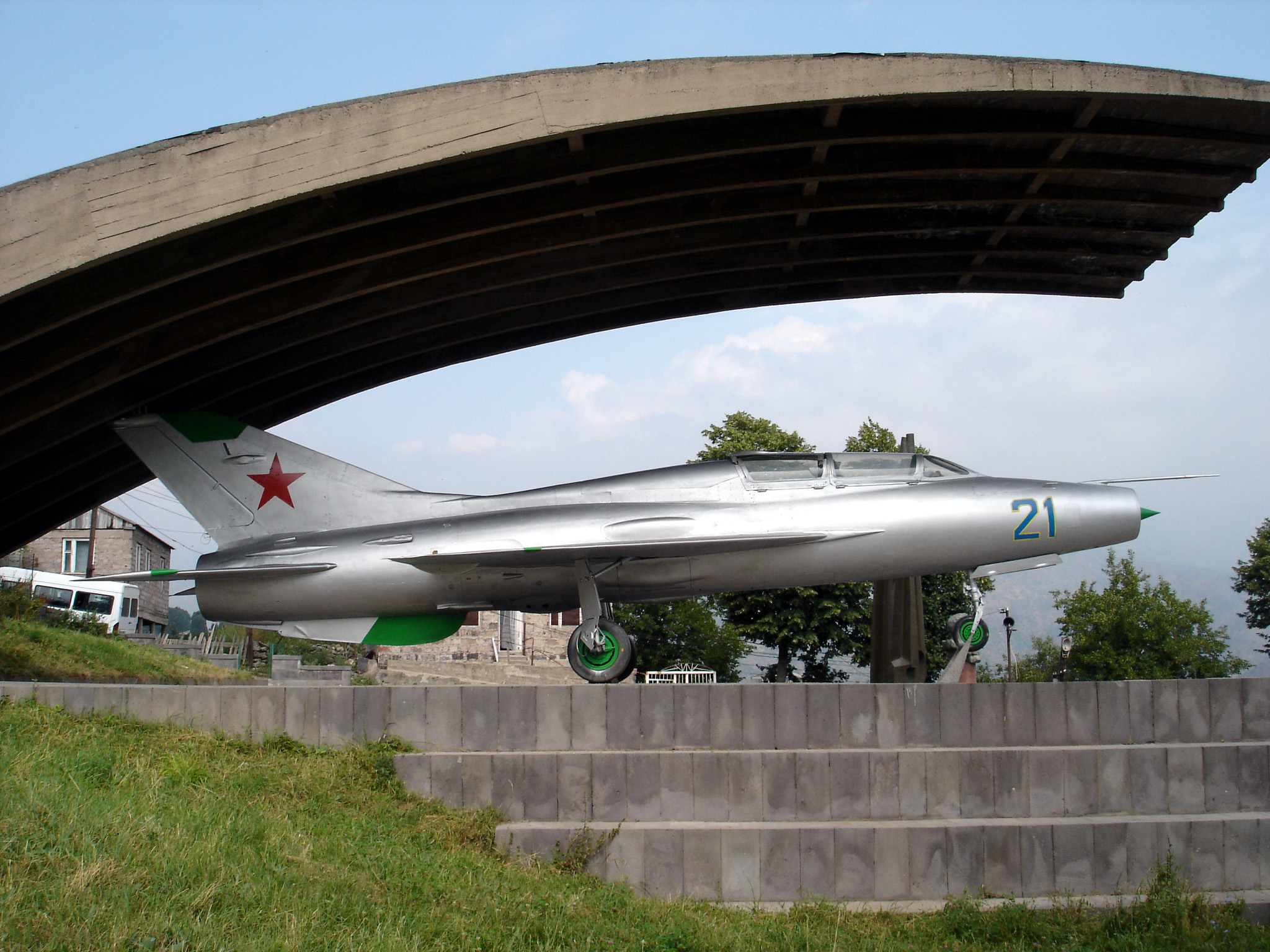
MiG-21U-400
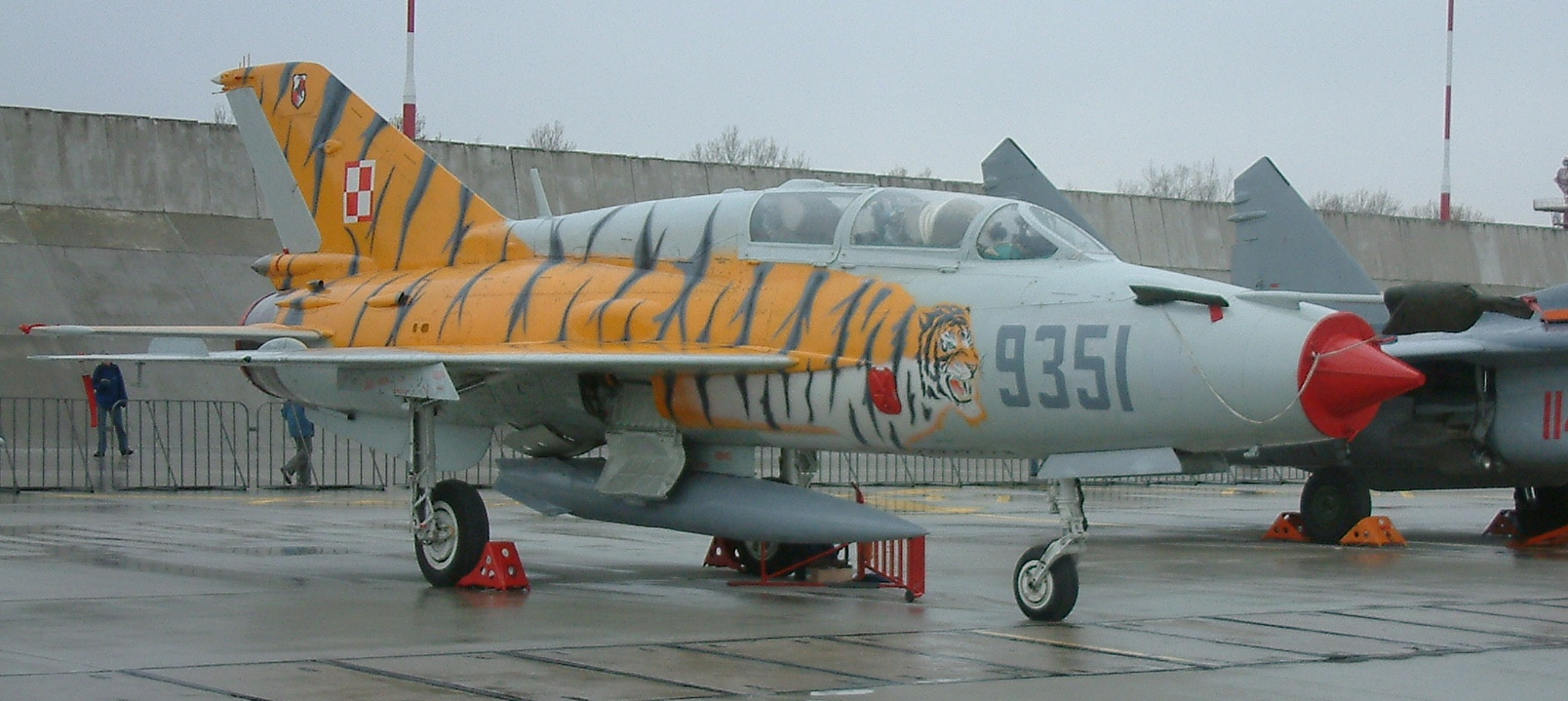
MiG-21UM
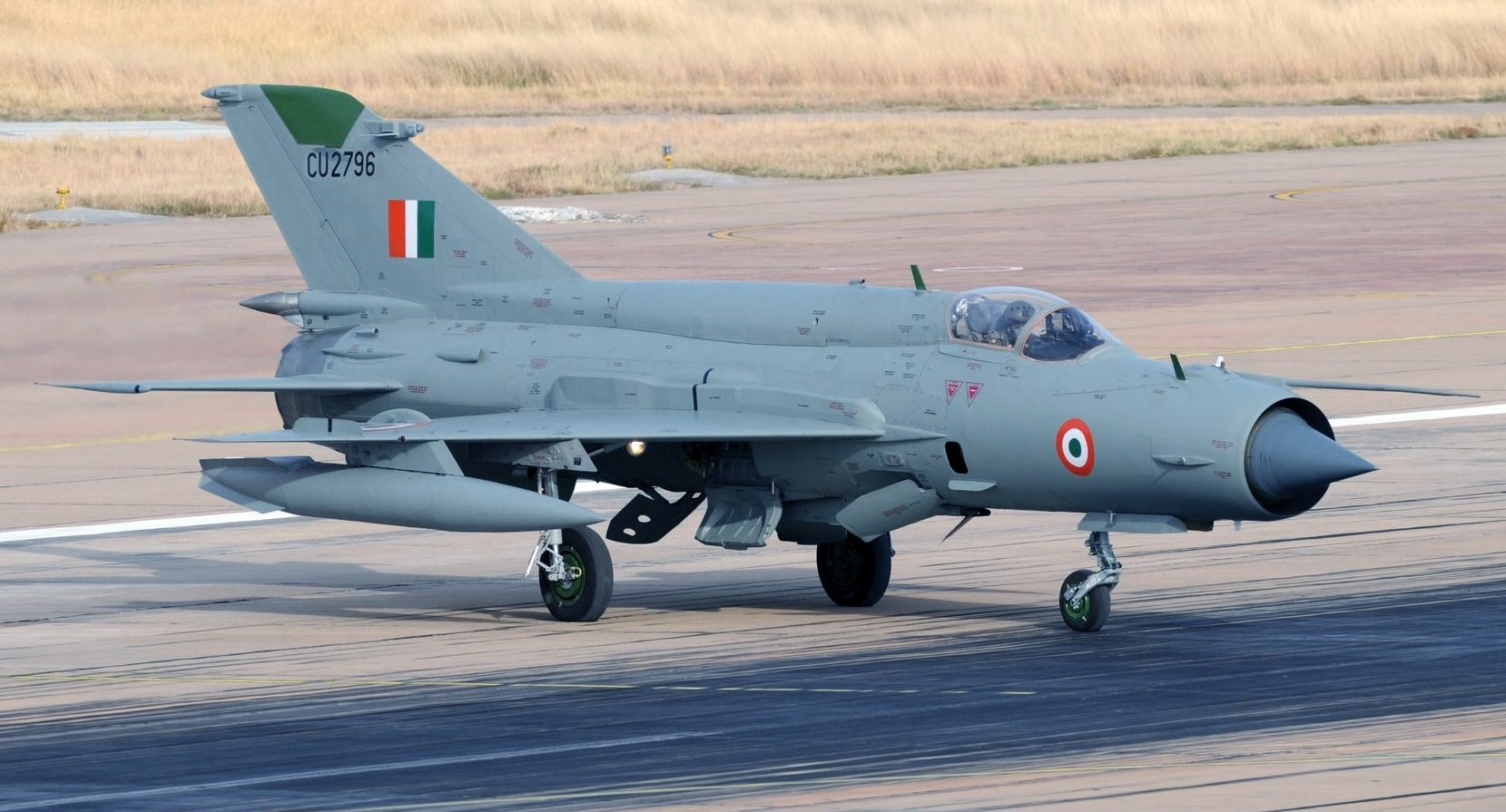
MiG-21BISON

### 東ドイツ/インド/ブルガリア
MiG-21SPS
MiG-21PFSのドイツ民主共和国（東ドイツ）での制式名称。
MiG-21SPS-K
東ドイツのMiG-21SPSの改修型で、MiG-21PFMに準じた仕様としたもの。MiG-21PFM以降の発展型同様、機関砲コンテナを搭載可能とした。そのため、機首左右の空気取り入れ小口に、機関砲の排煙除去用の整流版が設置されている。外見上は、MiG-21PFM後期型に酷似している。風防は上方へ膨らみをもったツーピース型。後方ミラーは付属するものとしないものとがある。東ドイツのみで運用された。
MiG-21bis «75»
インドでのライセンス生産機。レーダーはRP-22型。
MiG-21MFR
1990年代にブルガリアで開発された戦術偵察機型。機体が老朽化したMiG-21Rの代替機として計画された。戦闘爆撃機としては旧式化したMiG-21MFを改修し、従来MiG-21Rで運用されていた偵察コンテナを運用できるようにした。しかし、MiG-21MFRも機体の老朽化で早期に退役し、同時期にMiG-25RBやSu-22M4Rも退役したため、ブルガリアの高度の航空偵察能力は失われた。
MiG-21FL «77»
インドでのライセンス生産機で、基本的にはMiG-21PFM初期型の輸出仕様機であるが、吹き出しフラップ (Blown flap) がないなどMiG-21PFとの中間的機体構造を持っている。R-11F-300エンジンとR-2Lレーダーを搭載した。MiG-21PFM同様、機関砲コンテナを搭載することもできる。1965年から1968年まで生産され、1966年から現在に至るまでインド空軍で運用されている。

### ルーマニア/イスラエル/クロアチア
MiG-21RFM
FAR MiG-21RFM #710
ルーマニアのMiG-21PFはこの名称で呼ばれた。
MiG-21RFM-M
ルーマニアのMiG-21PFMはこの名称で呼ばれた。
MiG-21-2000
イスラエルで開発された近代化改修機。ウガンダがポーランドより購入したMiG-21bisを購入した際この規格に改修して配備した他、ザンビア、エチオピアも改修したとされる。ラオスは契約は結んだものの、経済的な理由から中止された。なお、イスラエルは商業上の戦略から当初よりルーマニアと共同開発したように装っていたが、実態はそうではなかった。イスラエルのこうした販売努力にも拘らず、販売は順調には行っていない模様である。
MiG-21MランサーA
MiG-21MFランサーA
FAR MiG-21MF LANCER A #7701, 2001
MiG-21-2000の技術を用いたルーマニアの近代化改修機で、主に対地攻撃を行うとされる。R-25-300エンジンを搭載している。MiG-21-2000の違いはアビオニクスに国産のものが使用されていることにある。改修点は、EL/M-2001B測距レーダーの搭載、DASHヘルメット照準装置への対応、ライトニング目標指示ポッドへの対応、EL/L-8222R ECMポッドへの対応、PlESSEY敵味方識別装置の搭載、SAIMSフライトレコーダの搭載、DTSデータ転送システムの搭載、LISA-4000EBナビゲーションシステムの搭載、ELOP921ヘッドアップディスプレイの搭載、SPS-20レーダー警報受信機の搭載、LM52-M2発射器の搭載、ACR435/430 UHF/VHFラジオの搭載、TAAS/IMIチャフ・フレアディスペンサーの搭載、多機能カラーディスプレイ1機の搭載などによるグラスコックピット化、マジック2・オファー赤外線誘導爆弾の運用能力の付加などである。
MiG-21UMランサーB
LANCER I規格に改修されたルーマニアのMiG-21UM。
MiG-21MランサーC
LANCER I規格に準じたルーマニアの近代化改修機で、防空任務により適した仕様となっている。レーダーはEL/M-2032を搭載。また、マジック2・パイソン3・R-73などの短距離AAMに対応した。
MiG-21MFランサーC
LANCER II規格に改修されたルーマニアのMiG-21MF。
MiG-21MF-75ランサーC
LANCER II規格に改修されたルーマニアのMiG-21MF-75。
MiG-21bisランサーⅢ
MiG-21bisに対する近代化改修機で、フルバージョンのものの販売実績がない。
MiG-21bisD
クロアチアのMiG-21bis LAZURの改修機で、ルーマニアのLANCER III規格の簡易型。
MiG-21UMD
ルーマニアで改修されたクロアチアのMiG-21UM近代化改修機。

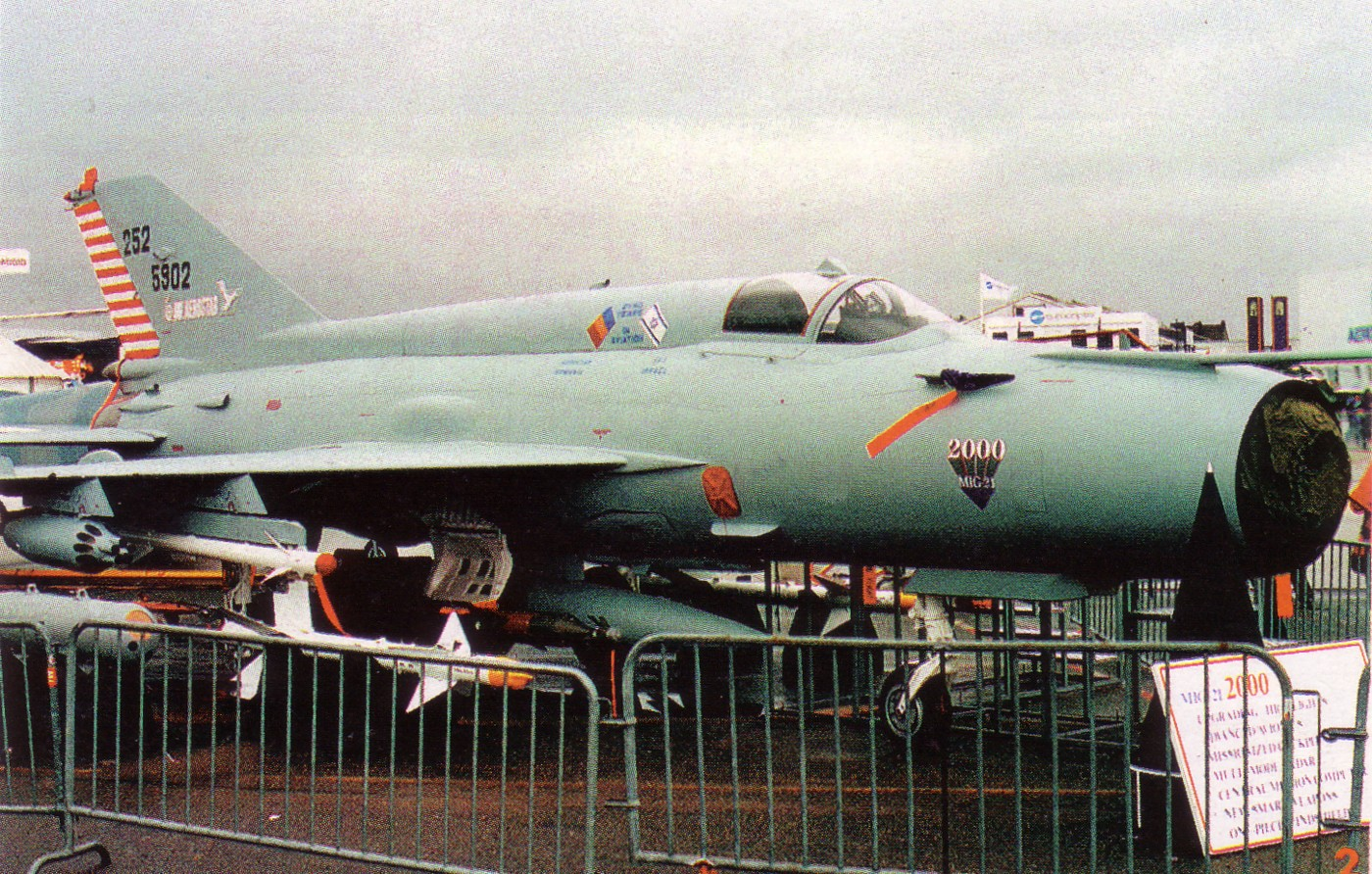
MiG-21-2000（ショックコーンは外した状態）
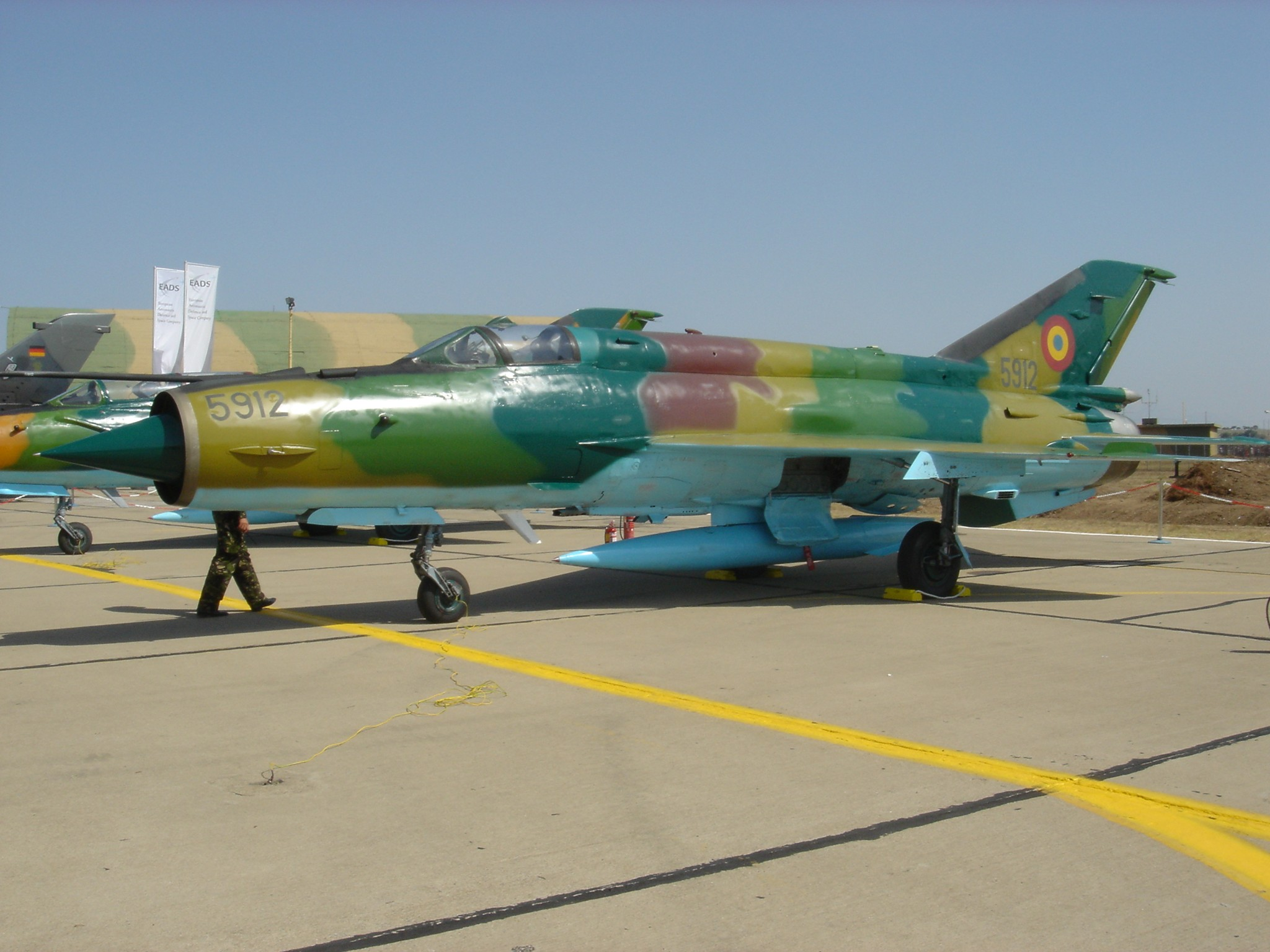
MiG-21MF LANCER A
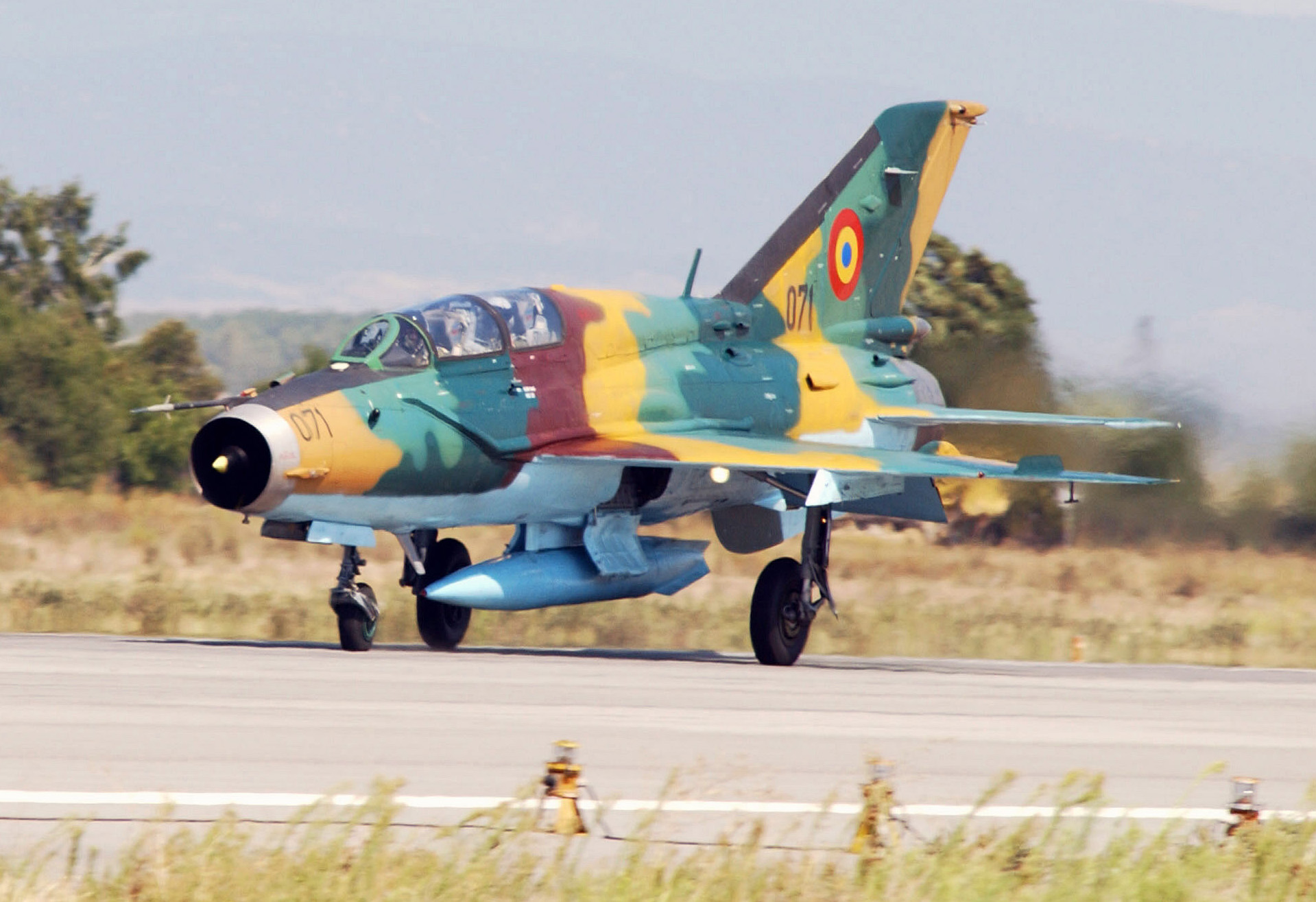
MiG-21UM LANCER B
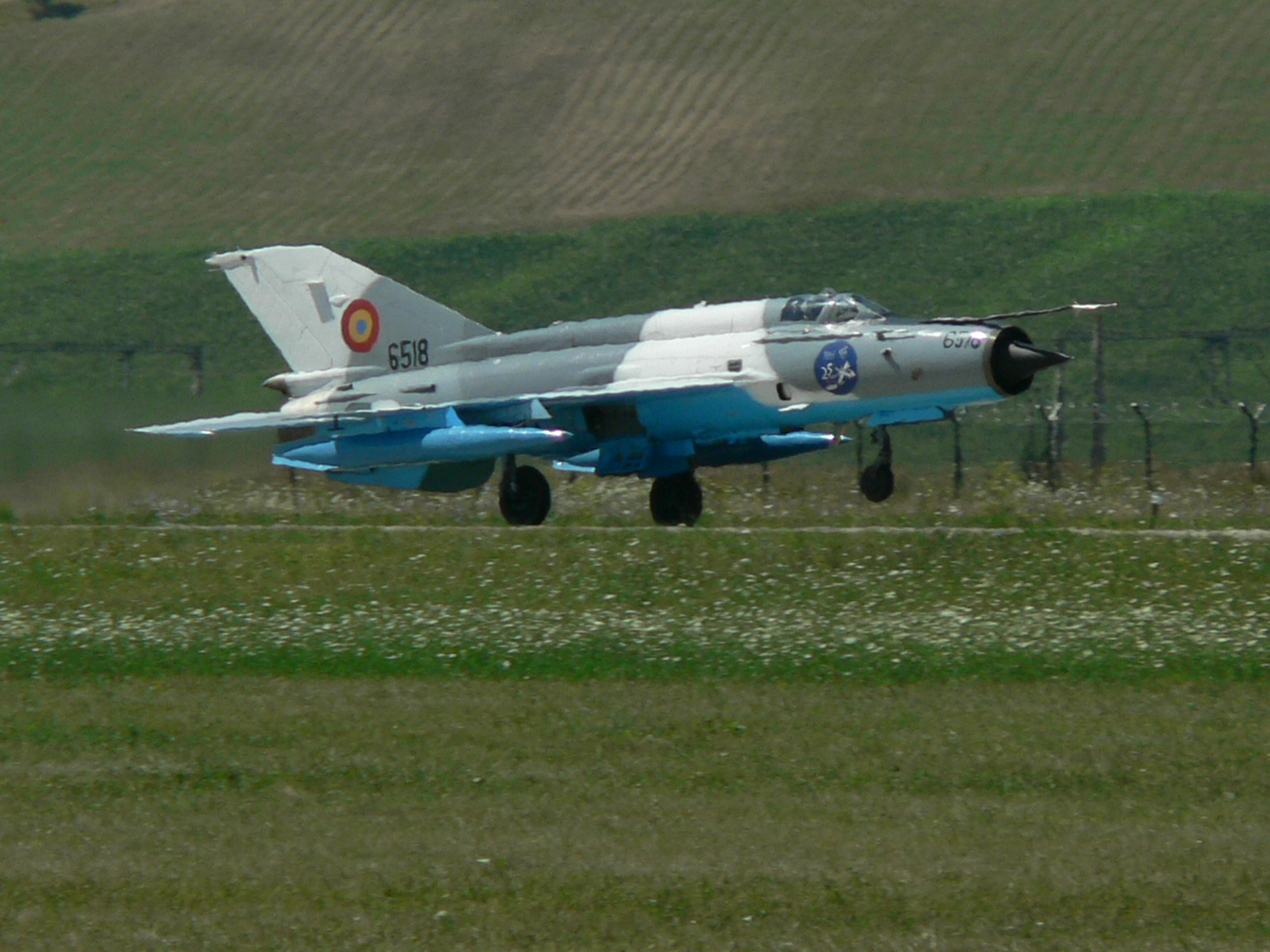
MiG-21MF-75 LANCER C
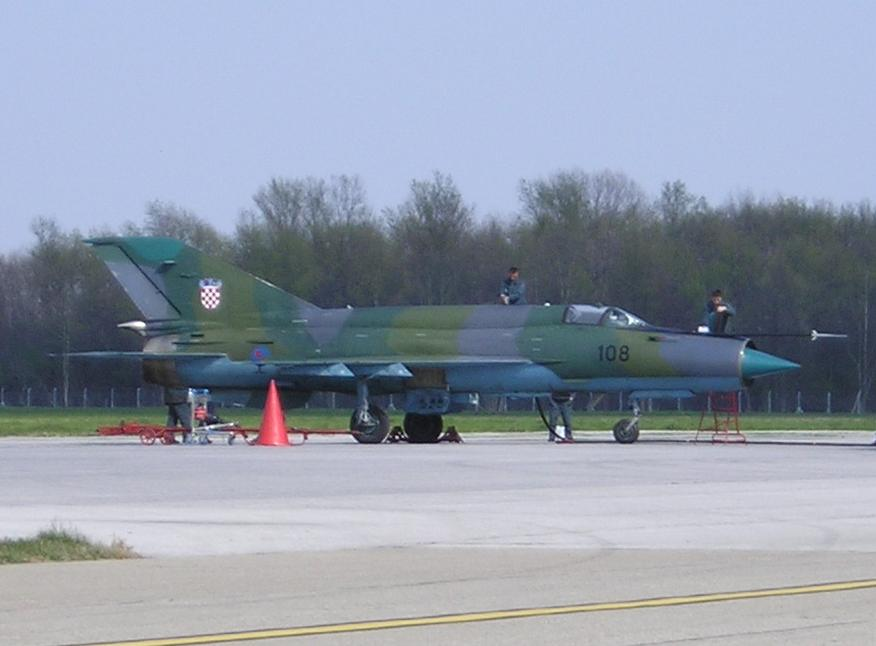
MiG-21bisD
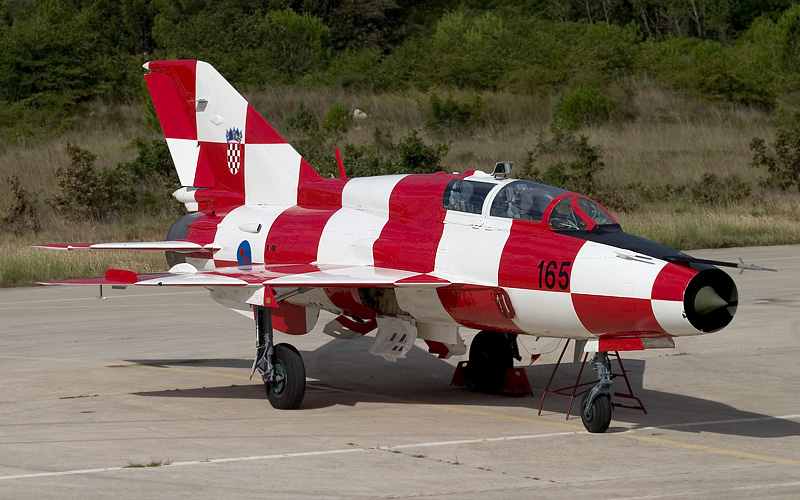
MiG-21UMD

### ユーゴスラヴィア/セルビア・モンテネグロ/セルビア

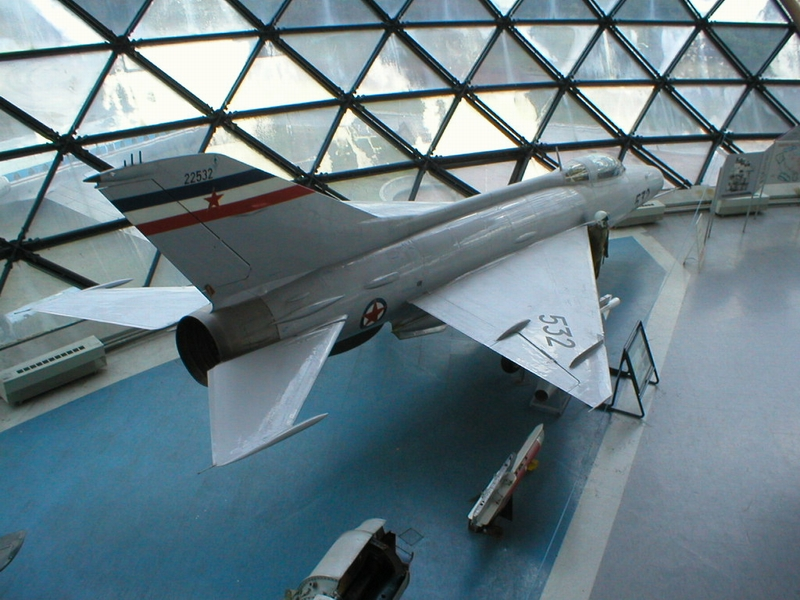
L-12
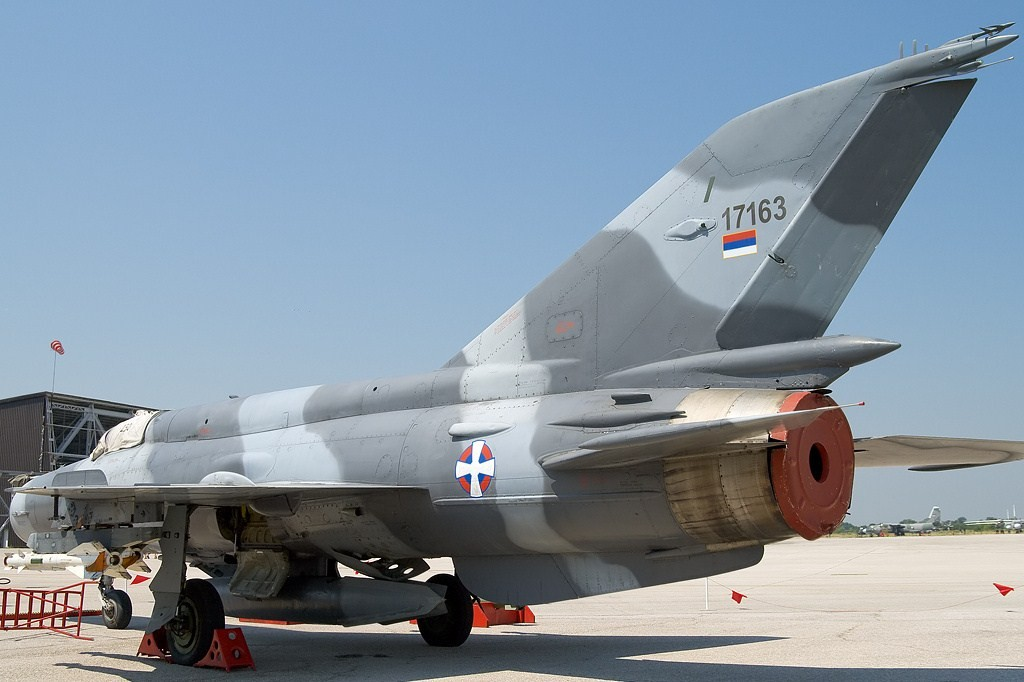
L-17K

L-12
ユーゴスラビア社会主義連邦共和国のMiG-21F-13は、この名称で呼ばれた。
L-14
ユーゴスラビアのMiG-21PFMは、この名称で呼ばれた。
L-14i
ユーゴスラビアのMiG-21Rは、この名称で呼ばれた。
L-15
ユーゴスラビアのMiG-21Mは、この名称で呼ばれた。
L-16
ユーゴスラビアのMiG-21MFは、この名称で呼ばれた。
L-17
ユーゴスラビアのMiG-21bis LAZURは、この名称で呼ばれた。
L-17K
РВиПВО ВСЦГ Л-17К #17126, 2005
ユーゴスラビアのMiG-21bis SAUは、この名称で呼ばれた。
NL-12
РВиПВО ВСЦГ Л-12 #195, 2001
ユーゴスラビアのMiG-21Uは、この名称で呼ばれた。
NL-14
ユーゴスラビアのMiG-21USは、この名称で呼ばれた。
NL-16
ユーゴスラビアのMiG-21UMは、この名称で呼ばれた。
- L-12
- L-17K

### チェコスロヴァキア/チェコ

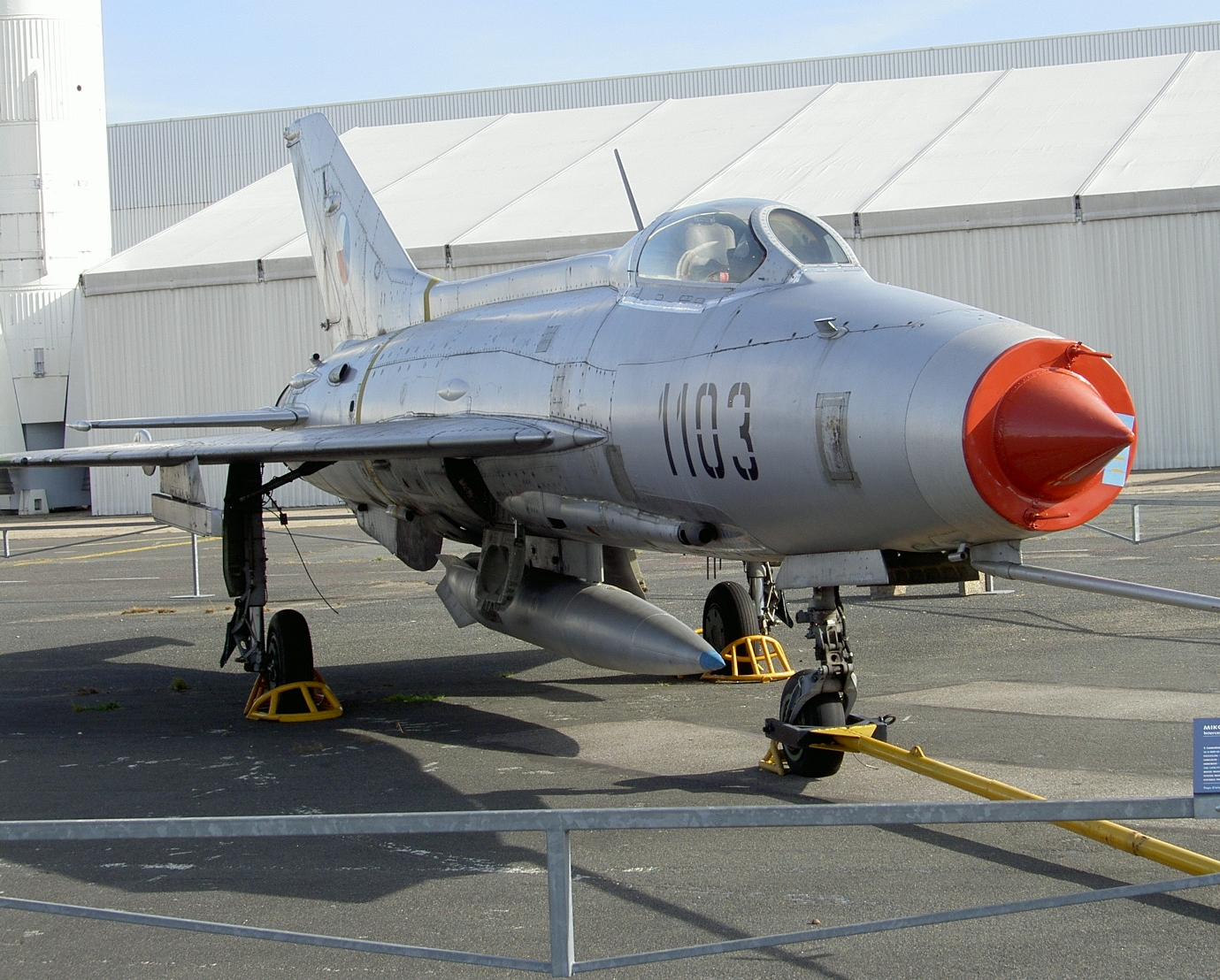
S-106

S-106
チェコスロバキアでのライセンス生産機で、第二風防が金属製になるなどソ連製のMiG-21F-13とは異なる点がある。名称はのちに単なるMiG-21F-13に変更された。
MiG-21MA «96A»
チェコスロヴァキア向けのMiG-21Mで、R13-300エンジンを搭載して再設計された。アビオニクスにはRP-21MAレーダーまたはRP-22レーダーを装備する。一時期はMiG-21MFとも呼ばれていた。一部はMiG-21Mとも呼ばれる。
MiG-21MFN
チェコのMiG-21MFのNATO仕様改修機。2005年まで運用後、JAS39グリペンに代替された。
- S-106

### フィンランド
MiG-21F-13
フィンランドで独自に改修された機体で、MiG-21bis導入後、戦術偵察機に改修された。
MiG-21bis
フィンランドで独自に改修された機体。

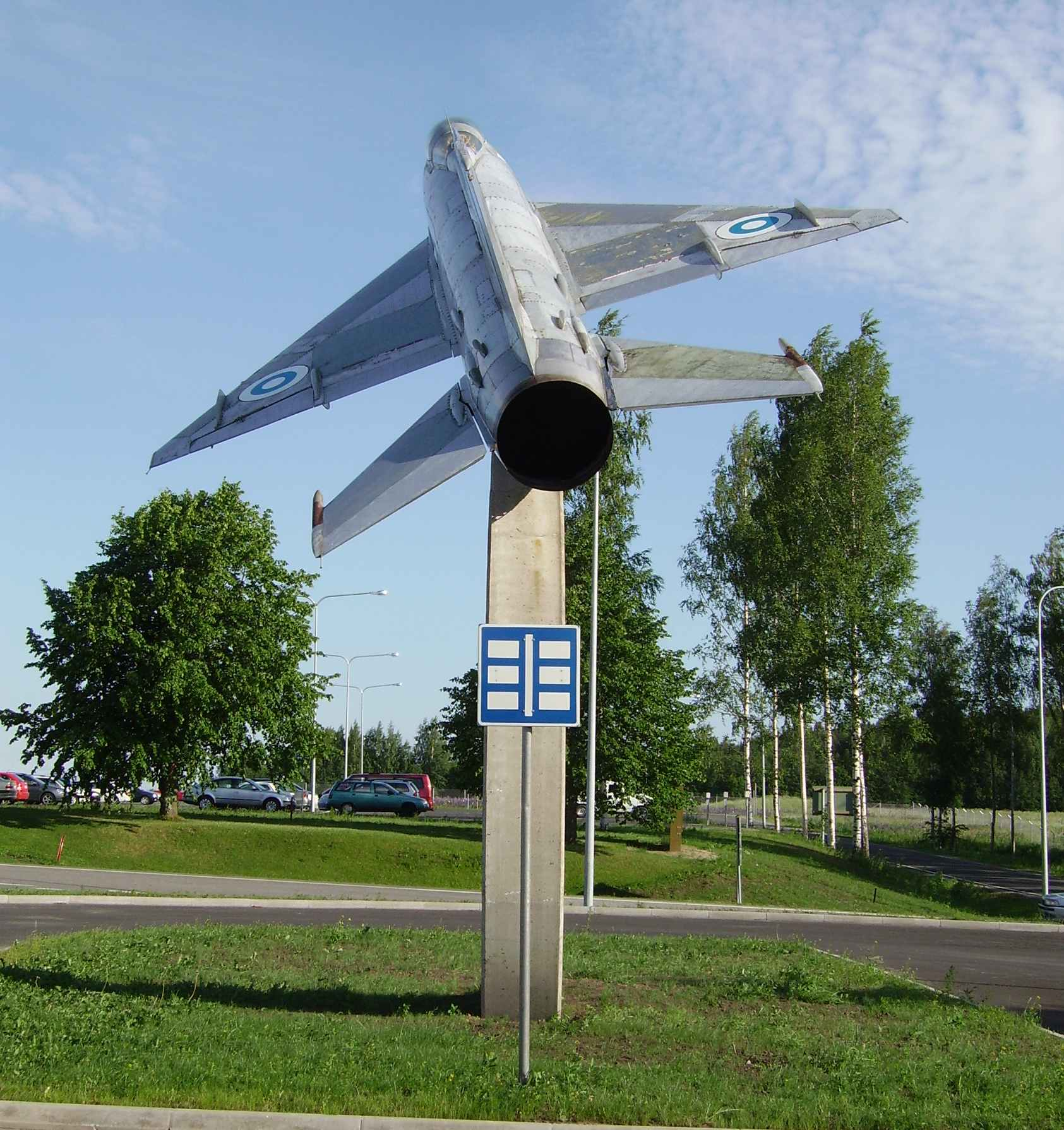
MiG-21F-13

### 中華人民共和国/パキスタン
ここでは主な形式のみの記述に留める。詳細は各項目を参照。
殲撃七型（J-7/F-7）/殲教七型（JJ-7/FT-7）
MiG-21を中国がコピー生産して独自に改良した機体。
殲撃八型（J-8/F-8）
J-7を基にした発展型。 Ye-152A同様にエンジンを双発にして大型化した。
殲撃八型II（J-8II/F-8II）
J-8の発展型。空気取り入れ口を機首から側面に移したため、外見はSu-15に似る。
殲撃九型（J-9/F-9）
J-8と同時期に計画された発展型。計画中止。
教練九型 山鷹（JL-9/FTC-2000）/CY-1
JJ-7の後継として開発された練習機。
FC-1 梟龍（超級殲撃七型 Super-7/殲撃九型 J-9）/JF-17 サンダー
J-7を発展させた輸出用戦闘機。当初はSuper-7計画として西側諸国と提携して開発を進めたが第二次天安門事件によって頓挫し、その後ロシアの41を発展させる形で開発が進められた。JF-17はパキスタンでの呼称。

## スペック

### ソ連製
MiG-21F
- 種別：前線戦闘機
- 初飛行：1958年
- 翼幅：7.15m
- 全長：13.46m
- 全高：4.71m
- 翼面積：23.00m2
- 空虚重量：4,819kg
- 通常離陸重量：6,850kg
- 機内燃料搭載量：1,790l

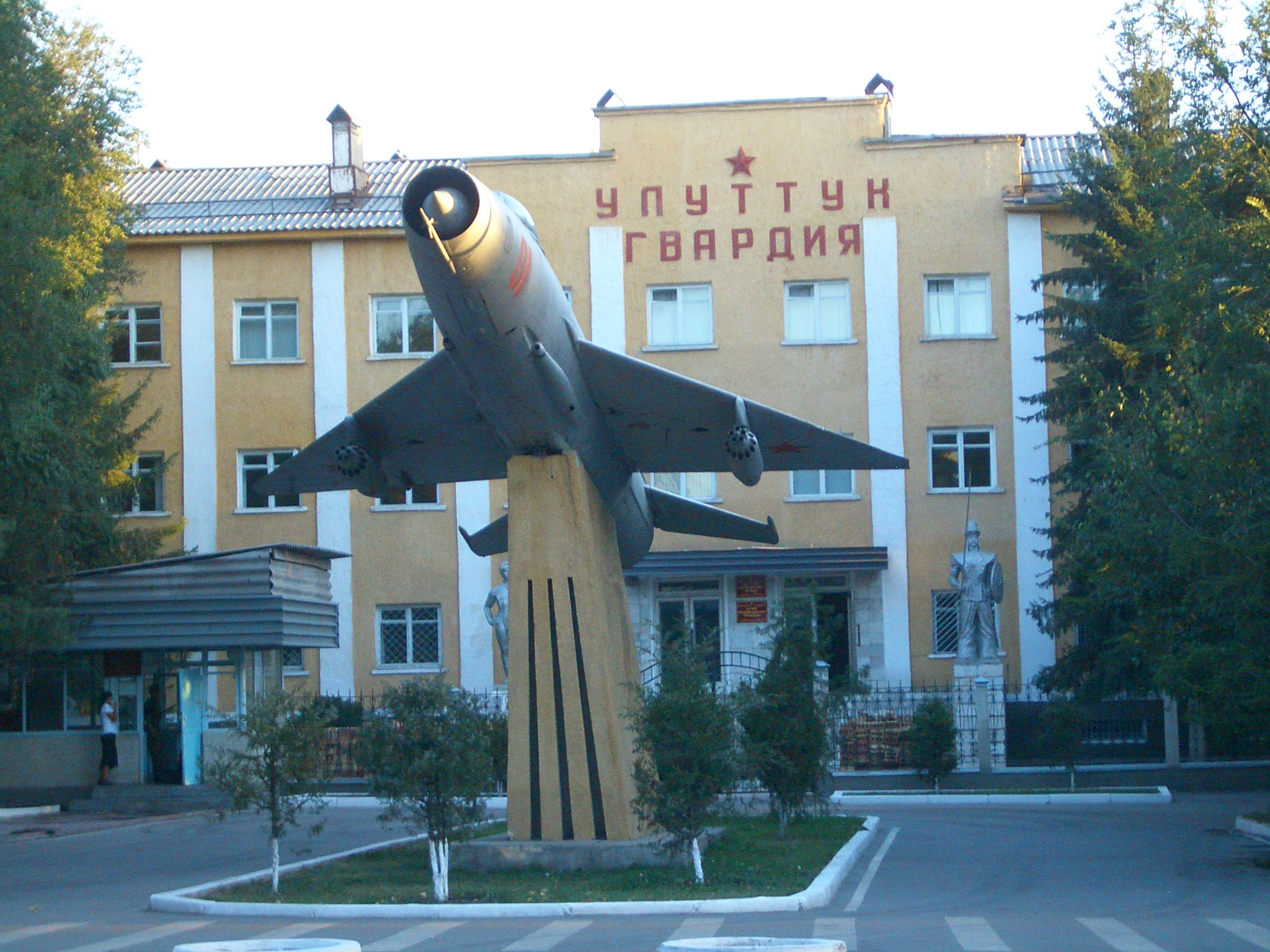
ロシアのMiG-21F

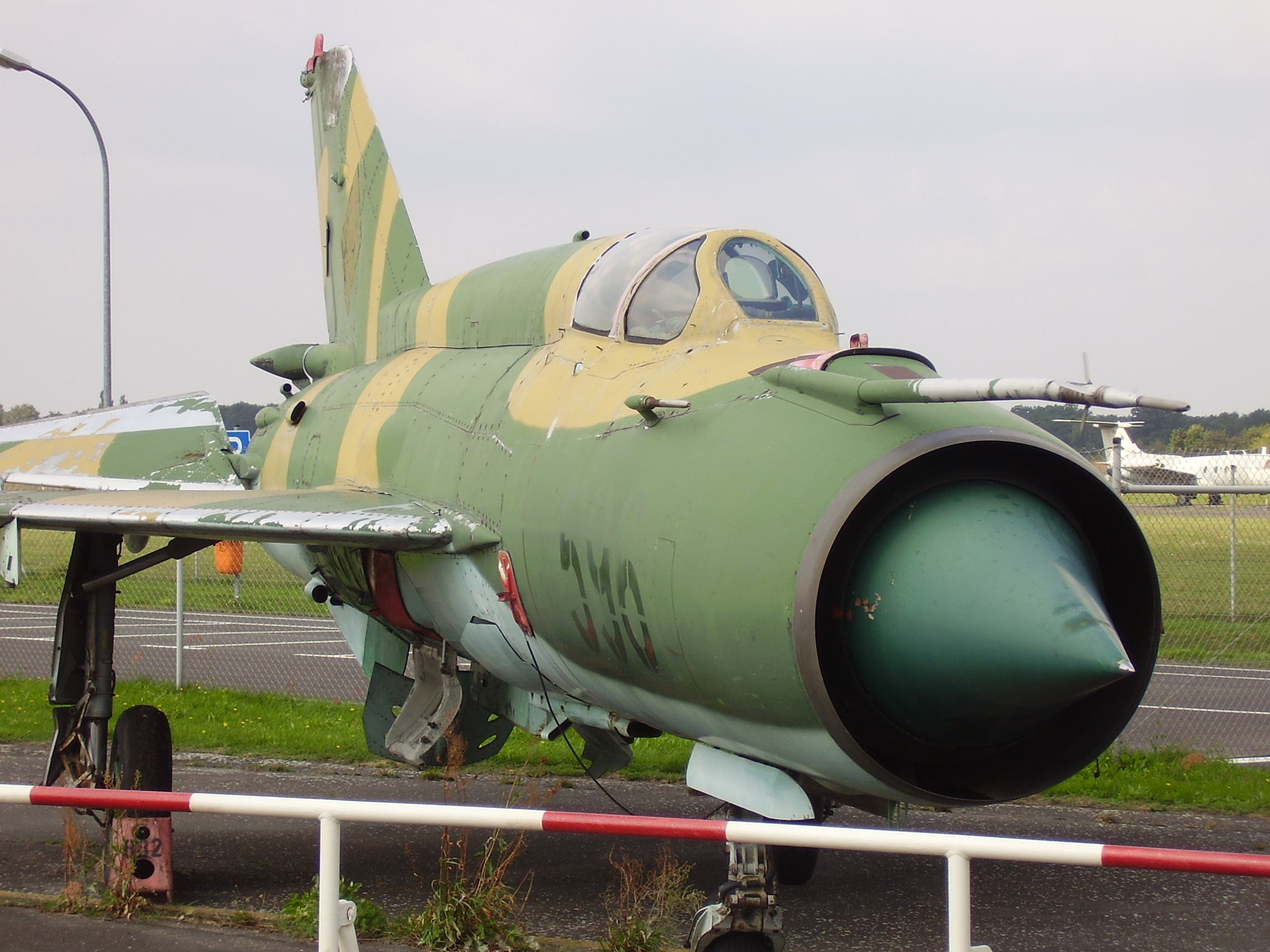
東ドイツのMiG-21M

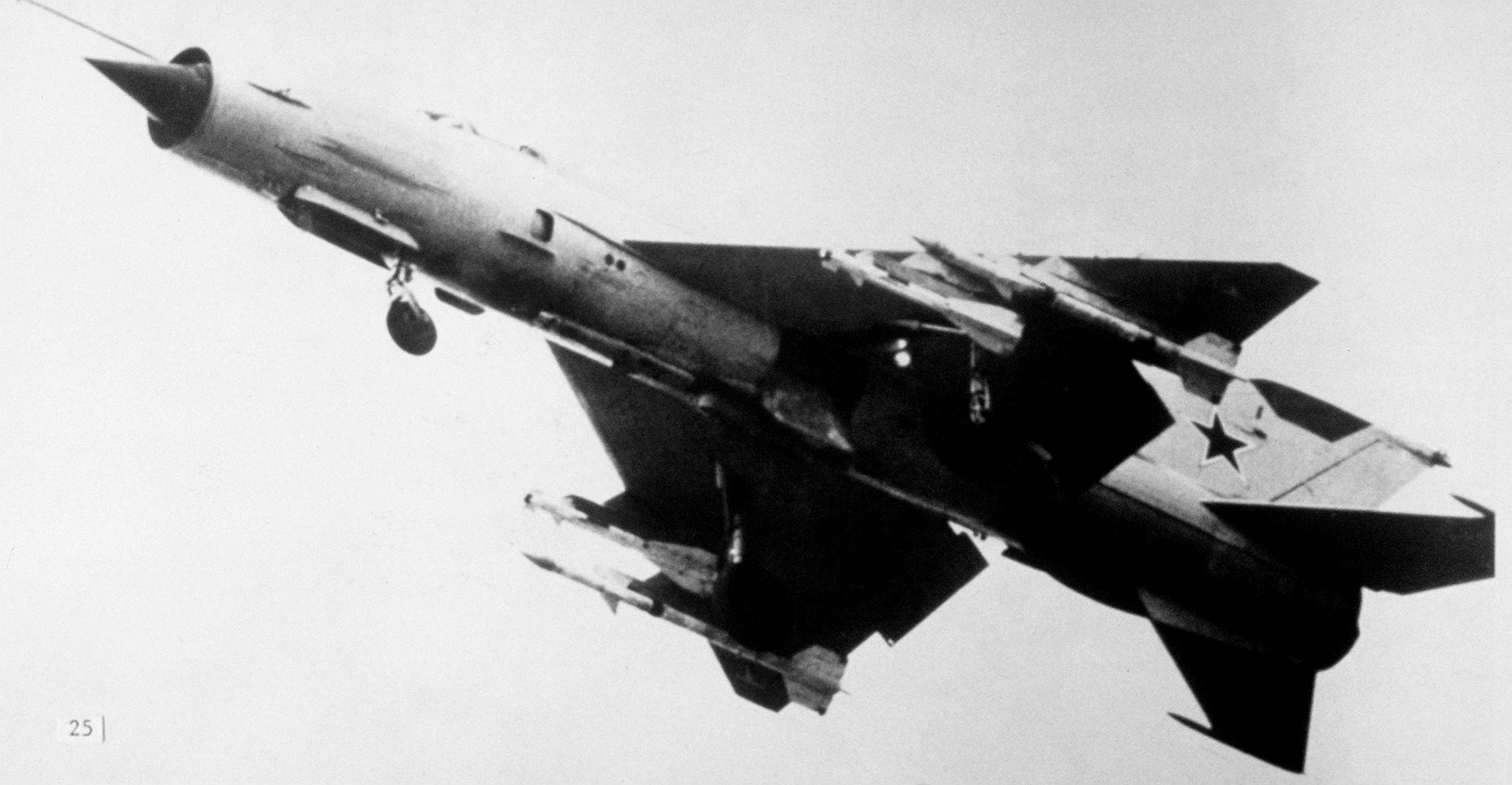
ソ連のMiG-21SM

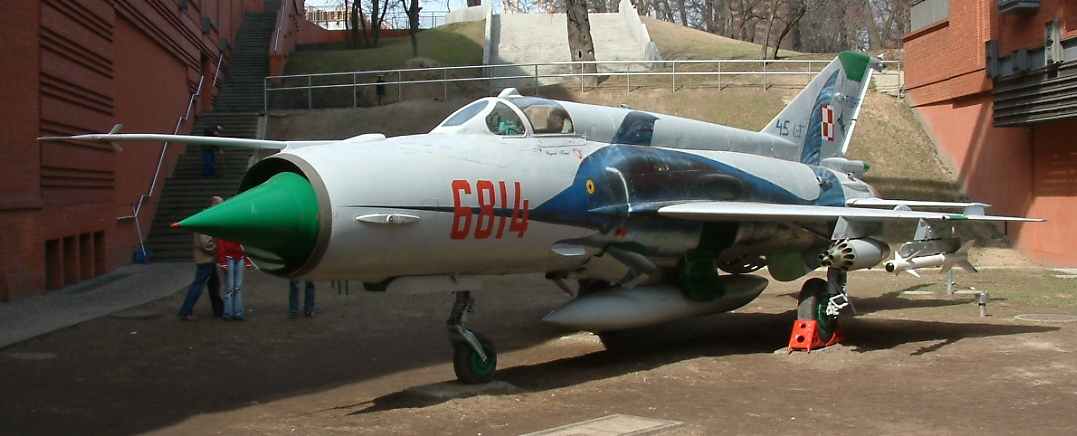
ポーランドのMiG-21MF

- 発動機：ツマンスキー R-11F-300 ターボジェット
- 推力：5,740kg/f
- 最高速度：2,125km/h
- 最高速度（地表高度）：1,100km/h
- 航続距離（機内燃料のみ）：1,225km
- 航続距離（外部燃料タンク搭載時）：1,580km
- 実用上昇限度：19,000m
- 武装
  - 30mm機関砲NR-30x2（固定武装）
  - K-13空対空ミサイルx2

MiG-21F-13
- 種別：前線戦闘機
- 初飛行：1959年
- 翼幅：7.15m
- 全長：14.10m
- 全高：4.71m
- 翼面積：23.00m2
- 空虚重量：4,871kg
- 通常離陸重量：7,100kg
- 機内燃料搭載量：1,900l
- 発動機：ツマンスキー R-11F-300 ターボジェット
- 推力：5,740kg/f
- 最高速度：2,125km/h
- 最高速度（地表高度）：1,100km/h
- 航続距離（機内燃料のみ）：1,300km
- 航続距離（外部燃料タンク搭載時）：1,580km
- 実用上昇限度：19,000m
- 武装
  - 30mm機関砲NR-30x1（固定武装）
  - K-13空対空ミサイルx2、S-24ロケット弾装備のPU-12-40ロケット・ユニット、S-5Mロケット弾x12、32連装のロケット弾ポッド、自由落下型爆弾、ZB-360焼夷弾

MiG-21PF
- 種別：迎撃戦闘機
- 初飛行：1958年
- 翼幅：7.15m
- 全長：14.10m
- 全高：4.71m
- 翼面積：23.00m2
- 空虚重量：5,150kg
- 通常離陸重量：7,750kg
- 最大離陸重量：9,080kg
- 機内燃料搭載量：2,200l
- 発動機：ツマンスキー R-11F2-300 ターボジェット
- 推力：6,120kg/f
- 最高速度：2,175km/h
- 最高速度（地表高度）：1,300km/h
- 航続距離（機内燃料のみ）：1,600km
- 航続距離（外部燃料タンク搭載時）：1,900km
- 実用上昇限度：19,000m
- 最大G：8
- 武装：空対空ミサイルx4まで：K-13、R-3S

MiG-21PF-V(Visotny)
- 種別：迎撃戦闘機
- 初飛行：1958年
- 翼幅：7.15m
- 全長：14.10m
- 全高：4.71m
- 翼面積：23.00m2
- 空虚重量：5,150kg
- 通常離陸重量：7,750kg
- 最大離陸重量：9,080kg
- 機内燃料搭載量：2,200l
- 発動機：ツマンスキー R-11F2-300 ターボジェット
- 推力：6,120kg/f
- 最高速度：2,175km/h
- 最高速度（地表高度）：1,300km/h
- 航続距離（機内燃料のみ）：1,600km
- 航続距離（外部燃料タンク搭載時）：1,900km
- 実用上昇限度：19,000m
- 最大G：8
- 武装：空対空ミサイルx4まで：K-13、R-3S

MiG-21PF-31
- 種別：迎撃戦闘機
- 初飛行：1962年10月17日
- 運用開始：1964年
- 翼幅：7.15m
- 全長：14.10m
- 全高：4.71m
- 翼面積：23.00m2
- 通常離陸重量：7,820kg
- 最大離陸重量：9,120kg
- 機内燃料搭載量：2,200l
- 発動機：ツマンスキー R-11F2S-300 ターボジェット
- 推力：6,175kg/f
- 最高速度：2,230km/h
- 最高速度（地表高度）：1,300km/h
- 航続距離（機内燃料のみ）：1,300km
- 航続距離（外部燃料タンク搭載時）：1,970km
- 実用上昇限度：19,000m
- 最大G：8
- 武装
  - 空対空ミサイルx4まで：K-13、R-3S、RS-2US
  - 23mm機関砲GSh-23コンテナ
  - S-24空対地無誘導ロケット、Kh-66空対地ミサイル

MiG-21PFM
- 種別：迎撃戦闘機
- 初飛行：1962年10月17日
- 運用開始：1964年
- 翼幅：7.15m
- 全長：14.10m
- 全高：4.71m
- 翼面積：23.00m2
- 通常離陸重量：7,820kg
- 最大離陸重量：9,120kg
- 機内燃料搭載量：2,200l
- 発動機：ツマンスキー R-11F2S-300 ターボジェット
- 推力：6,175kg/f
- 最高速度：2,230km/h
- 最高速度（地表高度）：1,300km/h
- 航続距離（機内燃料のみ）：1,300km
- 航続距離（外部燃料タンク搭載時）：1,970km
- 実用上昇限度：19,000m
- 最大G：8
- 武装
  - 空対空ミサイルx4まで：K-13、R-3S、RS-2US
  - 23mm機関砲GSh-23コンテナ
  - S-24空対地無誘導ロケット、Kh-66空対地ミサイル

MiG-21R
- 種別：戦術偵察機
- 初飛行：1965年
- 翼幅：7.154m
- 全長：14.10m
- 全高：4.125m
- 翼面積：23.00m2
- 空虚重量：5,350kg
- 通常離陸重量：8,100kg
- 燃料搭載量：2,320l
- 発動機：ツマンスキー R-11F2S-300 ターボジェット
- 出力：6,175kg/f（A/Bなし：3,950kg/f）
- 最高速度：1,700km/h
- 最高速度（地表高度）：1,150km/h
- 航続距離（機内燃料のみ）：1,300km
- 航続距離（外部燃料タンク搭載時）：1,600km
- 実用飛行上限高度：15,100m
- 最大G：8.0
- 乗員：1名
- 武装：R-3S空対空ミサイルx2、S-5ロケット弾用のUB-16-57UまたはUB-32ポッド、S-24空対地ロケットx2、自由落下型爆弾x2、燃料タンクなど（のち、23mm機関砲 GSh-23コンテナを搭載可能に改修）
- 偵察コンテナ：D/N/R各型（昼間写真偵察/夜間写真偵察/電波偵察用）x1

MiG-21S
- 種別：迎撃戦闘機
- 初飛行：1968年
- 翼幅：7.15m
- 全長：14.10m
- 全高：4.71m
- 翼面積：23.00m2
- 通常離陸重量：8,150kg
- 燃料搭載量：2,320l
- 発動機：ツマンスキー R-11F2S-300 ターボジェット
- 出力：6,175kg/f
- 最高速度：2,230km/h
- 最高速度（地表高度）：1,300km/h
- 航続距離（機内燃料のみ）：1,240km
- 航続距離（外部燃料タンク搭載時）：1,610km
- 実用飛行上限高度：18,000m
- 最大G：8
- 乗員：1名
- 武装
  - 最大兵器搭載量1,300kgまで、ハードポイント4ヶ所
  - 23mm機関砲GSh-23コンテナ
  - 空対空ミサイルx4まで：K-13、R-3S、RS-2US
  - 空対地ロケット：S-24
  - 100kgまでの自由落下型爆弾、燃料タンクなど

MiG-21M
- 種別：迎撃戦闘機
- 初飛行：1968年
- 翼幅：7.15m
- 全長：14.90m
- 全高：4.71m
- 翼面積：23.00m2
- 空虚重量：5,350kg
- 通常離陸重量：8,200kg
- 最大離陸重量：9,300kg
- 燃料搭載量：2,200l
- 発動機：ツマンスキー R-11F2S-300 ターボジェット
- 出力：6,175kg/f
- 最高速度：2,230km/h
- 最高速度（地表高度）：1,300km/h
- 航続距離（機内燃料のみ）：1,050km
- 航続距離（外部燃料タンク搭載時）：1,420km
- 最大上昇率：12,240m/min
- 実用飛行上限高度：17,300m
- 最大G：8.5
- 乗員：1名
- 武装
  - 23mm機関砲GSh-23L（弾数200発）x1（固定武装）
  - 最大兵器搭載量1,300kgまで、ハードポイント4ヶ所
  - 空対空ミサイルx4まで：K-13M、K-13
  - S-5 57mmロケット弾ポッド：UB-16-57、またはUB-32
  - 100kgまでの自由落下型爆弾、燃料タンクなど

MiG-21SM
- 種別：迎撃戦闘機
- 初飛行：1969年
- 翼幅：7.15m
- 全長：14.10m
- 全高：4.71m
- 翼面積：23.00m2
- 空虚重量：5,250kg
- 通常離陸重量：8,300kg
- 最大離陸重量：9,400kg
- 燃料搭載量：2,200l
- 発動機：ツマンスキー R-13-300 ターボジェット
- 出力：6,490kg/f
- 最高速度：2,230km/h
- 最高速度（地表高度）：1,300km/h
- 航続距離（機内燃料のみ）：1,050km
- 航続距離（外部燃料タンク搭載時）：1,420km
- 最大上昇率：12,240m/min
- 実用飛行上限高度：18,000m
- 最大G：8.5
- 乗員：1名
- 武装
  - 23mm機関砲GSh-23L（弾数200発）x1（固定武装）
  - 最大兵器搭載量1,300kgまで、ハードポイント4ヶ所
  - 空対空ミサイルx4まで：K-13M、K-13、K-13R、R-60、R-60M
  - 57mmロケット弾ポッド：UB-16-57、またはUB-32
  - 100kgまでの自由落下型爆弾、燃料タンクなど

MiG-21MF
- 種別：迎撃戦闘機
- 初飛行：1970年
- 翼幅：7.15m
- 全長：14.90m
- 全高：4.71m
- 翼面積：23.00m2
- 空虚重量：5,350kg
- 通常離陸重量：8,200kg
- 最大離陸重量：9,300kg
- 燃料搭載量：2,200l
- 発動機：ツマンスキー R-13-300 ターボジェット
- 出力：6,490kg/f
- 最高速度：2,230km/h
- 最高速度（地表高度）：1,300km/h
- 航続距離（機内燃料のみ）：1,050km
- 航続距離（外部燃料タンク搭載時）：1,420km
- 最大上昇率：12,240m/min
- 実用飛行上限高度：18,200m
- 最大G：8.5
- 乗員：1名
- 武装
  - 23mm機関砲GSh-23L（弾数200発）x1（固定武装）
  - 最大兵器搭載量1,300kgまで、ハードポイント4ヶ所
  - 空対空ミサイルx4まで：K-13M、K-13、K-13R、R-60、R-60M
  - 57mmロケット弾ポッド：UB-16-57、またはUB-32
  - 100kgまでの自由落下型爆弾、燃料タンクなど

MiG-21bis
- 種別：迎撃戦闘機
- 初飛行：1971年
- 翼幅：7.15m
- 全長：14.10m
- 全高：4.71m
- 翼面積：23.00m2
- 空虚重量：5,460kg
- 通常離陸重量：8,726kg
- 燃料搭載量：2,390l
- 発動機：ツマンスキー R-25-300 ターボジェット
- 推力（アフターバーナー未使用時）：55kNx1
- 推力（アフターバーナー使用時）：68.5kNx1
- 最高速度：2,175km/h
- 最高速度（地表高度）：1,300km/h
- 航続距離（機内燃料のみ）：1,210km
- 航続距離（外部燃料タンク搭載時）：1,470km
- 最大上昇率：13,500m/min
- 実用飛行上限高度：17,800m
- 最大G：8.5
- 乗員：1名
- 武装
  - 23mm機関砲GSh-23L（弾数200発）x1（固定武装）
  - 最大兵器搭載量1,300kgまで、ハードポイント4ヶ所
  - 空対空ミサイルx4まで：K-13M、K-13、K-13R、R-60、R-60M
  - 57mmロケット弾ポッドまたは240mm空対地ロケット弾、500kgまでの爆弾、牽引式AFA電波偵察機器機関砲コンテナなど

MiG-21-93
- 種別：迎撃戦闘機
- 初飛行：1991年
- 翼幅：7.15m
- 全長：14.10m
- 全高：4.71m
- 翼面積：23.00m2
- 迎え角：57°
- 空虚重量：5,460kg
- 通常離陸重量：8,825kg
- 最大離陸重量：9,600kg
- 燃料搭載量：2,390l
- 発動機：ツマンスキー R-25-300 ターボジェットエンジン×1基　推力（アフターバーナー未使用時）55kNx1　推力（アフターバーナー使用時）68.5kNx1
- 最高速度：2,175km/h
- 最高速度（地表高度）：1,300km/h
- 航続距離（機内燃料のみ）：1,210km
- 航続距離（外部燃料タンク搭載時）：2,100km
- 最大上昇率：13,500m/min
- 実用飛行上限高度：17,300m
- 最大G：8.5
- 乗員：1名
- 武装
  - 23mm機関砲GSh-23L（弾数200発）x1（固定武装）
  - 中距離空対空ミサイル：R-27R1x2発まで、またはR-77または輸出型のRVV-AEx4まで
  - 短距離空対空ミサイル：R-73M2x4、またはR-60Mx6
  - 対レーダーミサイル：Kh-25MPx2、またはKh-31Px1
  - 空対艦ミサイル：Kh-31A x1、またはKh-35またはその輸出型Kh-35E
  - レーザー誘導爆弾：KAB-500KR（英語版）x2
  - 空対地ロケット弾ポッド：S-5ロケット弾16連装UB-16-57ロケット弾ポッド×4基、S-8ロケット弾7連装B-8V7ロケット弾ポッド×4基、S-13ロケット弾5連装B-13L1ロケット弾ポッド×4基、S-24Bロケット弾×4発
  - 自由落下型爆弾：FAB-250無誘導爆弾×2発またはFAB-500無誘導爆弾×1発、牽引式AFA電波偵察機器機関砲コンテナなど

### イスラエル/ルーマニア製
MiG-21-2000
- 製造：イスラエル・エアロスペース・インダストリーズ
- 種別：前線打撃戦闘機
- 初飛行：1995年
- 翼幅：7.154m
- 全長：15.76m
- 全高：4.71m
- 翼面積：23.00m2
- 空虚重量：5,350kg
- 通常離陸重量：8,825kg
- 最大離陸重量：10,500kg
- 発動機：ソユース（ツマンスキー） R-25-300 ターボジェット
- 推力（アフターバーナー未使用時）：55kNx1
- 推力（アフターバーナー使用時）：68.5kNx1
- 最高速度：2,230km/h（マッハ2.10）
- 最高速度（地表高度）：1,300km/h（マッハ1.06）
- 航続距離：1,800km
- 戦闘行動半径：350-750km
- 最大上昇率：15,250m/min
- 実用飛行上限高度：18,500m
- 最大G：8.5
- 乗員：1名
- 武装
  - 23mm機関砲GSh-23L（弾数200発）x1（固定武装）
  - 最大兵器搭載量1,500kgまで、ハードポイント5ヶ所
  - 空対空ミサイルパイソン-4（ピュトン-4）、第3・4世代型レーザー誘導爆弾、誘導爆弾、空対地ロケットなど

MiG-21ランサー
- 製造：IAI、IAR
- 種別：多用途戦闘機
- 初飛行：1996年
- 翼幅：7.154m
- 全長：15.76m
- 全高：4.71m
- 翼面積：23.00m2
- 空虚重量：5,350kg
- 通常離陸重量：8,825kg
- 最大離陸重量：10,500kg
- 発動機：ソユース（ツマンスキー） R-25-300 ターボジェット
- 推力（アフターバーナー未使用時）：55kNx1
- 推力（アフターバーナー使用時）：68.5kNx1
- 最高速度：2,230km/h
- 巡航速度：946km/h
- 航続距離：1,800km
- 戦闘行動半径：350-750km
- 最大上昇率：15,250m/min
- 実用飛行上限高度：18,500m
- 最大G：8.5
- 乗員：1名
- 武装
  - 23mm機関砲GSh-23L（弾数200発）x1（固定武装）
  - 最大兵器搭載量1,500kgまで、ハードポイント5ヶ所
  - 空対空ミサイル：パイソン-4、R-60
  - 誘導爆弾、空対地ロケットなど

## 運用国
アンゴラ
 アゼルバイジャン

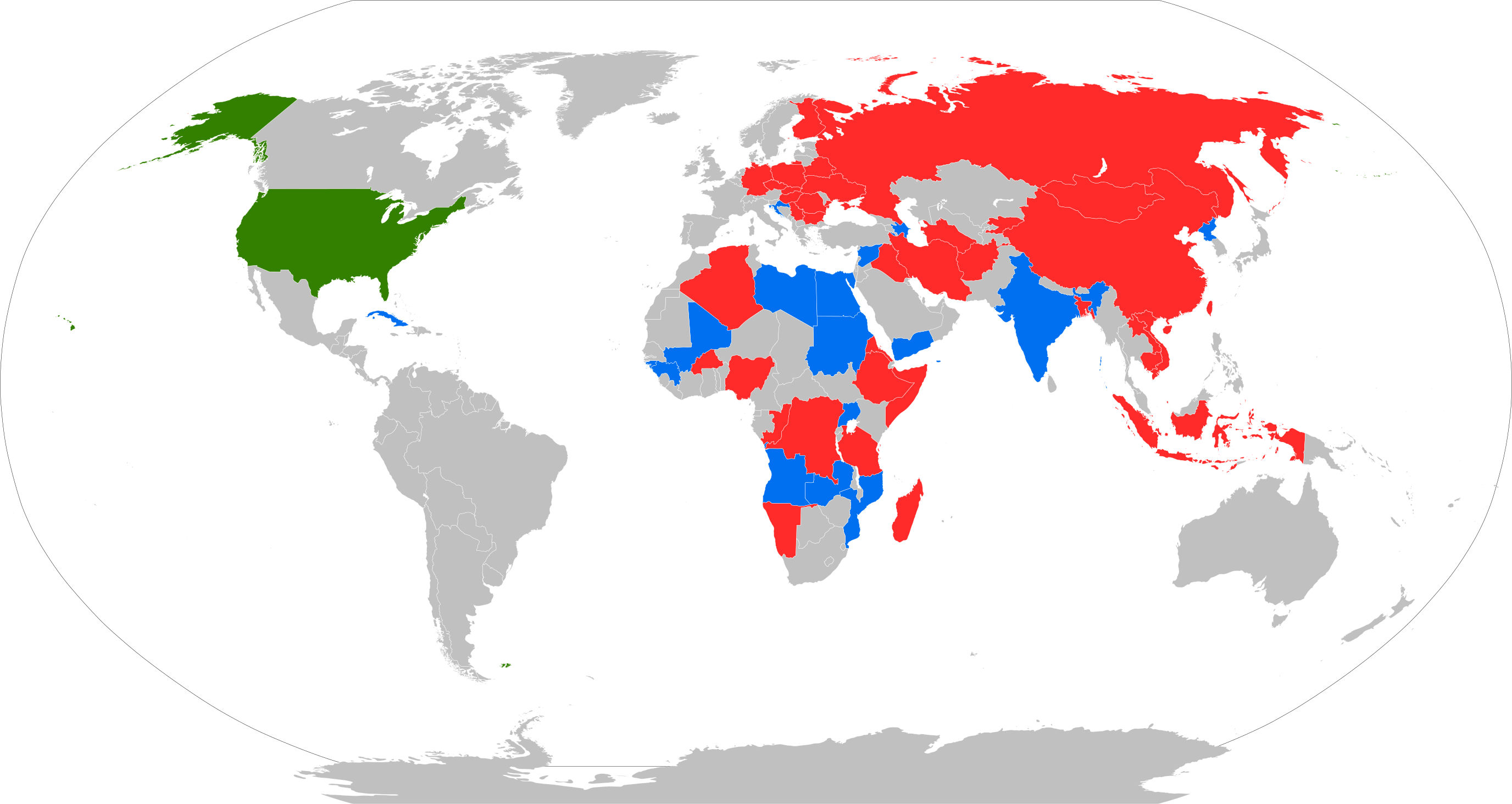
運用国

- ブルガリア - 2024年時点で、ブルガリア空軍が複数機のMiG-21bis/UMを保管中[3]。

 クロアチア
 キューバ
 ギニア
 インド - 2024年時点で、インド空軍が推定40機のMiG-21Bison、37機のMiG-21U/UMを保有。
 リビア
 モザンビーク
 朝鮮民主主義人民共和国
 スーダン
 シリア
- トルクメニスタン - 1994年時点で、トルクメニスタン空軍が3機のMiG-21を保有[5]。退役済み[6]。

 ウガンダ
 イエメン

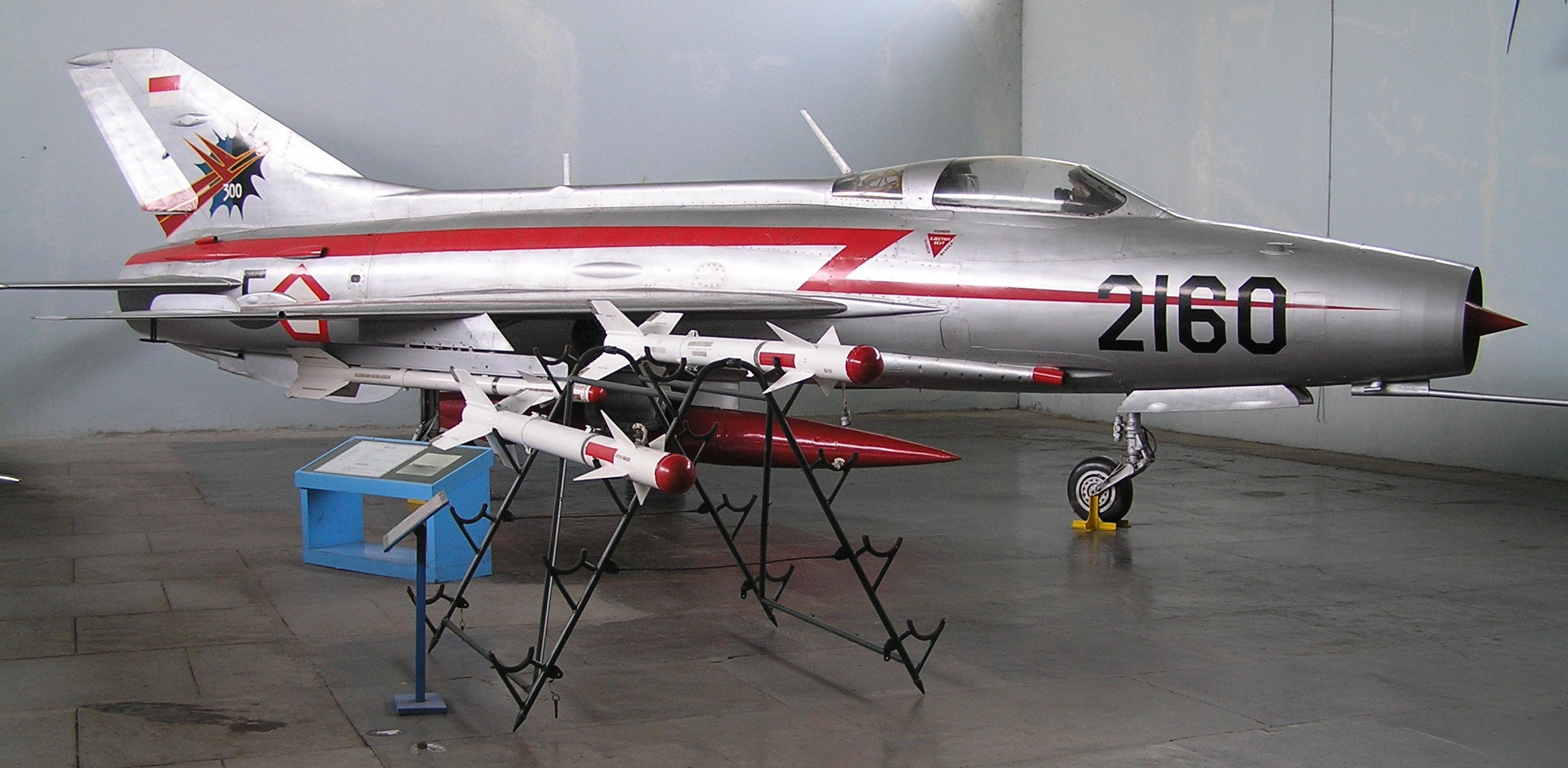
インドネシアのMiG-21F-13
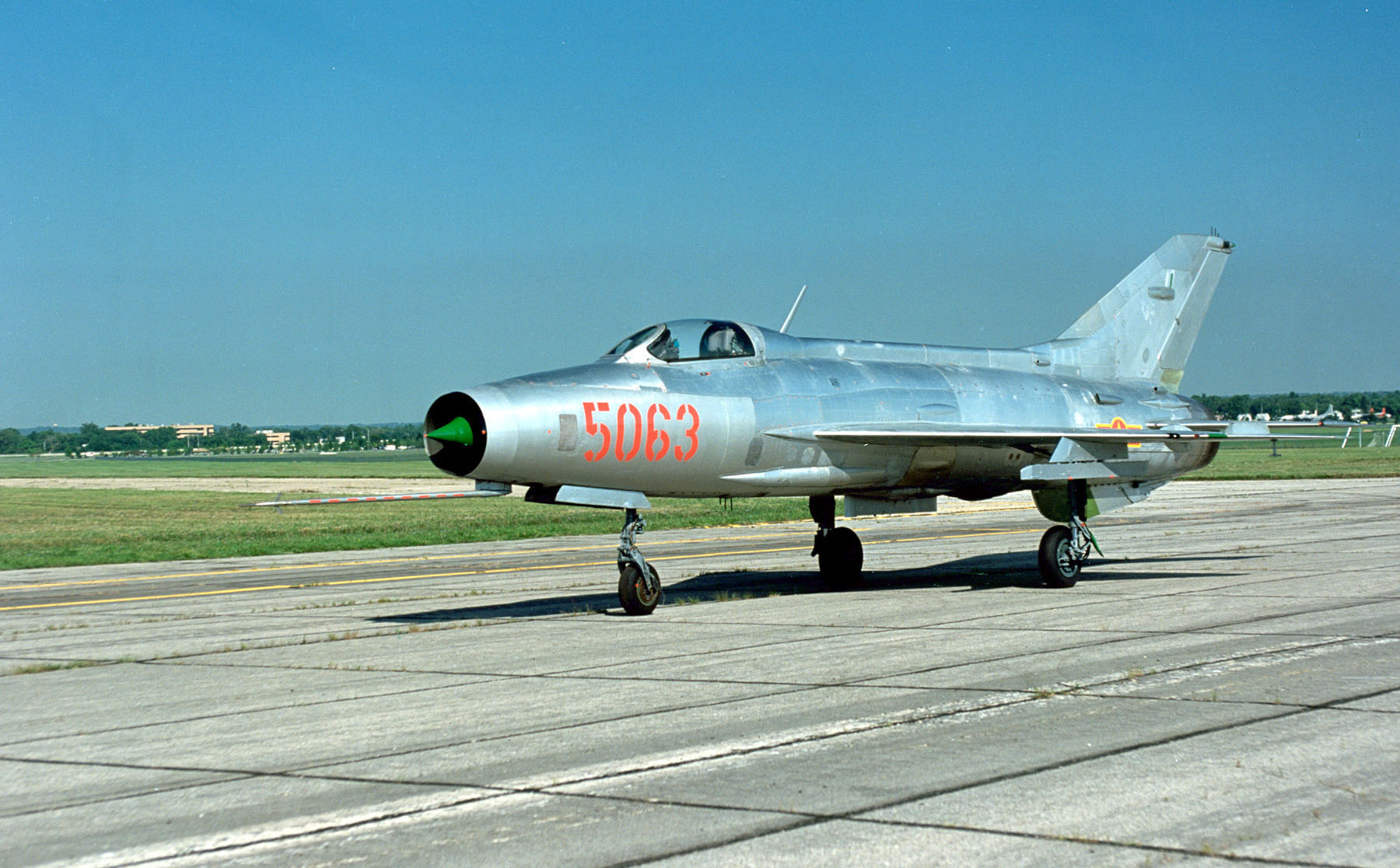
ベトナムの標識を付けたMiG-21F-13
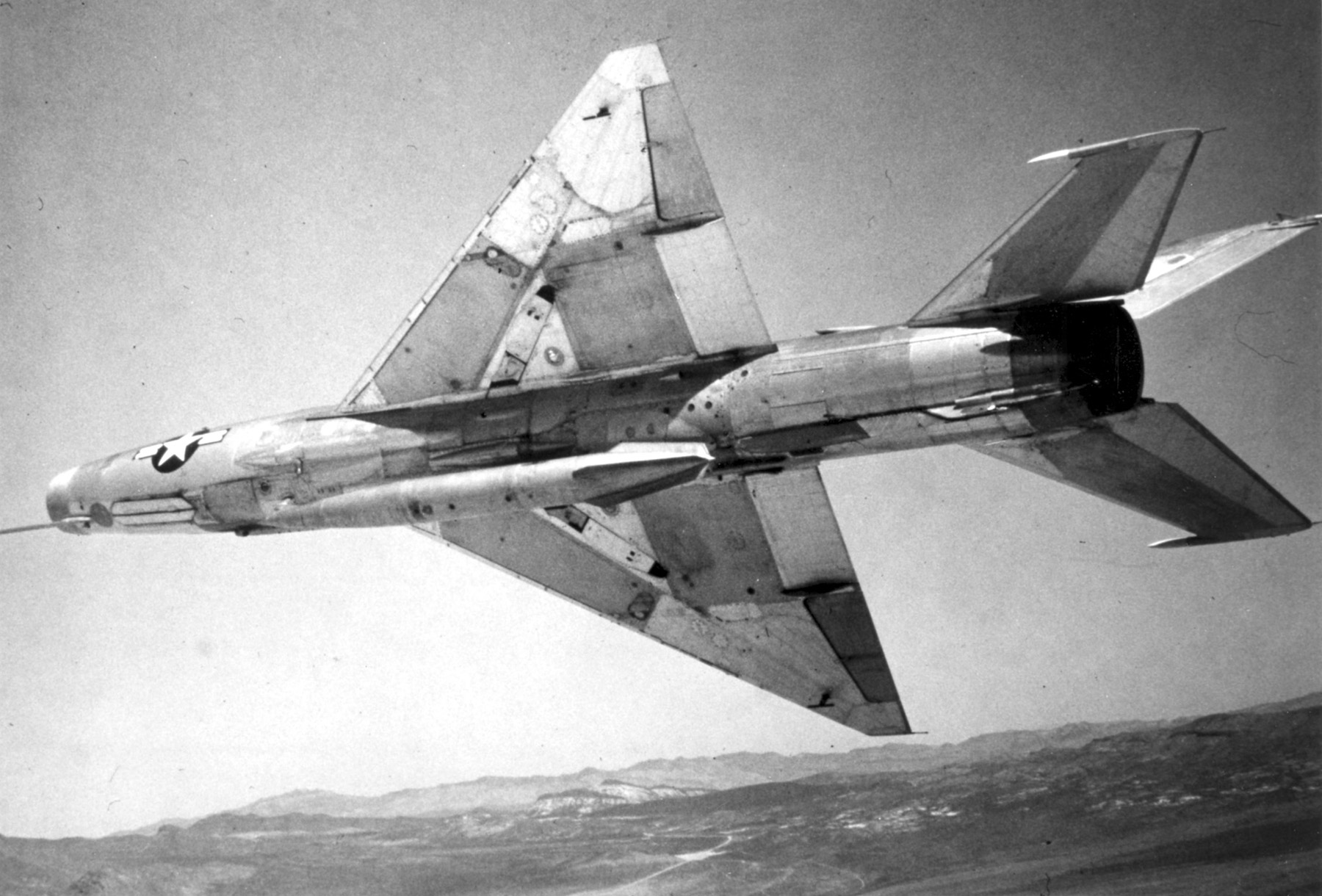
アメリカ合衆国のMiG-21F-13
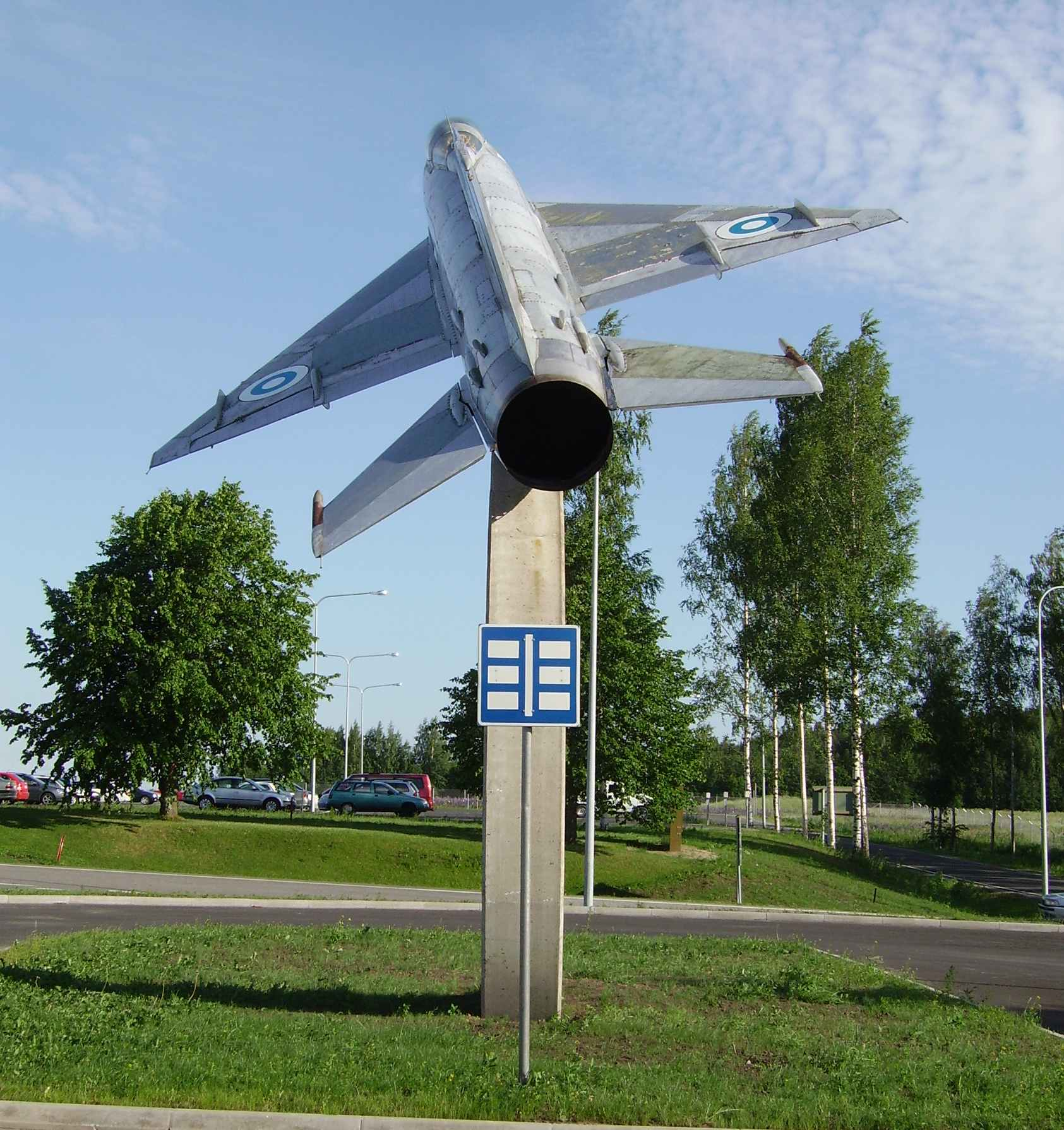
フィンランド空軍のMiG-21F-13
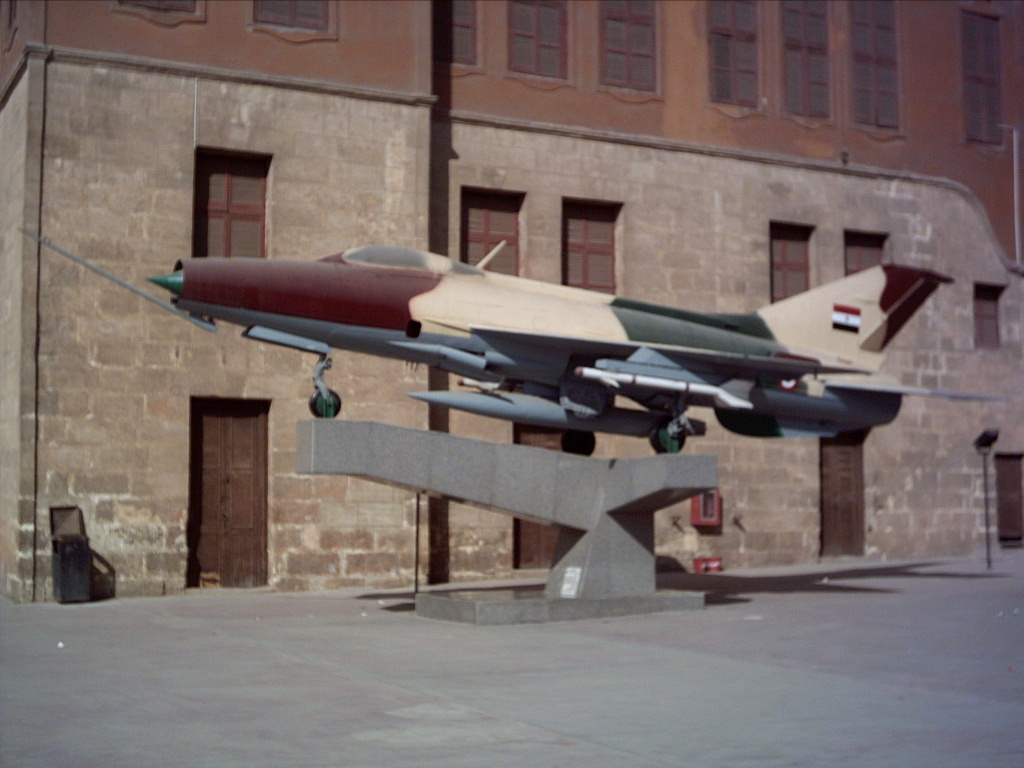
エジプトのMiG-21F-13
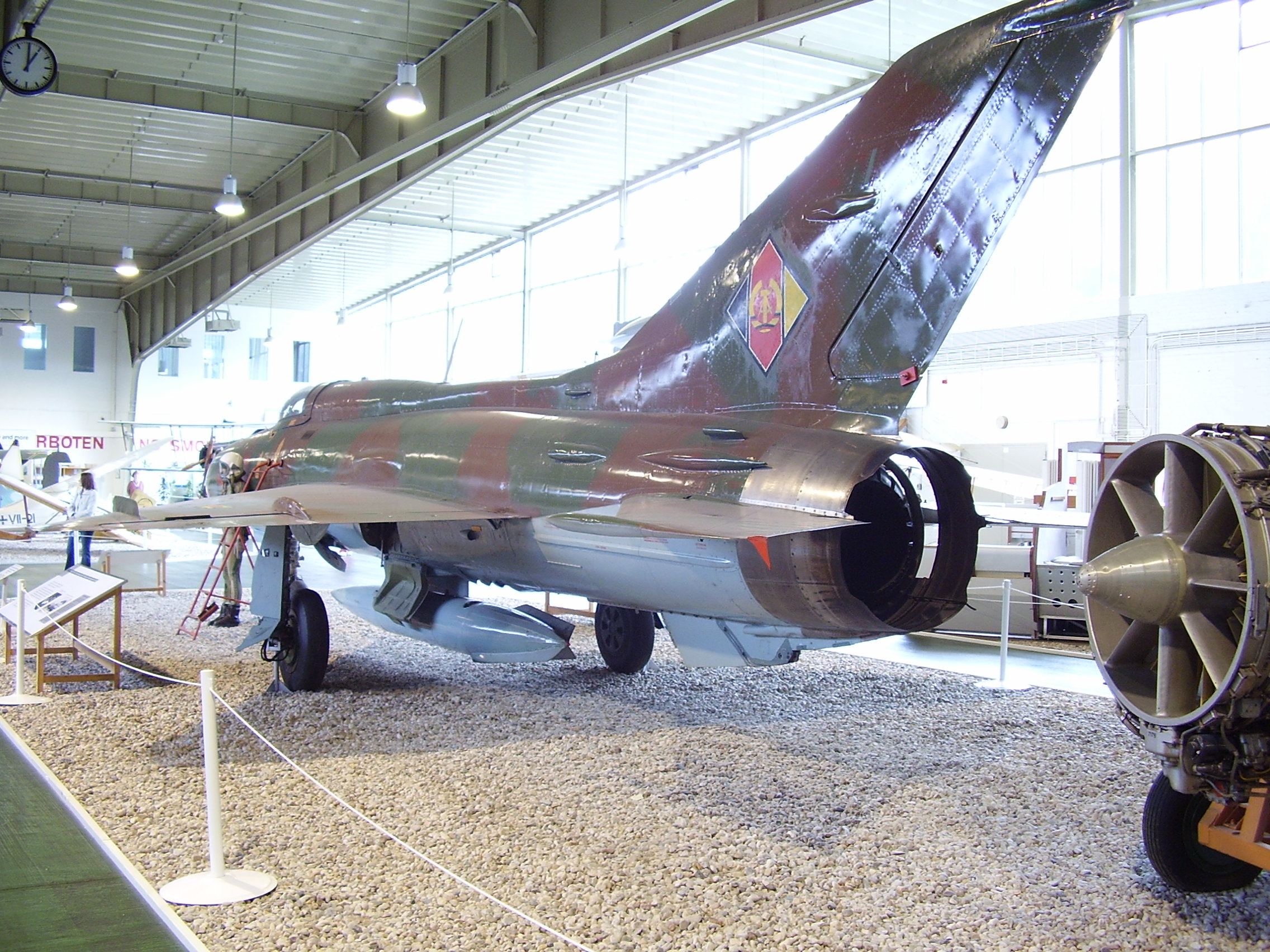
東ドイツのMiG-21PF
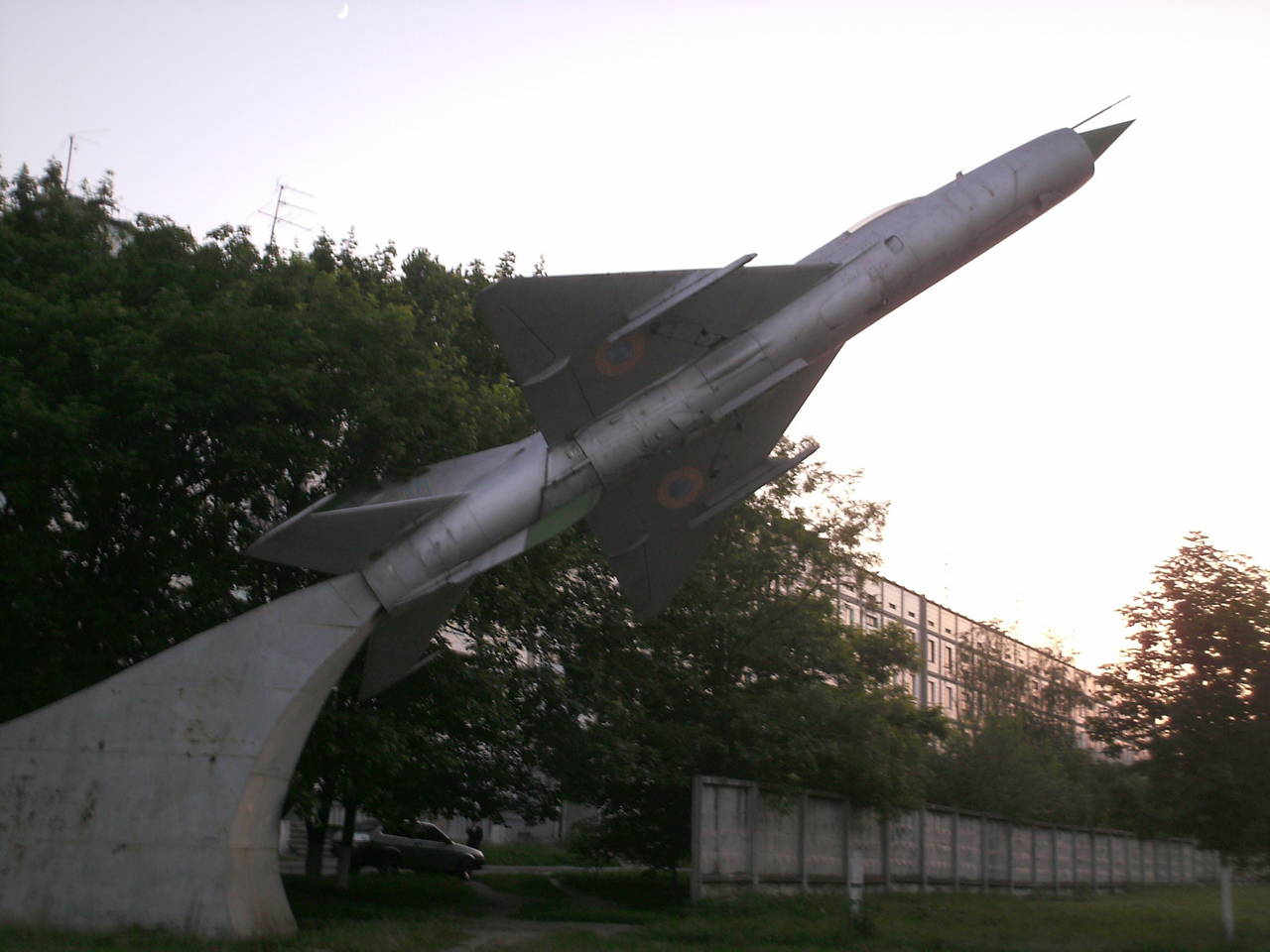
ウクライナのMiG-21PF
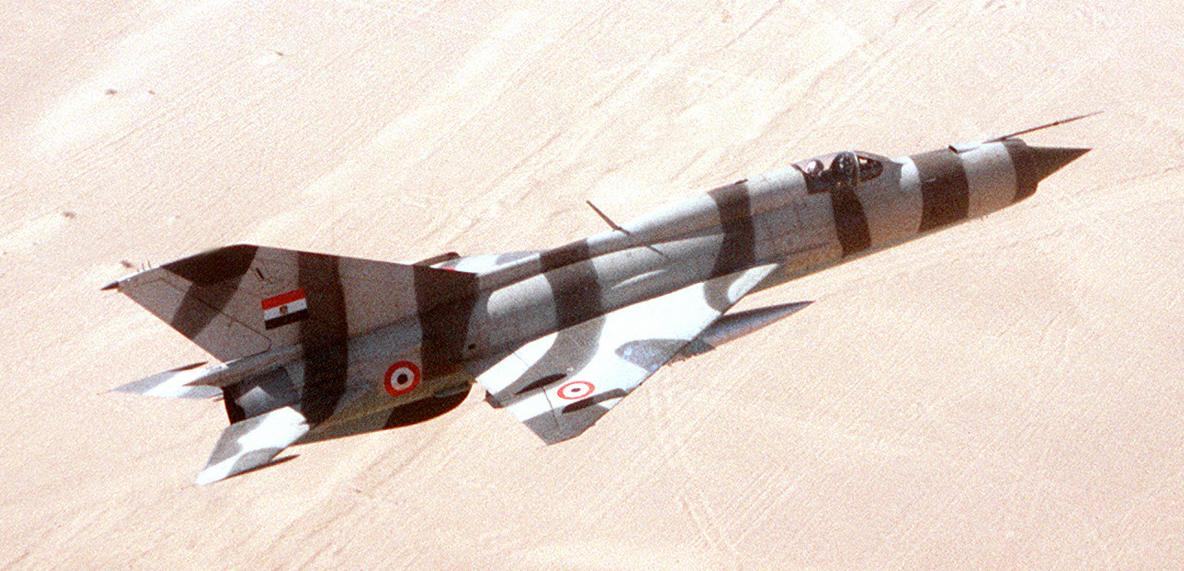
エジプトのMiG-21PFM
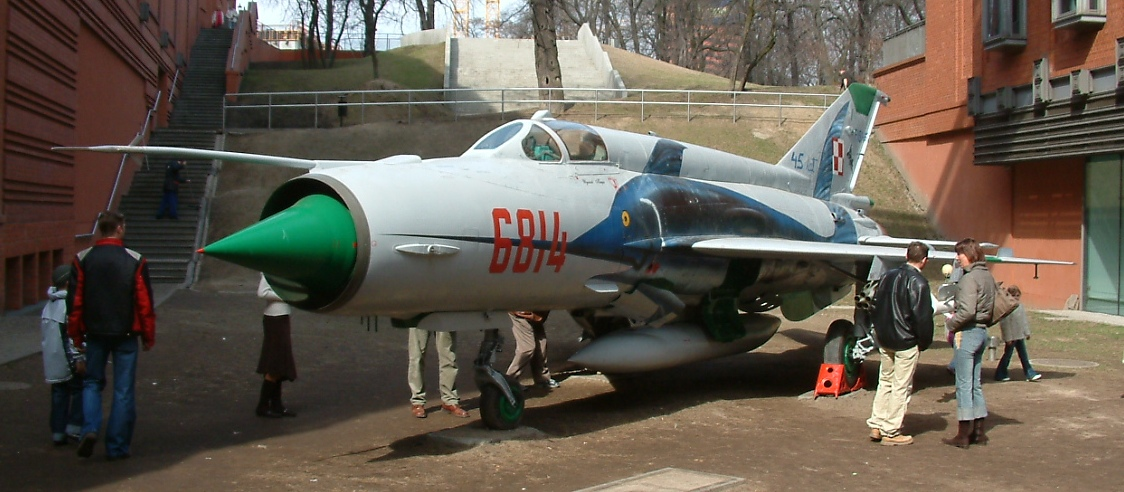
ポーランドで保存展示されている特別塗装のMiG-21MF
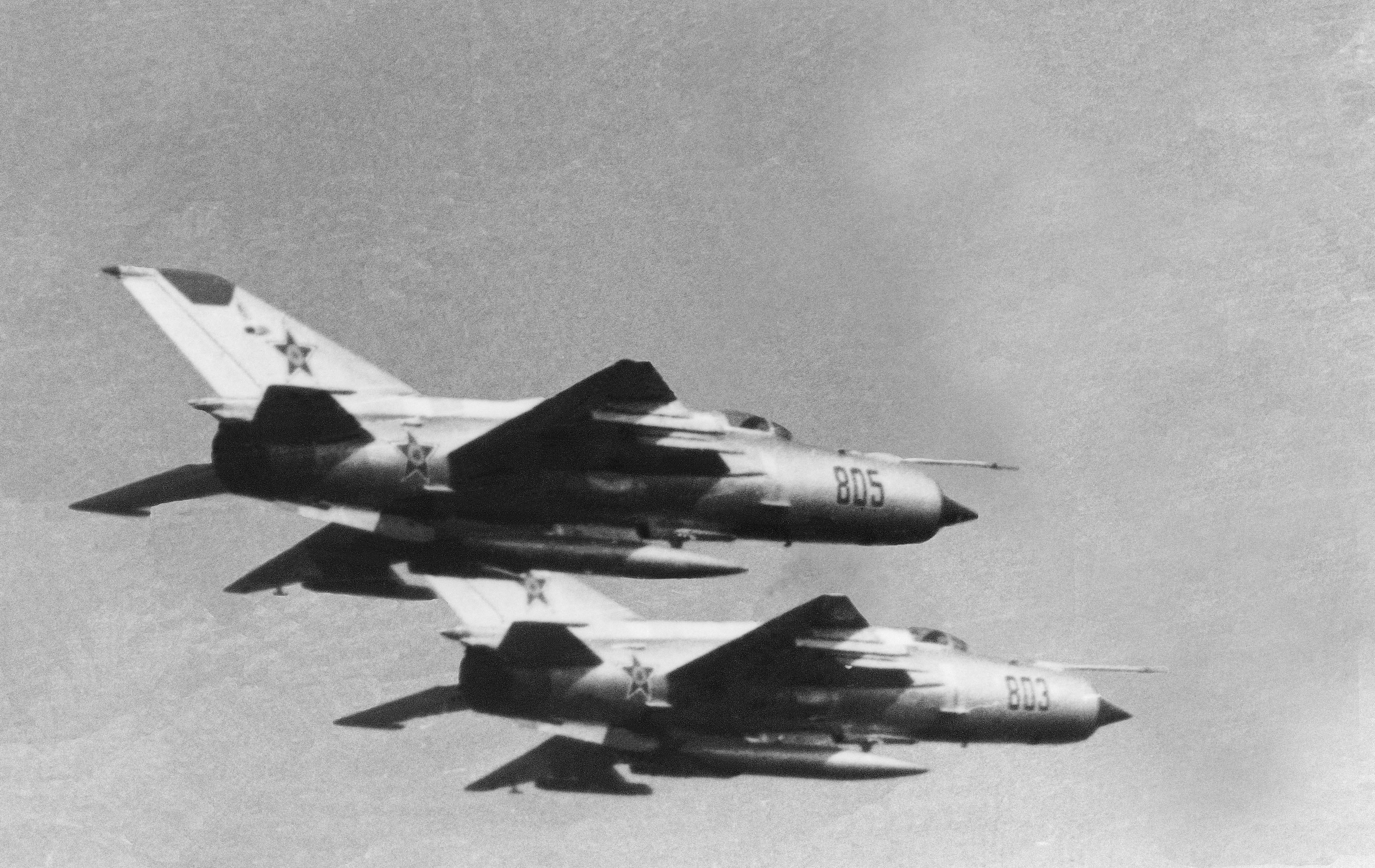
ルーマニア空軍のMiG-21MF
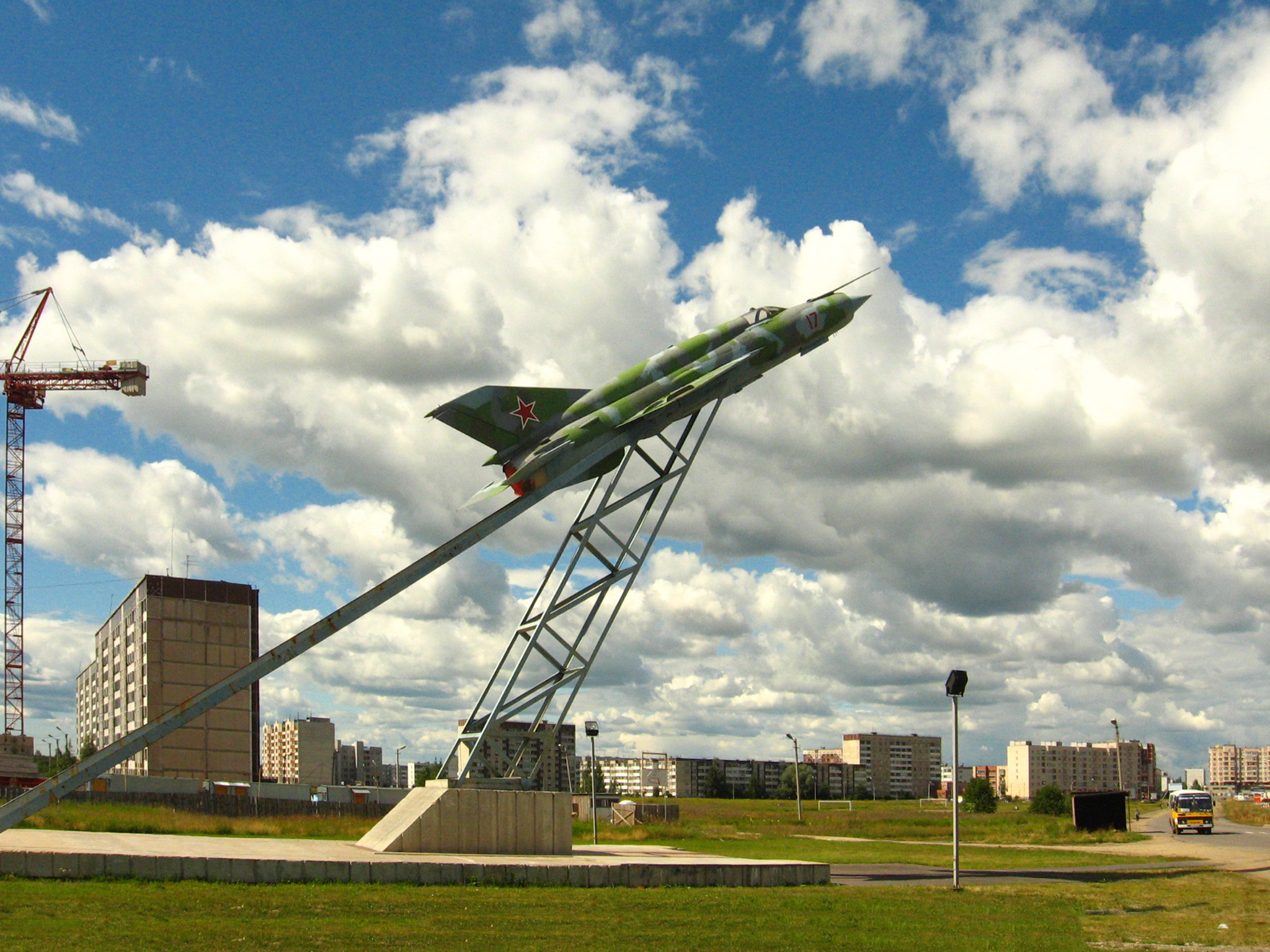
ロシアで記念碑となっているMiG-21SMT
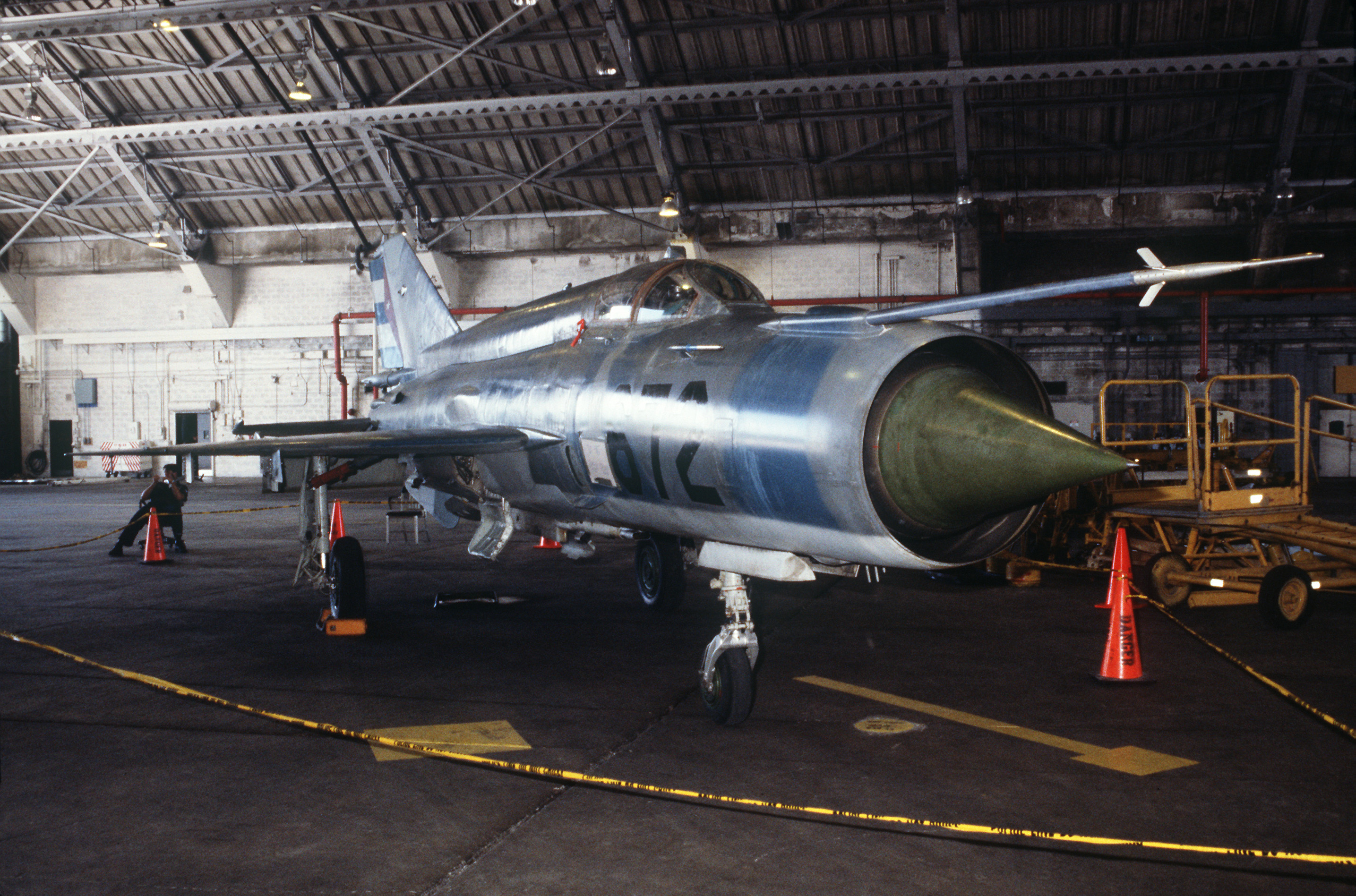
キューバのMiG-21bis LAZUR
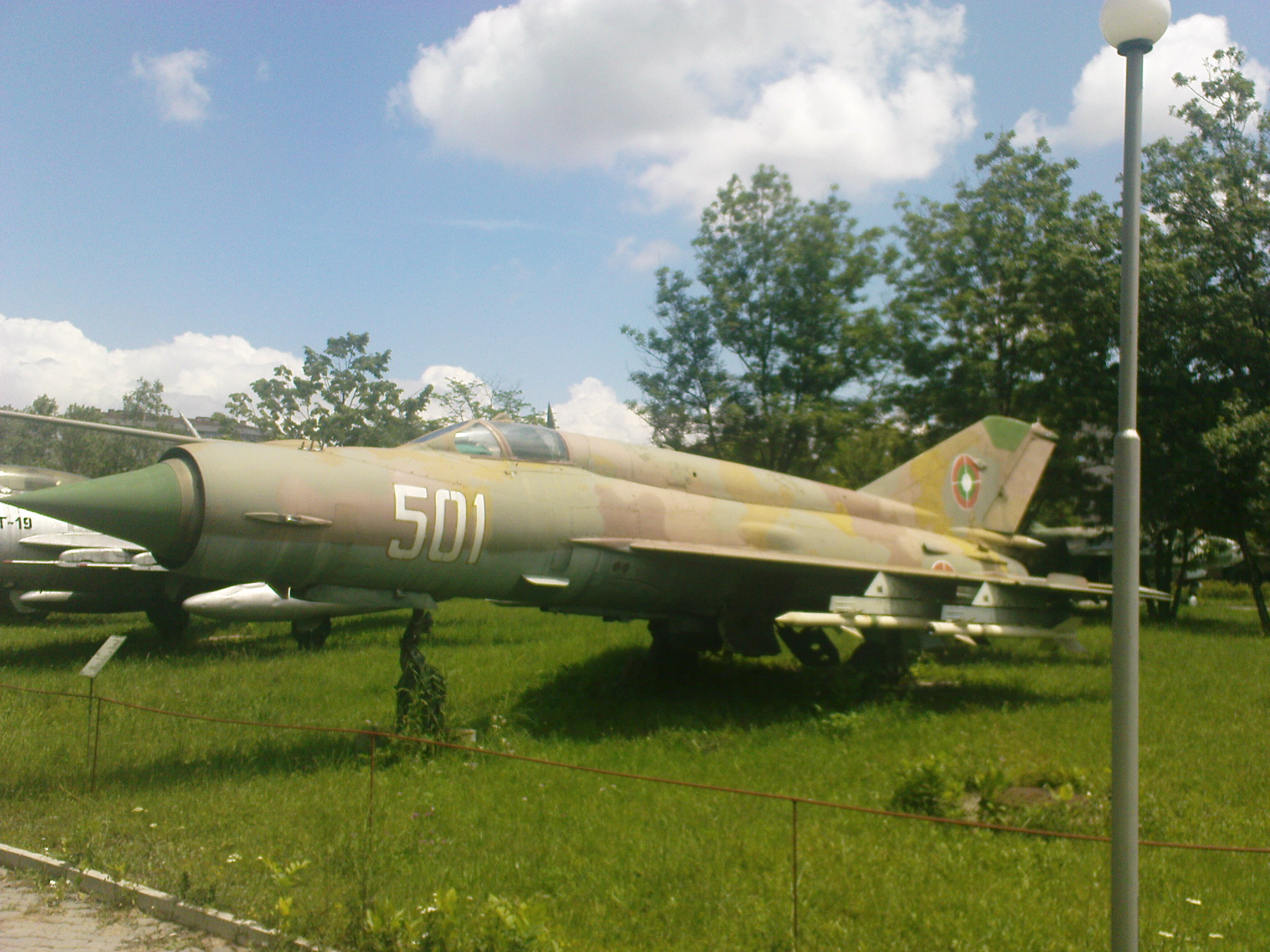
ブルガリアのMiG-21bis LAZUR
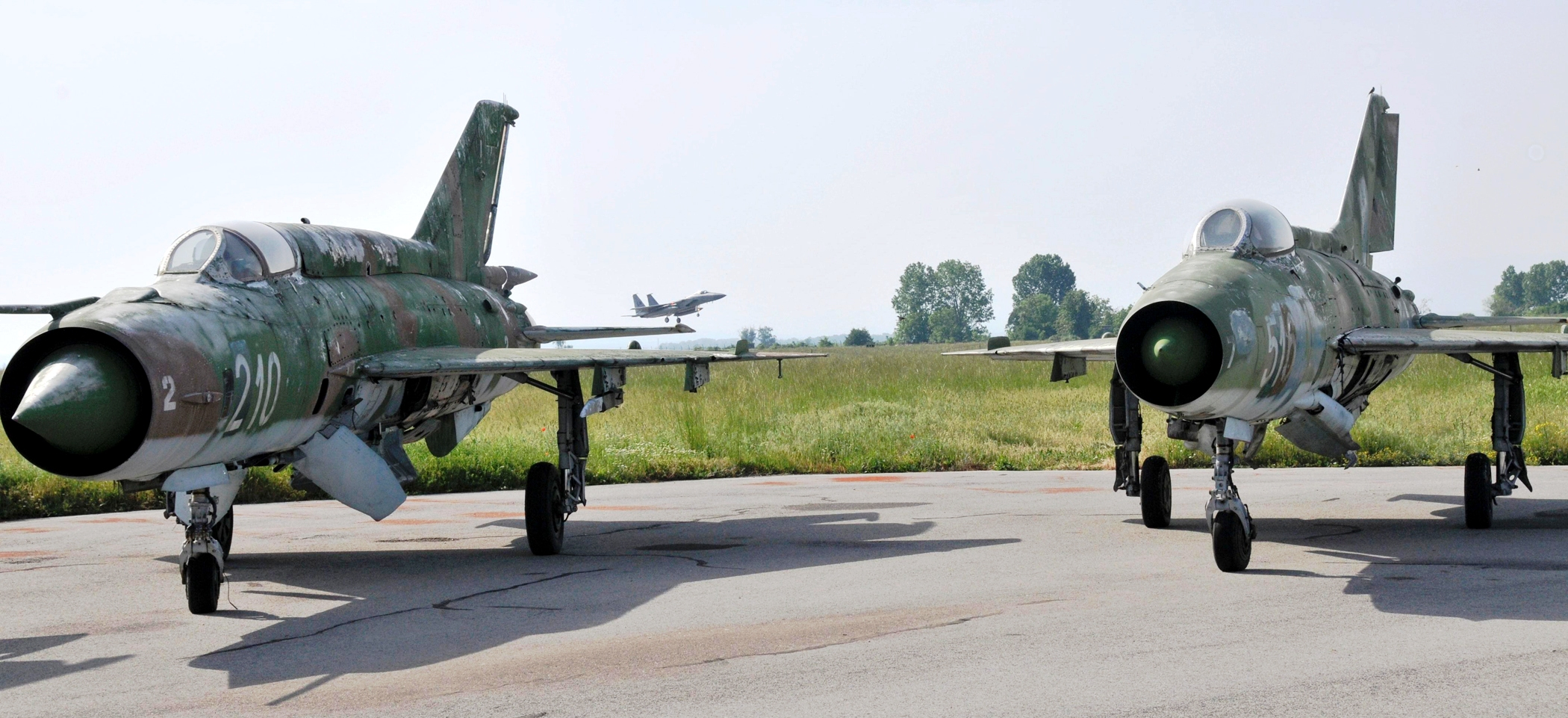
ブルガリアのMiG-21bis SAU
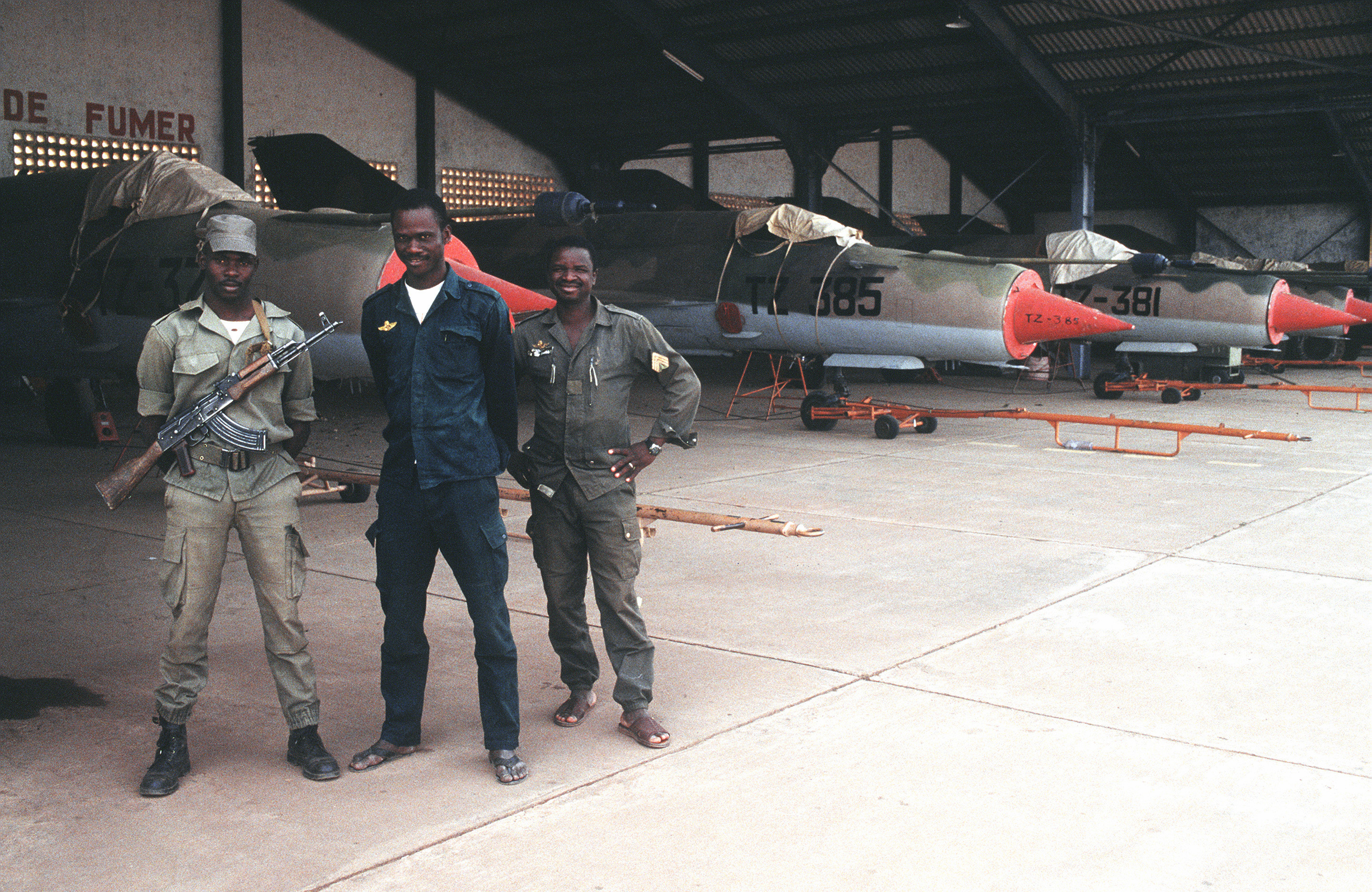
マリ共和国のMiG-21bis SAU
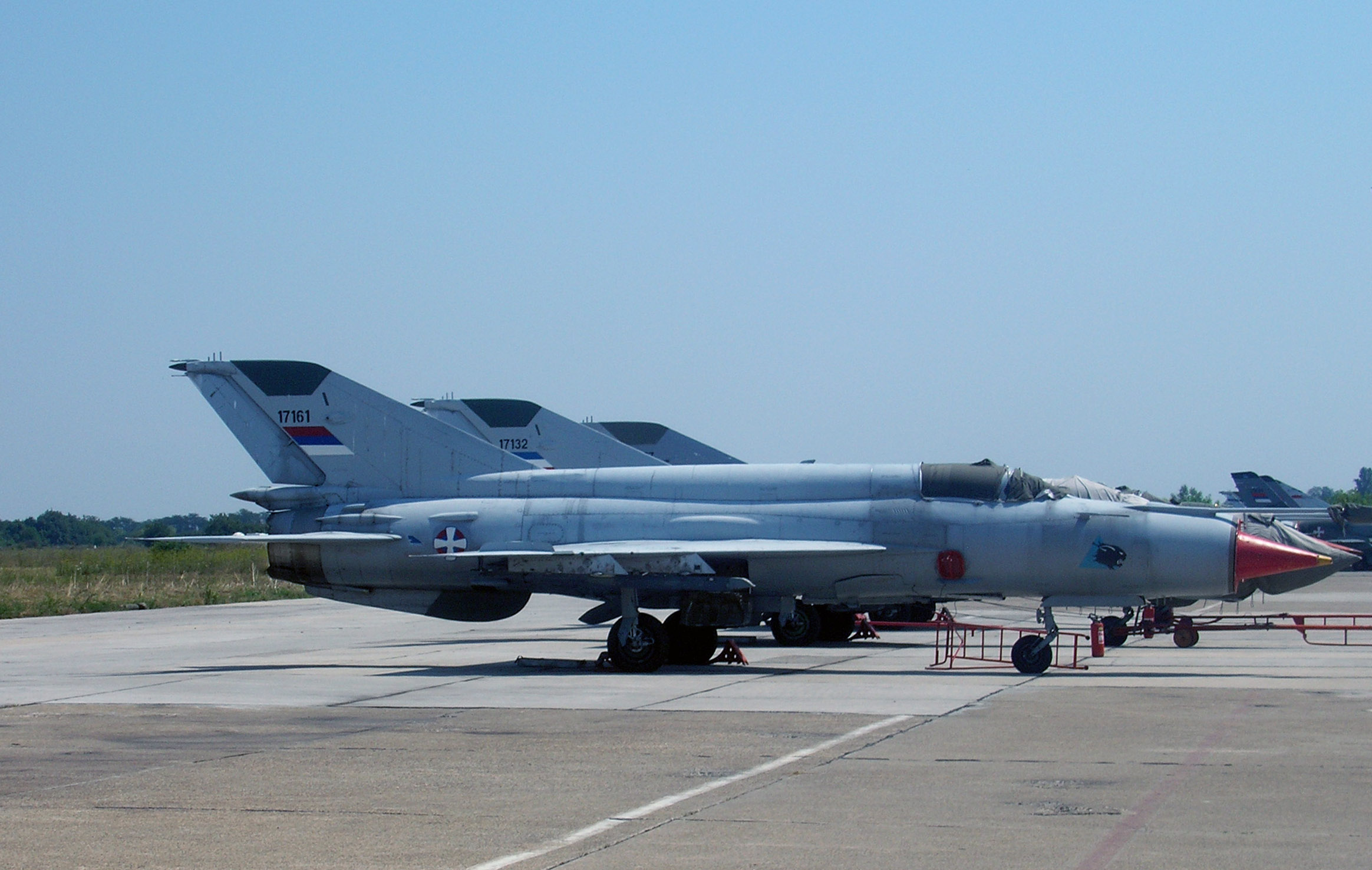
セルビアのMiG-21bis SAU
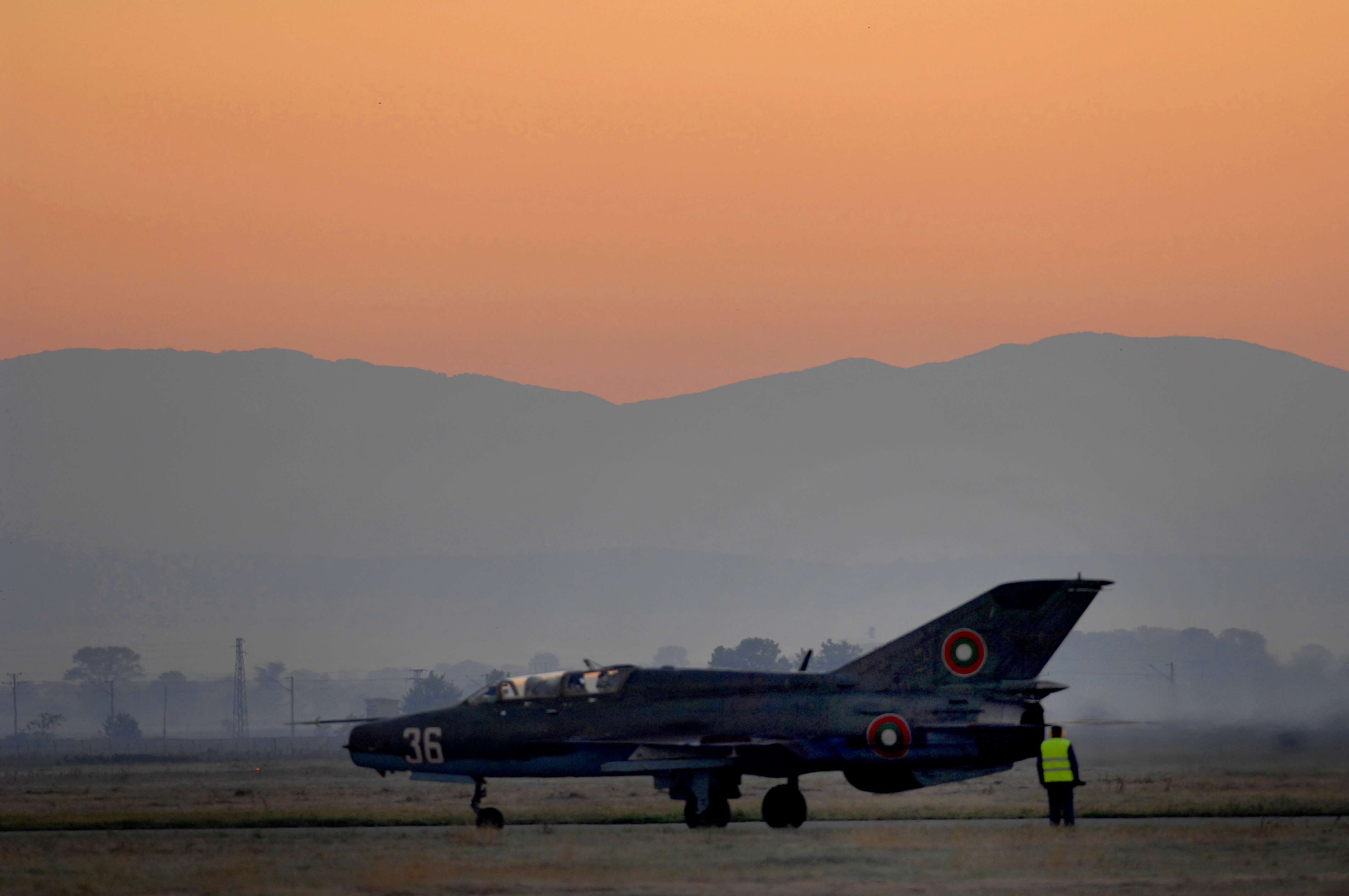
ブルガリアのMiG-21UM
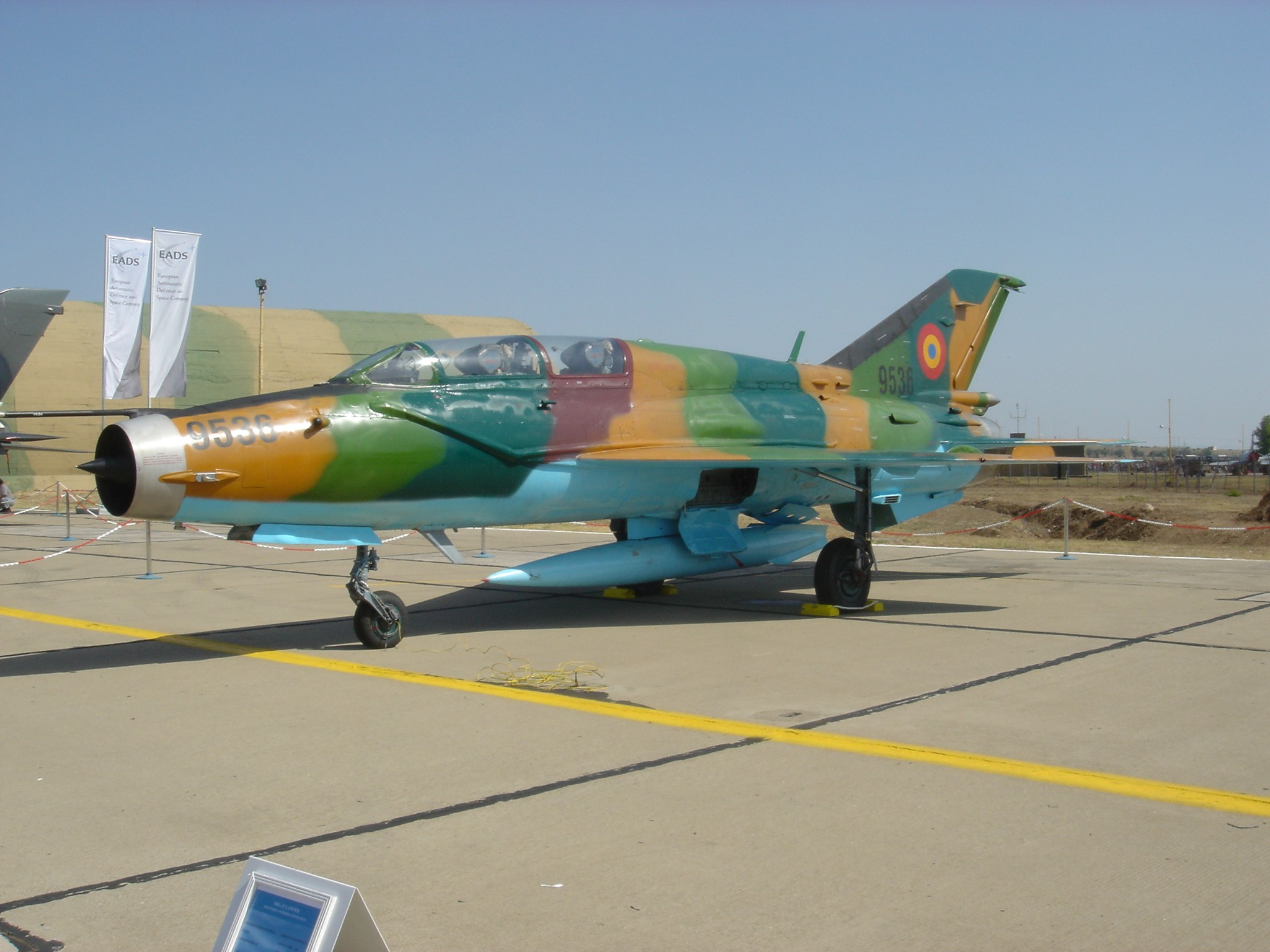
ルーマニアのMiG-21UM LANCER B

## 登場作品

### ドキュメンタリー
『ドッグファイト～華麗なる空中戦～シリーズ』
第27回「空母ミッドウェイのミグキラーズ」に登場。

### アニメ・漫画
『ウサビッチ』
第2部の第21話に登場。キレネンコが岩を投げて撃墜し、そのエンジンを自動車に搭載する。
『宇宙円盤大戦争』
ソ連軍所属機機が登場。モスクワ上空でデューク・フリードをあぶり出すために、地球各地を襲撃するヤーバン星の戦闘円盤と交戦。アトールを発射するも機体表面で弾かれ、光線砲で一方的に叩かれて全機撃墜されてしまう。
『エリア88』
「プロジェクト4」の主力機として登場。電子機器に西側の部品が使用され、原型の機体より性能が向上している。
『ガーリー・エアフォース』
第1話で中国人民解放軍空軍所属のJ-7が登場。中国の領海に侵入してきた「ザイ」を江凱型フリゲートと共に迎撃するが、全機撃墜される。
『メカニック・ジェミニ』
中東戦争を舞台に敵味方に分かれた双子の兄弟が戦いあう。兄の乗る機体がMIG-21。弟の乗る機体がF-4となっている。
『Fate/Apocrypha』
ルーマニアのMiG-21MもしくはMFが登場。最終決戦時、赤のセイバーと獅子劫界離が使用した。赤のセイバーは（ランサーという）「名前が気にいらない」と言い、機体側面にスプレー塗料で「セイバー」と描いた。

### 小説
『インデペンデンス・デイ：クルーシブル 胎動/1947-2016』
2016年公開の映画『インデペンデンス・デイ: リサージェンス』の前日譚小説。中国軍所属のJ-8が登場。1996年戦争に投入され、焦土と化した北京上空でエイリアンの宇宙船と交戦する。操縦者のレイ・ラオ（映画本編の登場人物レイン・ラオの父）は自身の操縦するJ-8に「美風（メイフェン）」という綽名を付けている。
『征途』
戦後日本が南北に分断国家となった世界で、日本民主主義人民共和国（北日本）の人民空軍が運用する架空型「MIG21J」が登場。ソヴィエトから購入した設計図を元に生産した機体で、ヴェトナム戦争では北ヴェトナムに派遣された義勇航空隊が使用し、同じくヴェトナムに派遣された南日本の海上自衛隊航空隊のF7UJカットラス戦闘機と交戦する。
『ゼロシリーズ』
『ネオ・ゼロ』
北朝鮮空軍所属機が登場。核施設爆撃に向かうネオ・ゼロ（FSX-90）を発見、後方からロックオンするが、ネオ・ゼロ（FSX-90）が後方に向け放った「サイドワインダー改」ミサイルにより撃墜される。
『スーパー・ゼロ』
主人公の回想シーンにエジプト空軍所属機が登場。主人公が乗るアメリカ空軍のF-4E ファントムIIとの戦闘にて、1機がAIM-9D サイドワインダーによって撃墜されるも、もう1機のMiG-21が主人公の乗ったF-4Eを撃墜する。
『日本北朝鮮戦争 竹島沖大空海戦』
終盤に北朝鮮空軍所属機が6機登場。内4機はF-15Jによって撃墜され、残る2機もこんごう型護衛艦「こんごう」からのシースパローによる攻撃を受け、撃墜される。
『見知らぬ明日』
ワルシャワ条約機構軍の機体が登場。高度2万メートルでソ連上空を通過した円盤をカリーニングラード上空で迎撃するが、振り切られてしまう。

### ゲーム
現代の戦争を扱ったゲームには大抵登場する。
『Digital Combat Simulator』
サードパーティアドオンモジュールとして「MIG21BIS」が登場。
『War Thunder』
Ver1.91にてソ連ツリーにMiG-21F-13が、中国ツリーにJ-7IIが実装。Ver1.95にてソ連ツリーにMiG-21SMTが、ドイツツリーにMiG-21MFが実装。Ver2.1にてソ連ツリーにMiG-21bisが、Ver2.11でドイツツリーにMiG-21bis-SAUが実装され、開発することでプレイヤーが操縦できる。
『エースコンバットシリーズ』
大抵の作品にMiG-21bis（或いは93）がプレイヤー操縦可能機体として登場する。『エースコンバットZERO』のベルカ空軍トップエース、ウォルフガング・ブフナー大佐も一般機と異なる専用塗色をしたMiG-21bisに搭乗している。
『エアフォースデルタシリーズ』
プレイヤー操縦可能機としてMiG-21bisが登場する。
『トムクランシーズ H.A.W.X.』
MiG-21F-13がプレイヤー操縦可能機となっている。
『メタルギアソリッド3』
ソ連機として登場。スネークの乗るD-21ドローン改修機の領空侵入をレーダーで捕捉し、追跡を試みるが速度差でロストする。また、ザ・ボスとの最終対決で時間切れとなった場合、最終対決の舞台となるオオアマナの花畑を2機がナパーム弾で爆撃し、ゲームオーバーとなる。最終盤ではソ連領内から脱出途中のスネークらの乗るWIGを先述の2機が捉えるが、直後にフルシチョフの勅命により作戦中止と即時帰投を命じられ、これを看過するかたちとなっている。